# Natività di Gesù nell'arte

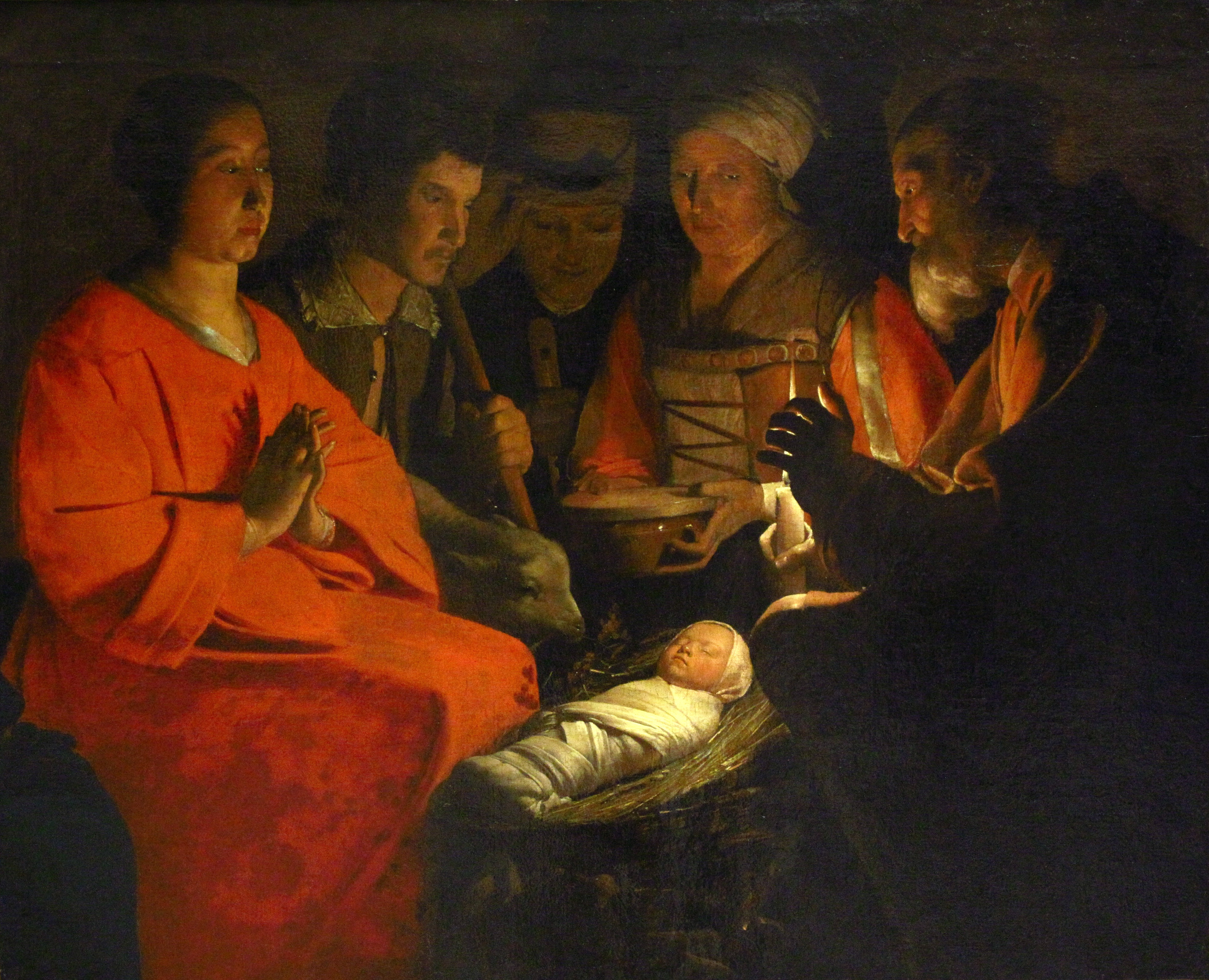
Georges de La Tour c. 1644

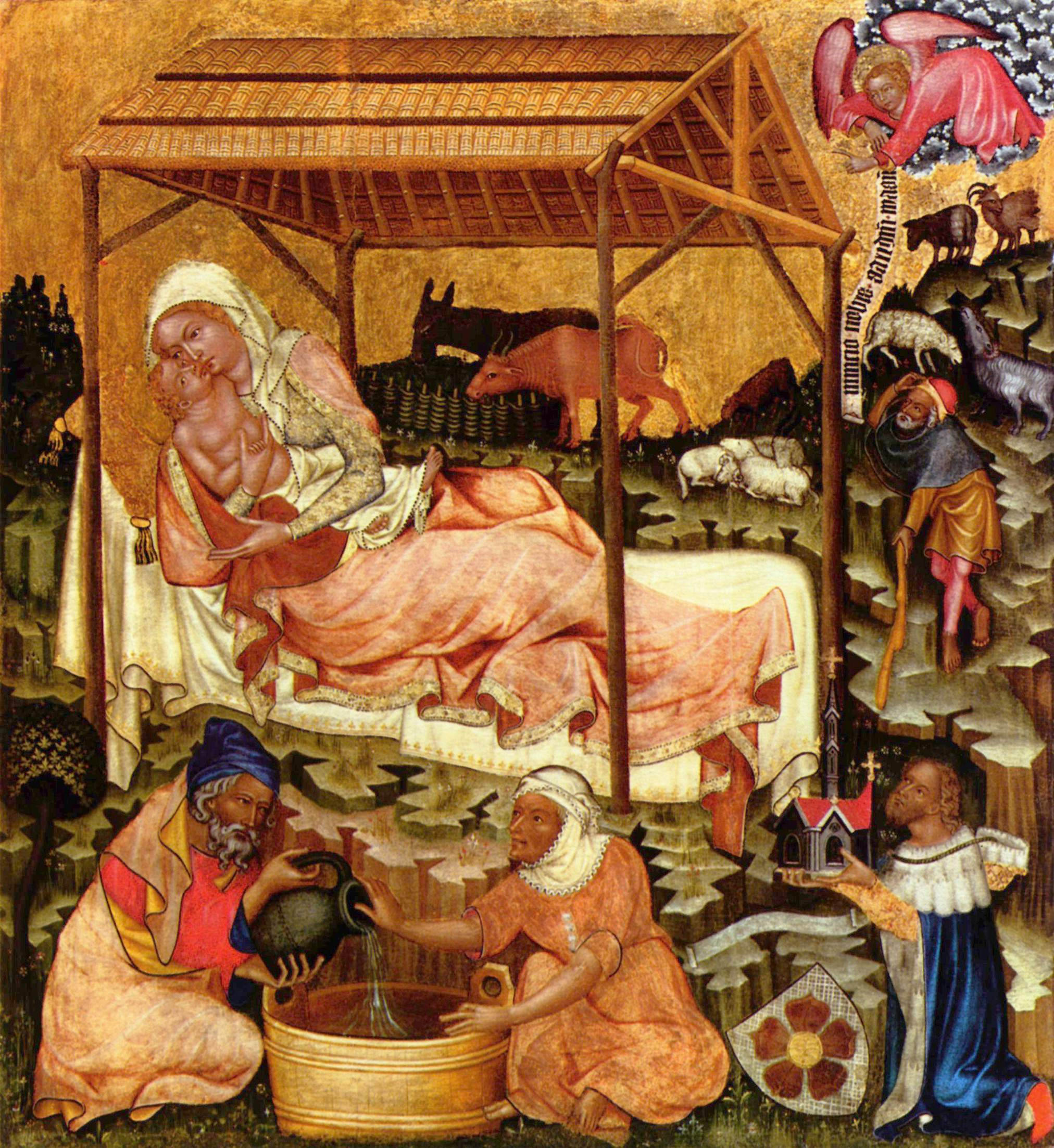
Maestro del Ciclo di Vyššì Brod, maestro boemo, c. 1350. Vyšší Brod (Hohenfurth) cycle. Ciclo Vyšší Brod (Hohenfurth). L'influenza della pittura bizantina italiana fu forte alla corte di Carlo IV.

Sin dal IV secolo, la Natività di Gesù è stata uno dei soggetti iconografici più importanti dell'arte cristiana.
Le raffigurazioni artistiche della Natività o nascita di Gesù, celebrata nel santo Natale, sono basate sui resoconti storici della Bibbia, in particolari dei Vangeli secondo Matteo e secondo Luca, e ulteriormente elaborati dalla tradizione scritta, orale e artistica. L'arte cristiana comprende un gran numero di rappresentazioni della Vergine Maria e di Gesù Bambino. Tali opere sono generalmente denominate "Madonna col Bambino" o "Vergine col Bambino". Di solito, non sono rappresentazioni della Natività quanto piuttosto oggetti devozionali che rappresentano un particolare aspetto o attributo della Vergine Maria, o di Gesù. Le immagini della natività, invece, sono specificamente illustrative e includono molti dettagli narrativi; sono una componente normale delle sequenze che illustrano sia la Vita di Cristo che la Vita della Vergine.
La Natività è stata rappresentata con i supporti più vari, sia pittorici che scultorei. Le forme pittoriche includono murales, dipinti su tavola, miniature di manoscritti, vetrate colorate e pitture ad olio. Il soggetto della Natività è spesso utilizzato per le pale d' altare, molte delle quali combinano elementi pittorici e scultorei. Altre rappresentazioni scultoree della Natività includono miniature in avorio, sarcofagi in pietra scolpita, elementi architettonici come capitelli e architravi delle porte, nonché sculture autoportanti.
Le sculture autoportanti possono essere raggruppate in un presepe all'interno o all'esterno di una chiesa, casa, luogo pubblico o ambiente naturale. La scala delle figure può variare dalla miniatura alla grandezza naturale. Sono molto popolari durante il periodio Natalizio. Questi presepi derivano probabilmente da tableau vivant recitati a Roma, anche se san Francesco d'Assisi diede un grande impulso alla tradizione. Questa tradizione prosegue ancora oggi, con piccole versioni in porcellana, gesso, plastica o cartone vendute per l'esposizione in casa. Le scene rappresentate sono mutate nel corso del tempo.

## La più ampia trattazione della Natività nell'arte

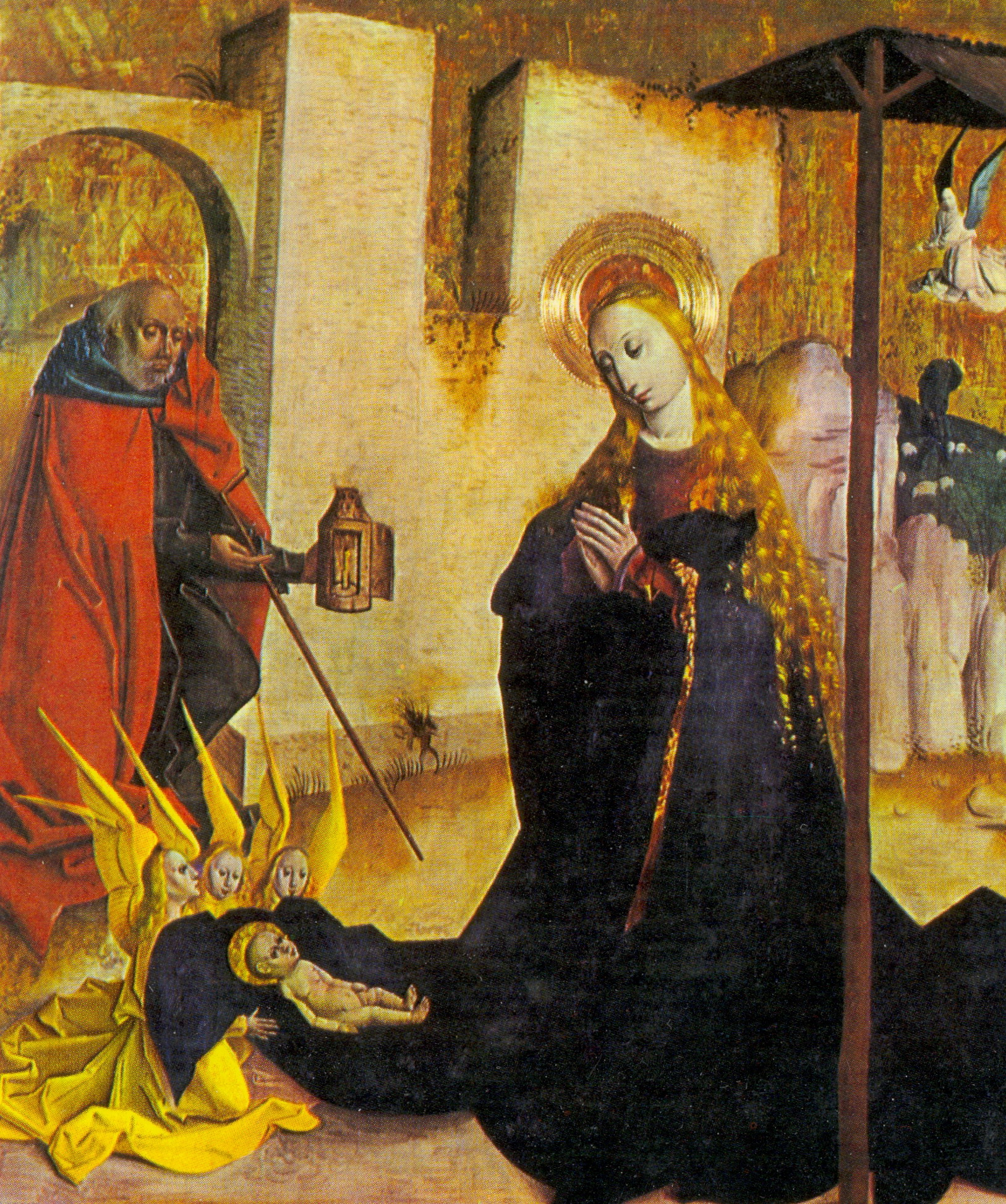
La stalla è appena fuori le mura della città, con i pastori sulla collina alle spalle; Slovacchia, c. 1490

La storia della Natività inizia con la genealogia di Gesù descritta nei Vangeli di Matteo e di Luca. Questo lignaggio o albero genealogico è spesso raffigurato visivamente con l'albero di Jesse, che nasce dal fianco di Jesse, il padre di re Davide.
I Vangeli continuano raccontando che una vergine, Maria, era promessa sposa di un uomo di nome Giuseppe. Primaché diventasse completamente sua moglie, le apparve un angelo, annunciandole che avrebbe dato alla luce un bambino che sarebbe stato il Figlio di Dio. Questo evento dell'Annunciazione è spesso raffigurato nell'arte. Il Vangelo di Matteo racconta che un angelo dissipò l'angoscia di Giuseppe nello scoprire la gravidanza di Maria e gli ordinò di chiamare il bambino Gesù (che significa "Dio salva"). Questa scena è rappresentata solo occasionalmente.
Nel Vangelo di Luca, Giuseppe e Maria si recarono a Betlemme, dove risiedeva la famiglia degli antenati di Giuseppe, per essere inseriti in un censimento fiscale; il viaggio a Betlemme è un soggetto rarissimo in Occidente, ma presente in alcuni grandi cicli bizantini. Mentre era lì, Maria partorì il bambino, in una stalla, perché non c'era posto nelle locande. In quel momento, un angelo apparve ai pastori su una collina, dicendo loro che era nato il "Salvatore, Cristo Signore". I pastori andarono alla stalla e trovarono il bambino, avvolto in fasce e adagiato nella mangiatoia, come aveva descritto l'angelo.
Nel calendario liturgico, la Natività è seguita dalla Circoncisione di Cristo il 1º gennaio, di cui si accenna solo di sfuggita nei Vangeli, e che si presume sia avvenuta secondo la legge e la consuetudine ebraica (otto giorni dopo la nascita); seguono la Presentazione di Gesù al Tempio (o "Candelora"), celebrato il 2 febbraio, descritta da Luca. Entrambi i soggetti godono di tradizioni iconografiche, qui non trattate.
La narrazione è ripresa nel Vangelo di Matteo e racconta che "uomini saggi" dall'est videro una stella e la seguirono, credendo che li avrebbe condotti a un re appena nato. Arrivati a Gerusalemme, si recano al palazzo che poteva ospitare un re e chiesero informazioni al despota che vi dimorava, il re Erode. Questi temette di essere soppiantato, ma li mandò fuori, chiedendo loro di tornare quando avessero trovato il bambino. Essi seguirono la stella fino a Betlemme, dove regalarono al bambino oro, incenso e mirra. Gli uomini furono quindi avvertiti in sogno che Erode desiderava uccidere il bambino, e quindi fecero ritorno al loro paese in un altro modo. Sebbene il Vangelo non menzioni né il numero né lo status dei saggi, noti come "i Magi", la tradizione ha estrapolato che siccome c'erano tre doni, c'erano tre saggi, ai quali generalmente viene attribuito anche il grado di re, e quindi sono chiamati anche i "Tre Re". Dopo il 900 circa, nell'arte sono quasi sempre raffigurati come re. I soggetti iconografici sono numerosi; il più popolare nella tradizione cristiana è sempre stato quello dell'Adorazione dei Magi, che presentano i loro doni prostrati innanzi all'infante Gesù.
Fin dai tempi più antichi, l'Annuncio ai pastori da parte dell'angelo e l'Adorazione dei pastori sono stati spesso combinati con la Natività e la visita dei Magi. La prima rappresentava la diffusione del messaggio di Cristo al popolo ebraico, la seconda ai popoli pagani.

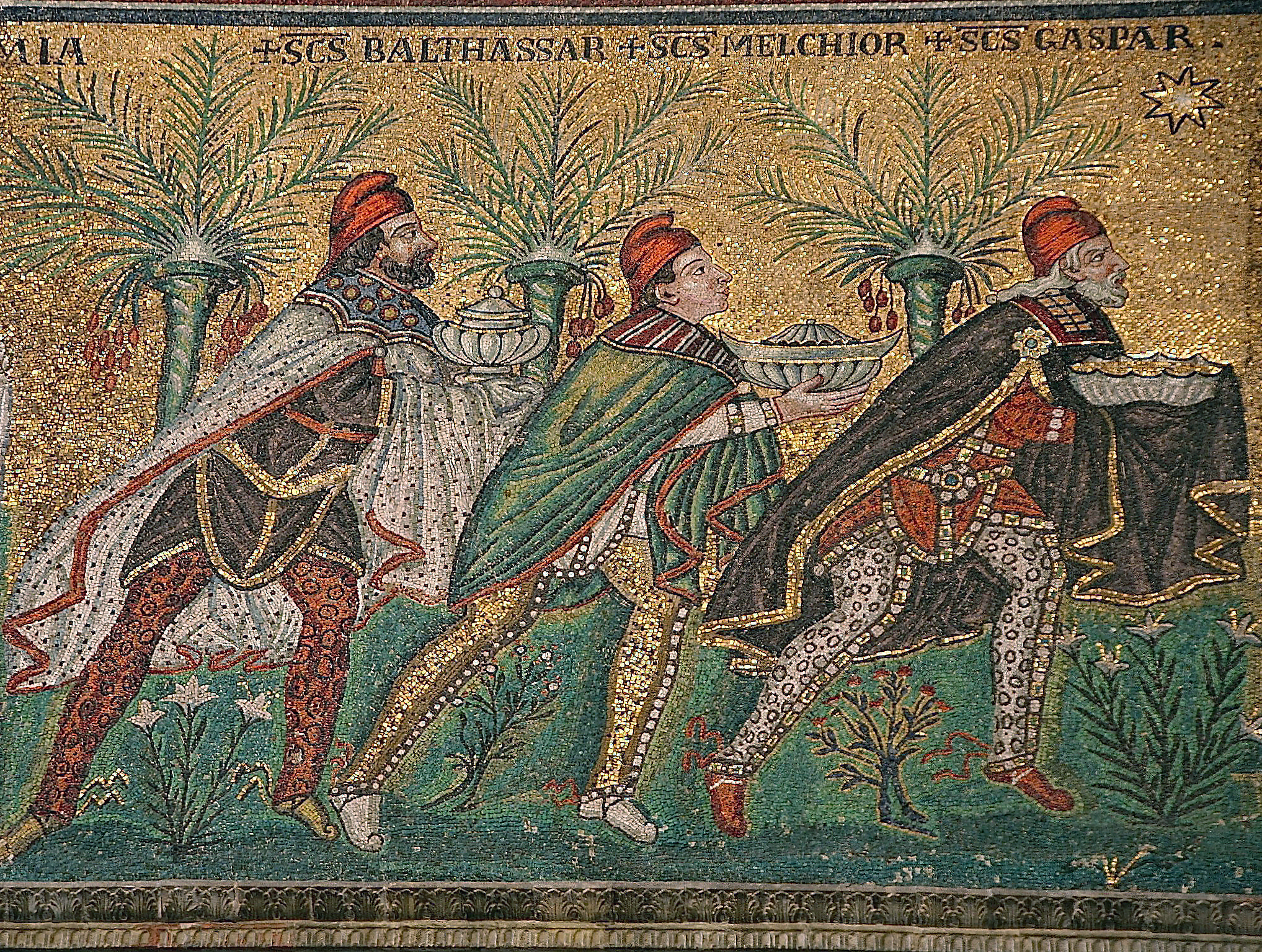
Sant'Apollinare Nuovo, Ravenna , i Magi presentano i loro doni (particolare del mosaico), fine del VI secolo, indossano un abito persiano e un berretto frigio
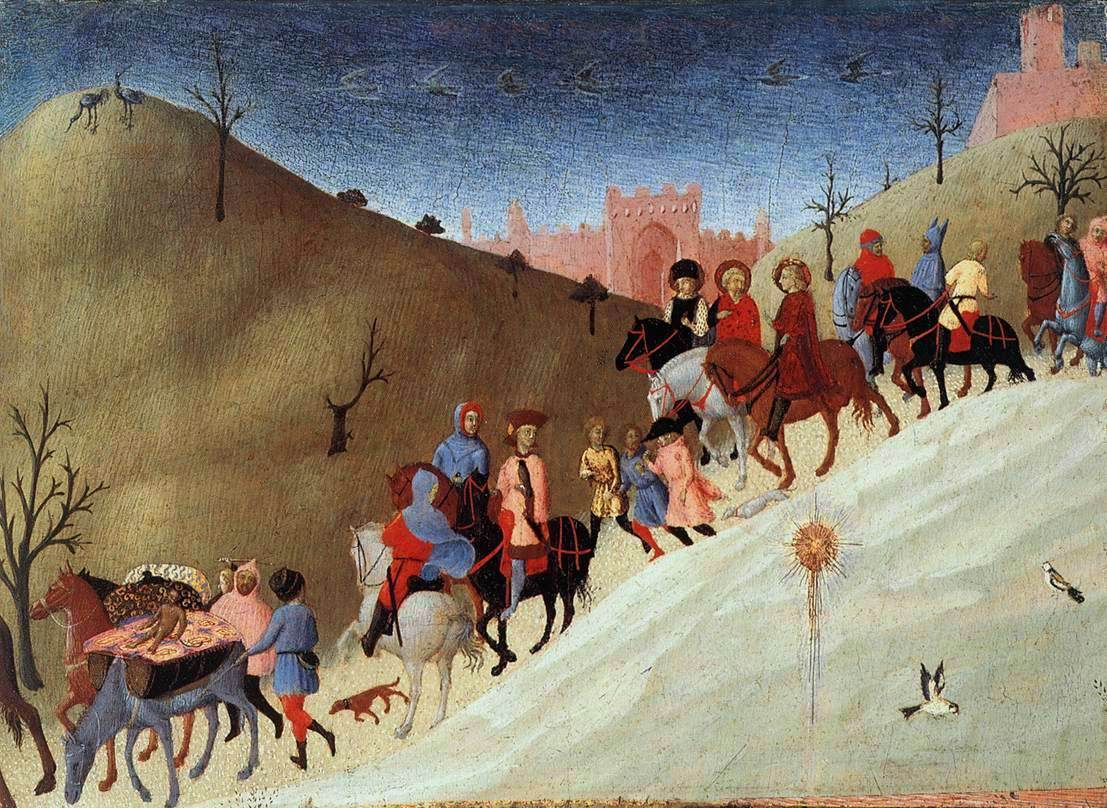
Sassetta, Il viaggio dei Magi, c. 1432-1436
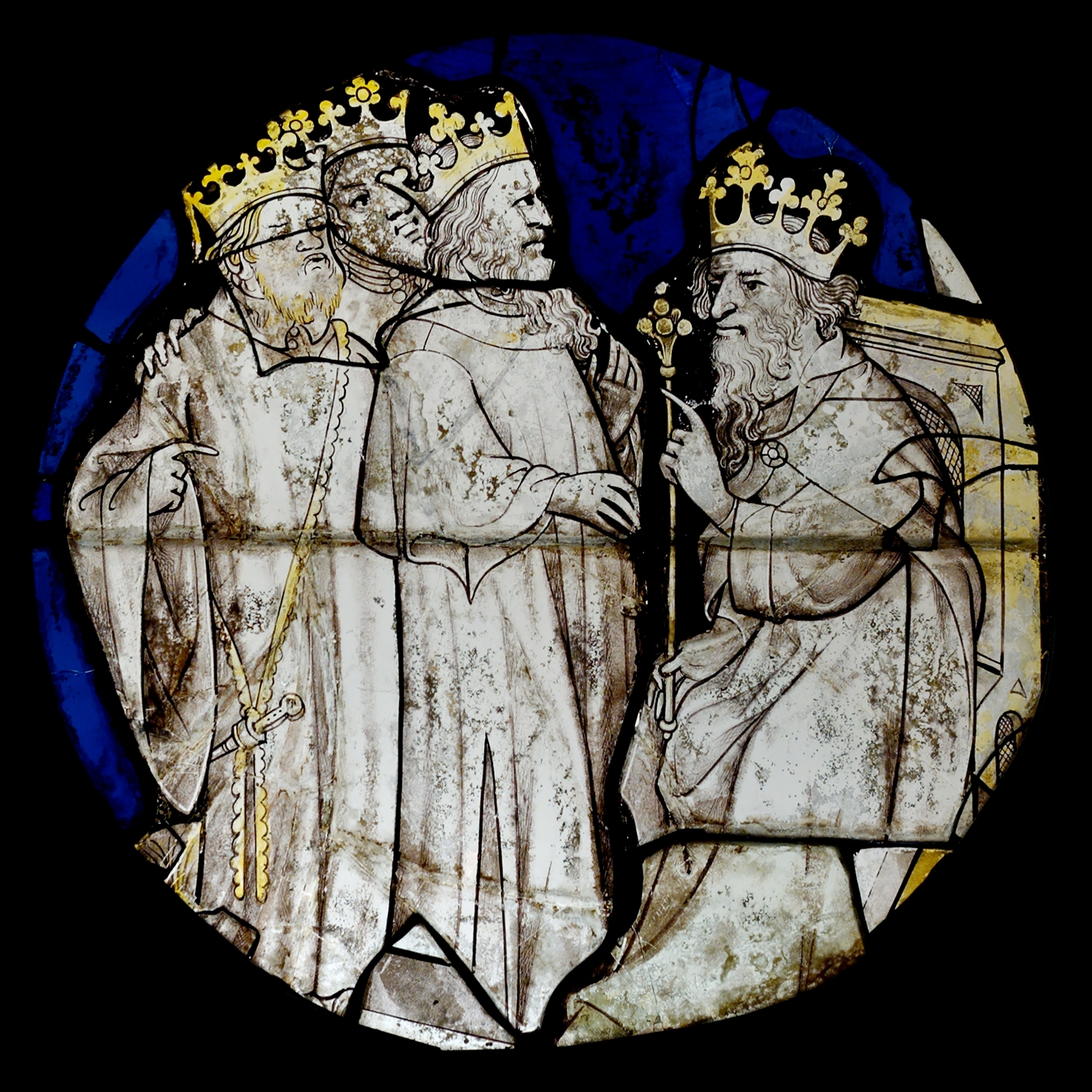
I Magi davanti a Erode, vetrate francesi del XV secolo

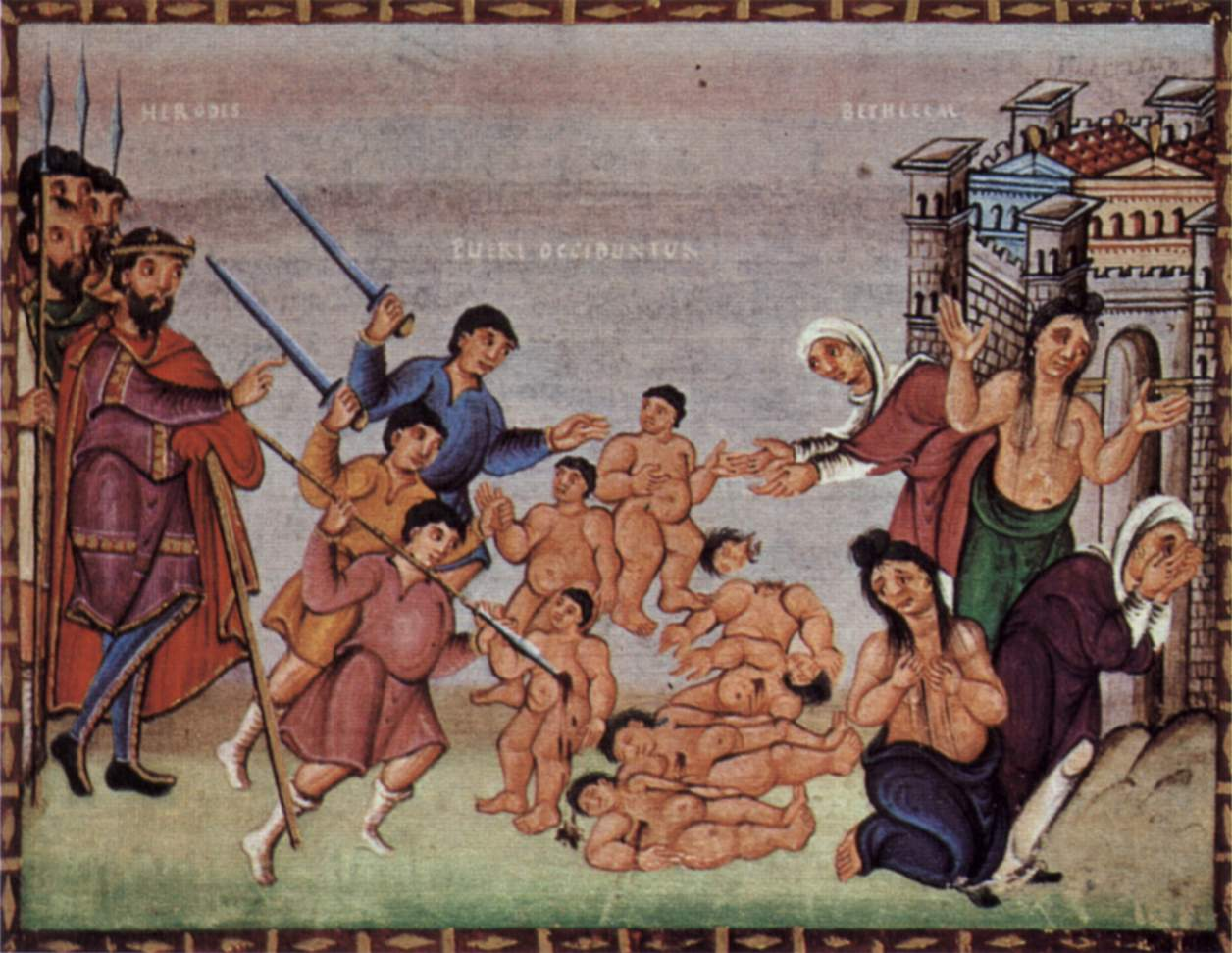
Strage degli Innocenti, Codice Egberti, fine del X secolo.

La Vita di Cristo e la Vita del Vergine furono rappresentate in una varietà di materiali, che vanno dalle vetrate ai capitelli scolpiti ai cicli di affreschi che raffigurano ogni aspetto della storia. La Natività è anche una delle Dodici Grandi Feste dell'Ortodossia Orientale, un ciclo popolare nell'arte bizantina.
La narrazione continua con il re Erode che chiese ai suoi consiglieri in merito ad antiche profezie che descrivevano la nascita di un tale bambino. Come risultato del loro consiglio, inviò dei soldati per uccidere ogni bambino di età inferiore ai due anni nella città di Betlemme. Ma Giuseppe fu avvertito in sogno e fuggì in Egitto con Maria e il bambino Gesù. La raccapricciante scena della Strage degli Innocenti fu rappresentata in particolare dai pittori del primo Rinascimento e del Barocco. La fuga in Egitto era un altro soggetto popolare, che mostra Maria con il bambino su un asino, guidato da Giuseppe (mutuando dall'iconografia bizantina, più rara e più antica, del viaggio a Betlemme).

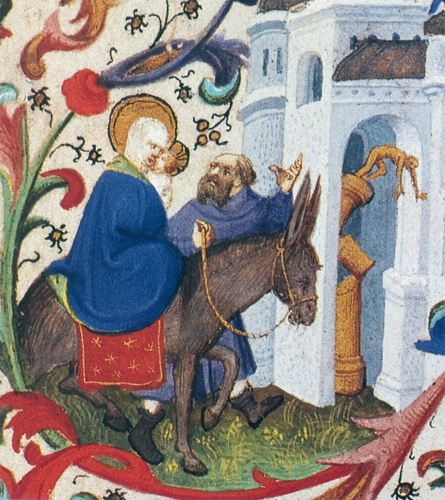
Idolo gotico

Dal XV secolo in poi, nei Paesi Bassi, era più consueto mostrare il soggetto non biblico della Sacra Famiglia che riposa durante il viaggio, il Riposo durante la fuga in Egitto, spesso accompagnato da angeli, e in immagini precedenti a volte un ragazzo più grande che può rappresentare, Giacomo il Minore, fratello di Gesù e figlio di Giuseppe da un precedente matrimonio. Lo sfondo di queste scene di solito (fino a quando il Concilio di Trento non inasprì le sanzioni contro tali aggiunte alle scritture) include una serie di miracoli derivati da testi apocrifi e offre un'opportunità per il genere emergente della pittura di paesaggio.
Nel Miracolo del mais i soldati inseguitori interrogano i contadini, chiedendo quando è passata la Sacra Famiglia. I contadini dicono in verità che era quando seminavano il loro seme di grano; tuttavia il grano è miracolosamente cresciuto fino all'altezza massima. Nel Miracolo dell'idolo, una statua pagana cade dal suo piedistallo al passaggio di Gesù bambino e una sorgente sgorga dal deserto (originariamente separate, spesso le scene sono combinate). In altre leggende, viste meno comunemente, un gruppo di ladri abbandona il proprio piano per derubare i viaggiatori e una palma da datteri si china per consentire loro di cogliere il frutto.
Un altro soggetto è l'incontro del bambino Gesù con suo cugino, il bambino Giovanni Battista, che, secondo la leggenda, fu salvato da Betlemme prima del massacro dall'Arcangelo Uriele, e si unì alla Sacra Famiglia in Egitto. Questo incontro dei due Santi Bambini doveva essere dipinto da molti artisti durante il periodo rinascimentale, dopo essere stato reso popolare da Leonardo da Vinci e poi da Raffaello.

## Storia della rappresentazione

### Cristianesimo primitivo

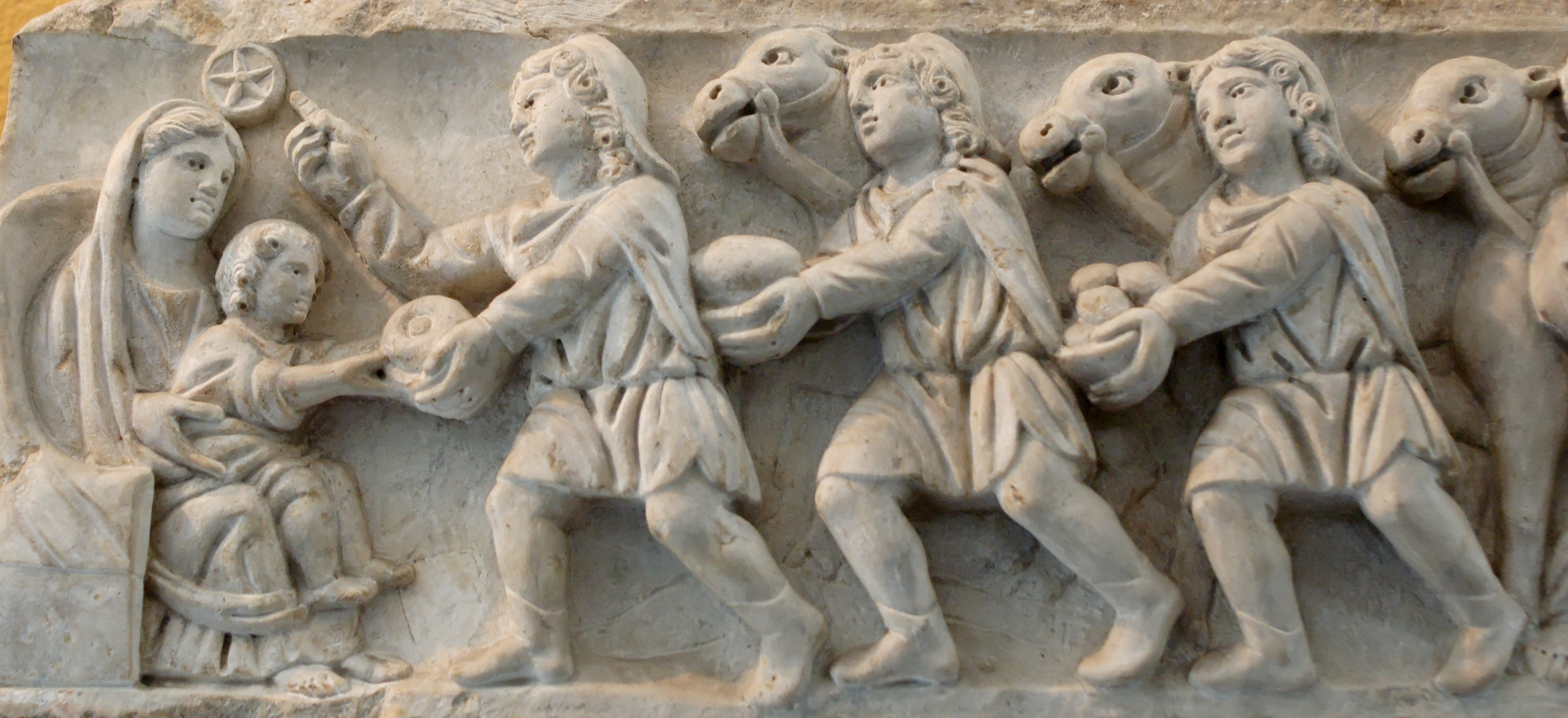
Magi recanti doni, sarcofago del IV secolo, Roma

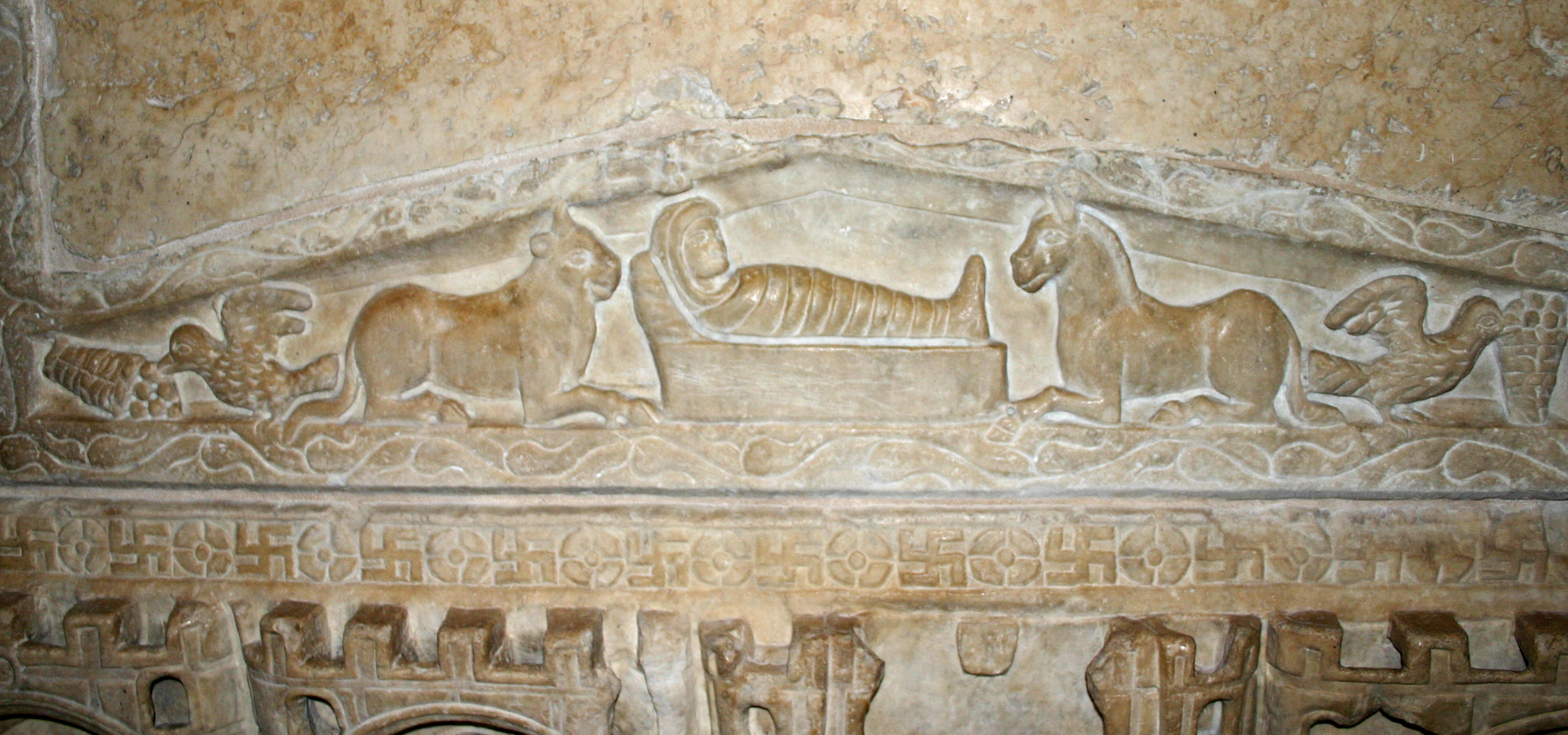
Sarcofago del IV secolo, Milano ; una delle prime immagini della Natività.

Le prime rappresentazioni pittoriche della Natività di Gesù provengono da sarcofagi a Roma e nella Gallia meridionale. Sono successive alle prime scene dell'Adorazione dei Magi, che comparvero nelle catacombe di Roma, dove i primi cristiani seppellivano i loro morti, decorando spesso con pitture le pareti dei sotterranei e le volte. Molti di questi sono antecedenti alla legalizzazione del culto cristiano da parte dell'imperatore Costantino con l'Editto di Milano del 313. Tipicamente, i Magi si muovono di pari passo, tenendo davanti a sé i loro doni, verso una Vergine seduta con Cristo in grembo. Assomigliano molto al motivo di portatori di tributi che è comune nell'arte della maggior parte delle culture mediterranee e mediorientali, e risale ad almeno due millenni prima, nel caso dell'Egitto; nell'arte romana dell'epoca, i barbari sconfitti portano ghirlande d'oro verso un imperatore in trono.
Una delle più antiche natività si trova nella catacomba di Priscilla (150 d.C.), accanto al simbolo cristiano dell'Ichthys.
Le prime rappresentazioni della stessa Natività sono molto semplici, mostrano solo il bambino, avvolto strettamente, adagiato vicino al suolo in un trogolo o in un cesto di vimini. Il bue e l'asino sono sempre presenti, anche quando Maria o qualsiasi altro essere umano non lo sono. Sebbene non siano menzionati nei racconti evangelici, sono stati considerati confermati dalle scritture da alcuni versetti dell'Antico Testamento, come 1.3: " Il bue conosce il proprietario e l'asino la greppia del padrone, ma Israele non conosce e il mio popolo non comprende" e 3,2: "in mezzo alle due bestie sarai riconosciuto". La loro presenza non fu mai messa in discussione dai teologi. Erano considerati da sant'Agostino, sant'Ambrogio e altri come rappresentanti del popolo ebraico, gravato dalla Legge (il bue), e dei popoli pagani, che portano il peccato dell'idolatria (l'asino). Cristo è arrivato per liberare entrambi dai loro pesi. Maria è rappresentata solo quando la scena è l'Adorazione dei Magi, ma spesso è presente uno dei pastori, o un profeta con una pergamena. Dalla fine del V secolo (in seguito al Concilio di Efeso), Maria diventò una presenza costante della scena; poi, come più tardi Giuseppe, ciò divenne un elemento più variabile. Dove viene mostrato un edificio, di solito è un tugurium, un semplice tetto di tegole sostenuto da pali.

### Arte bizantina

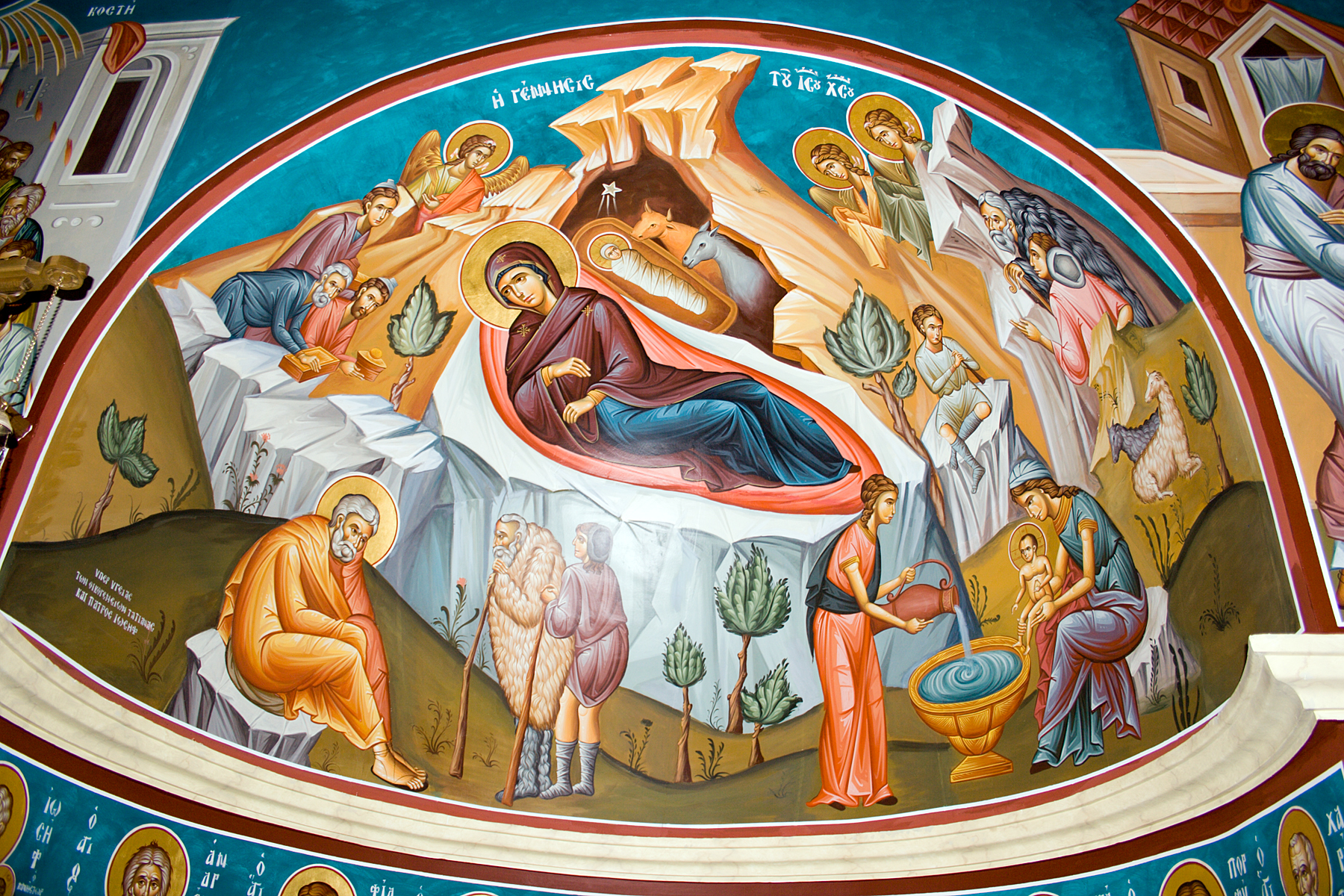
Moderno murale greco-ortodosso in Giordania, che utilizza una rappresentazione variata minimamente nell'arco di oltre un millennio.

L'immagine tipica dell'arte ortodossa orientale nacque probabilmente nella Palestina del VI secolo. L'ambientazione è ora una grotta – o meglio la specifica Grotta della Natività a Betlemme, già sotto la Chiesa della Natività, e ben consolidata come meta di pellegrinaggio , con l'approvazione della Chiesa. Sopra l'apertura si erge una montagna, rappresentata in miniatura. Maria giace convalescente su un grande cuscino imbottito o giaciglio ("kline", in greco) accanto al bambino, che si trova su una struttura rialzata, mentre Giuseppe gli appoggia la testa sulla mano. Egli è spesso inserito all'interno di una scena separata in primo piano, dove Gesù viene lavato dalle levatrici (Gesù viene quindi mostrato due volte). Nonostante le condizioni tutt'altro che ideali, Maria osserva il riposo a letto prescritto nel periodo post-parto. L'ostetrica o le ostetriche provengono dalle prime fonti apocrife; la principale è solitamente chiamata Salomè, ed è associata al miracolo della mano appassita, raramente raffigurato. Si tratta di scene presenti nei drammi medievali e nei giochi di mistero della Natività, che sovente influenzarono le raffigurazioni pittoriche. Diversi resoconti apocrifi parlano di una grande luce che illumina la scena, la stella dei Magi, resa con un disco circolare nella parte superiore della scena e una coda discendente, entrambi di colore scuro.
In alto a sinistra possono essere rappresentati i Magi che si avvicinano a cavallo, con indosso strani copricapi simili a fortini, e i pastori a destra della grotta. Se lo spazio lo consente, gli angeli di solito circondano la scena, compresa la parte superiore della grotta; spesso ai pastori viene raccontata la buona novella della nascita di Cristo. La figura di un uomo anziano, spesso vestito con pelli di animali, che inizia come uno dei pastori nelle prime raffigurazioni, ma in seguito a volte si rivolge a Giuseppe, è solitamente interpretata come il profeta Isaia ovvero come un eremita che ripete la sua profezia. Nelle successive raffigurazioni ortodosse a volte fu assimilato al "Tentatore" (il "pastore-tentatore"), un termine ortodosso per Satana, che incoraggia Giuseppe a dubitare della nascita verginale.
L'icona ortodossa della Natività utilizza alcune immagini parallele a quelle dell'epitaphios (sudario funebre di Gesù) e altre icone raffiguranti la sepoltura di Gesù il Venerdì Santo. Questo viene fatto intenzionalmente per illustrare il punto di vista teologico secondo cui lo scopo dell'Incarnazione di Cristo era di rendere mortale il Signore e quindi possibile la Crocifissione e la Resurrezione. L'icona della Natività raffigura il Cristo Bambino avvolto in fasce che ricordano le sue bende funerarie. Il bambino è spesso raffigurato disteso su una pietra, che rappresenta la tomba di Cristo anziché una mangiatoia. Pure le Grotta della Natività ricorda la grotta in cui fu sepolto Gesù. Alcune icone della Natività mostrano la Vergine Maria inginocchiata anziché sdraiata, indicando la tradizione secondo cui la Theotokos diede alla luce Cristo senza dolore e doglia (per contraddire l'eresia del Nestorianesimo).

### Immagini bizantine e ortodosse

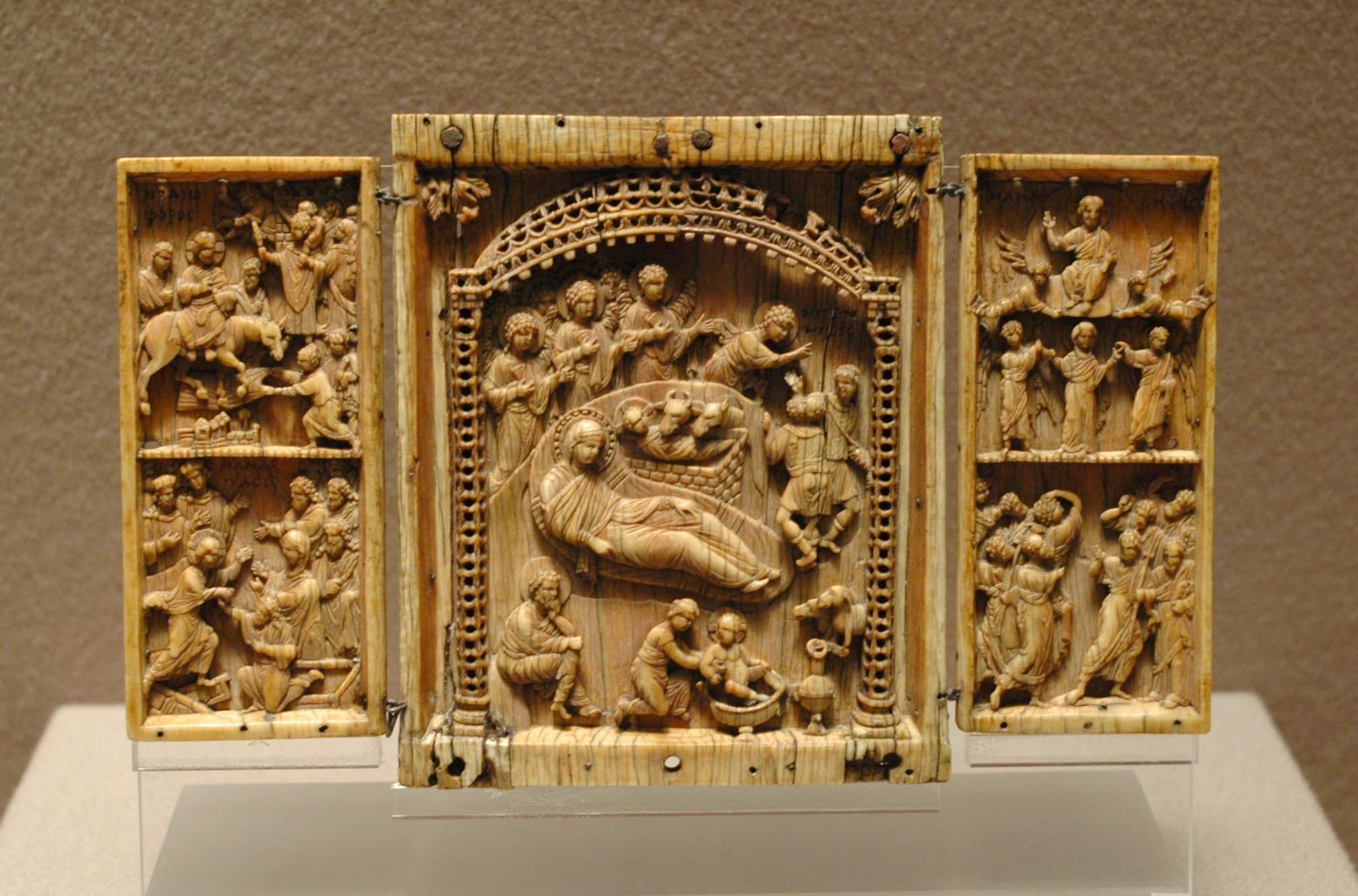
Scene della vita di Gesù Cristo, trittico. Costantinopoli, fine del X secolo, avorio. Museo del Louvre
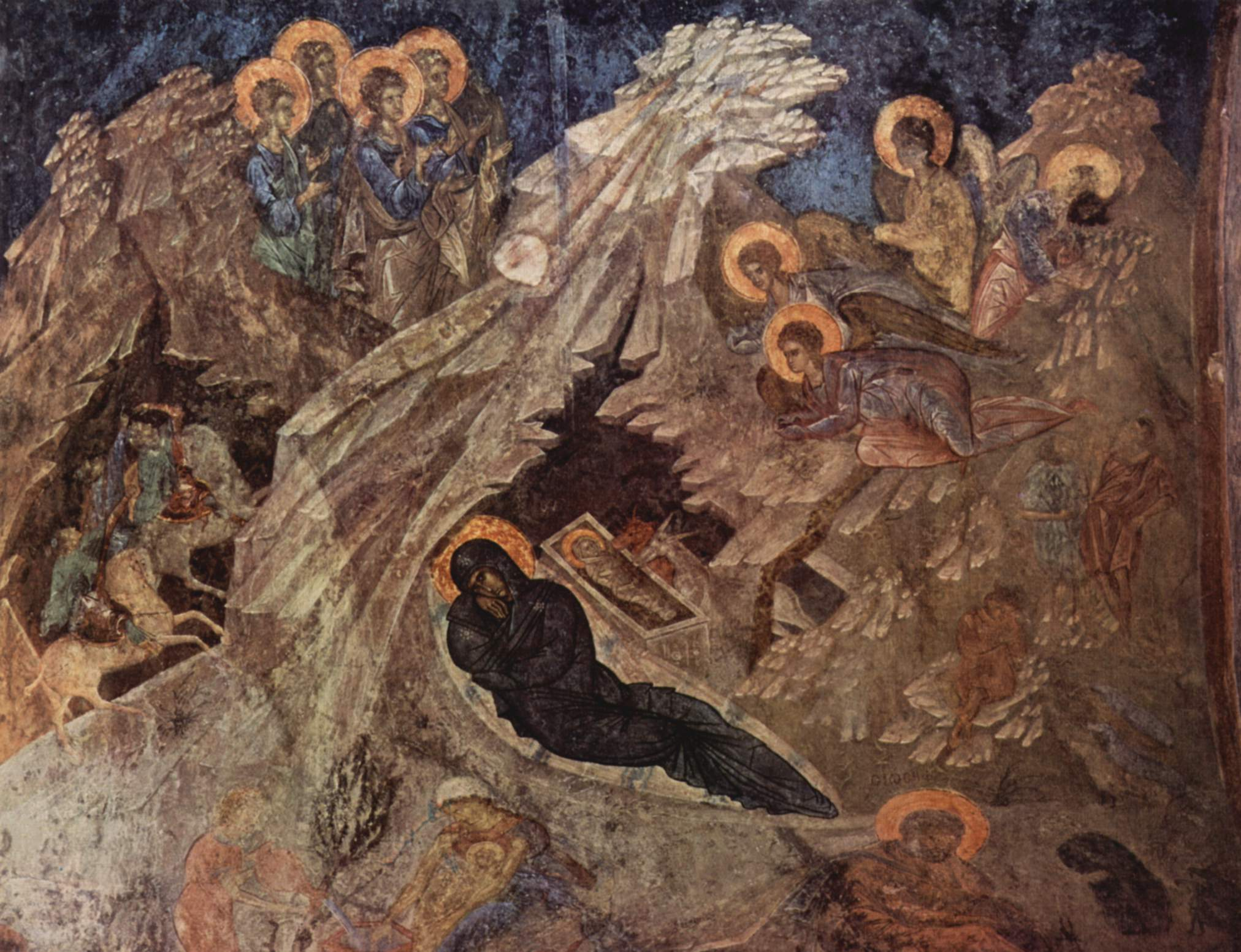
Affresco bizantino della città di Mistra, Grecia, metà del XIV secolo
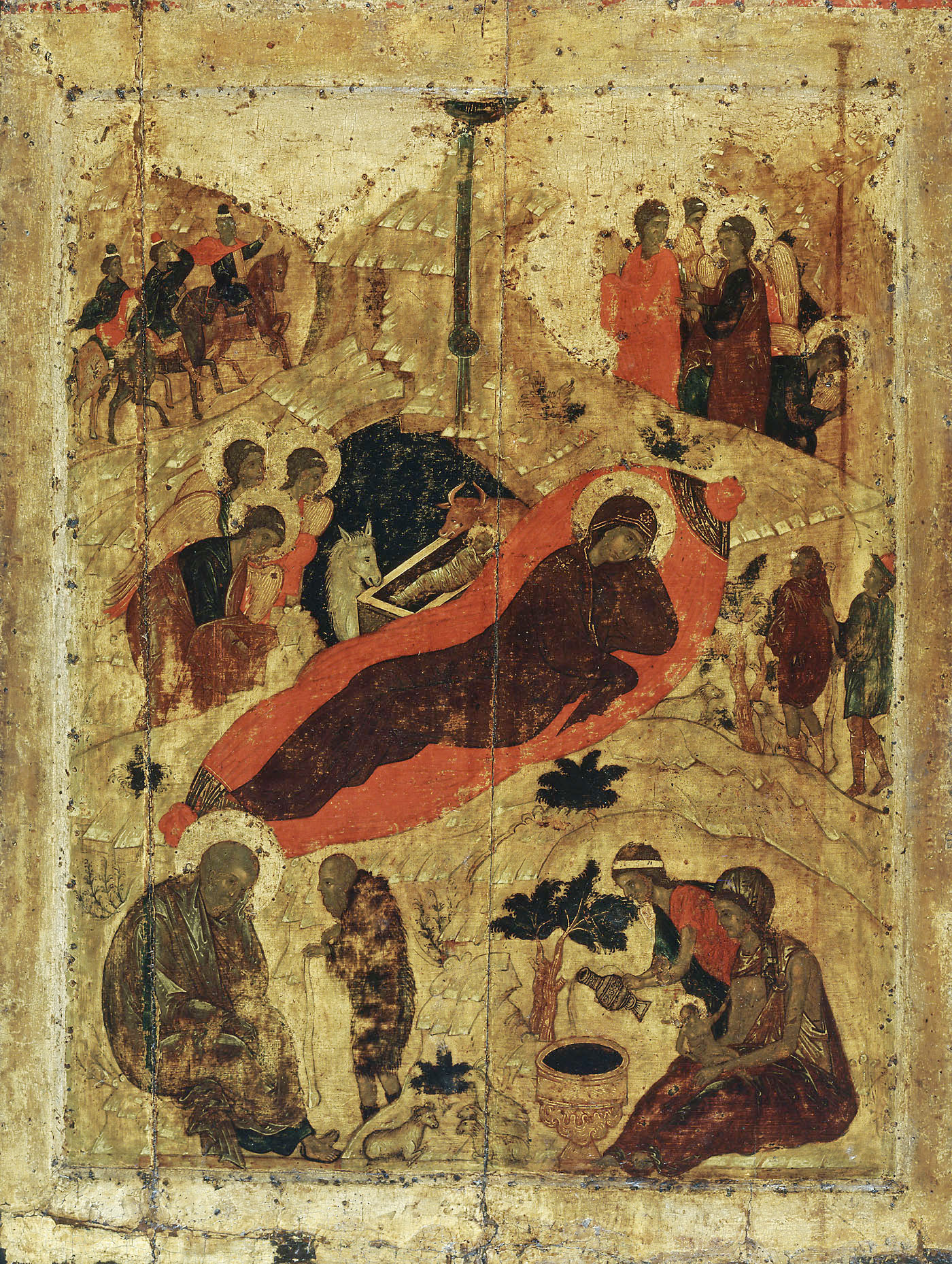
Andrej Rublëv, 1405, nel Cremlino di Mosca.
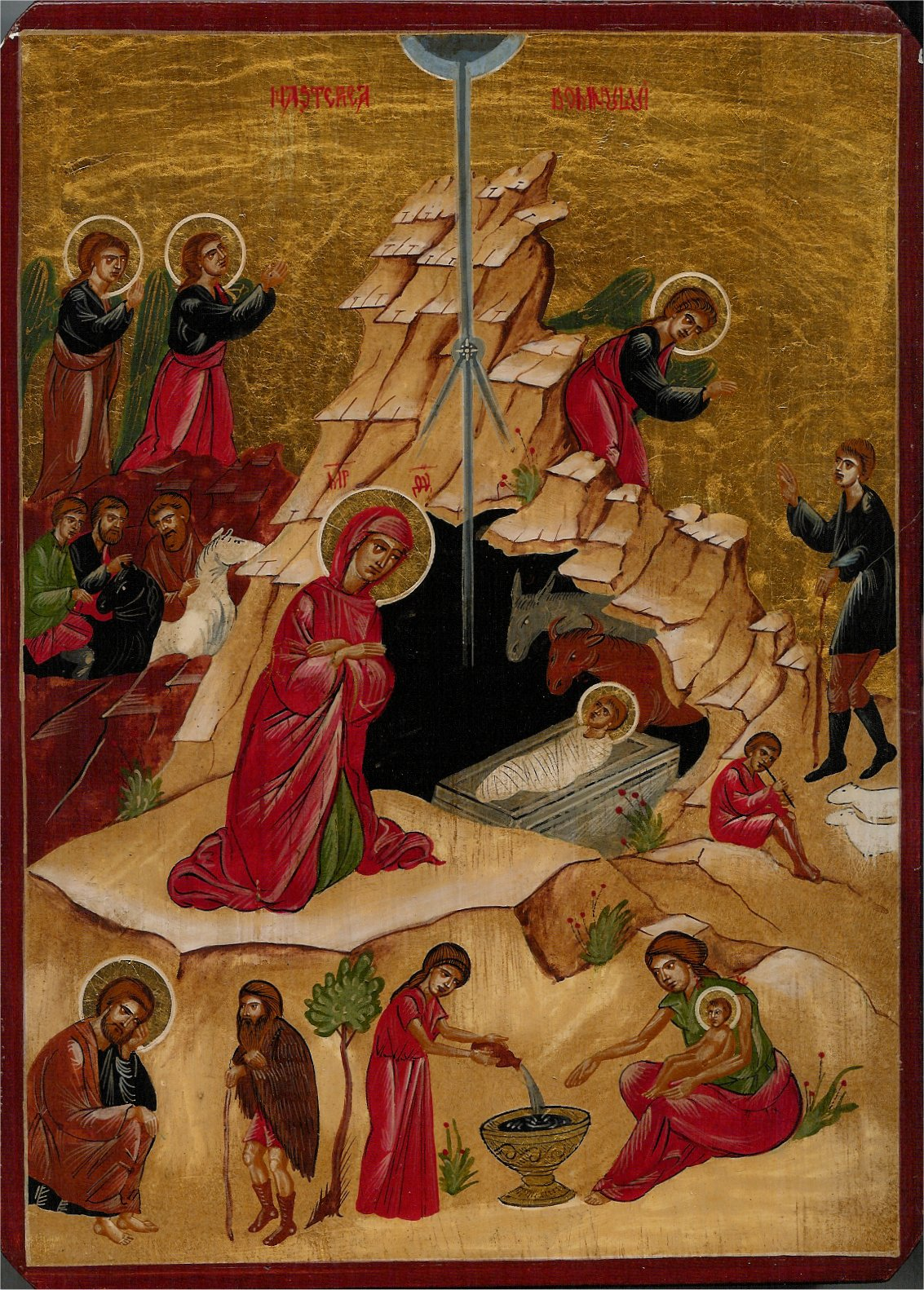
Icona rumena moderna, con un'iconografia molto simile a Rublev, ma con pochi elementi occidentali, come la Vergine inginocchiata.
Un presepe armeno in miniatura del Salvatore, 1232.

### Tradizione tardo-bizantina nell'Europa occidentale

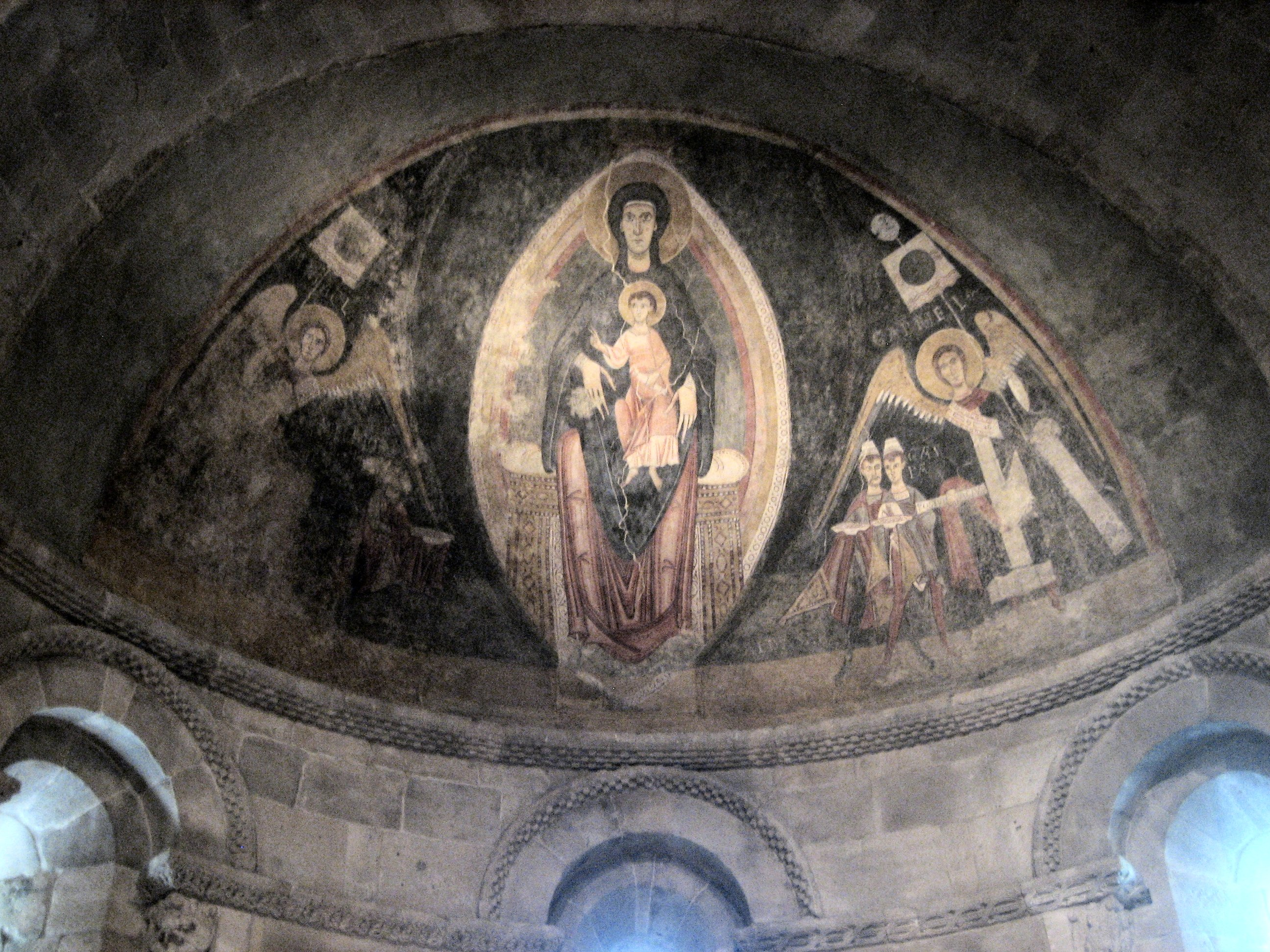
Maestro di Pedret, La Vergine col Bambino in maestà e l'Adorazione dei Magi, affresco romanico, Spagna, c. 1100
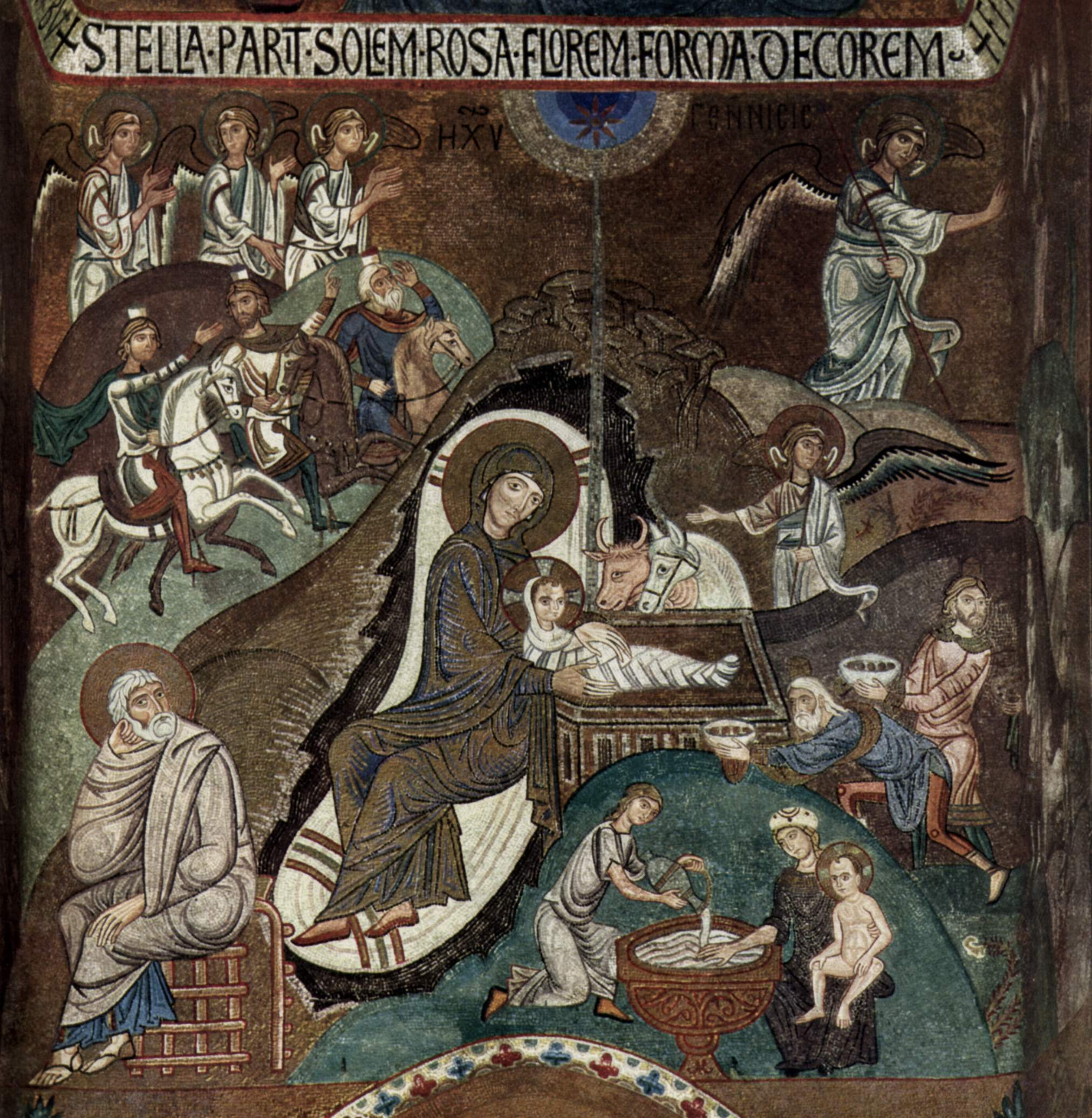
Mosaico in stile bizantino, Palermo, 1150
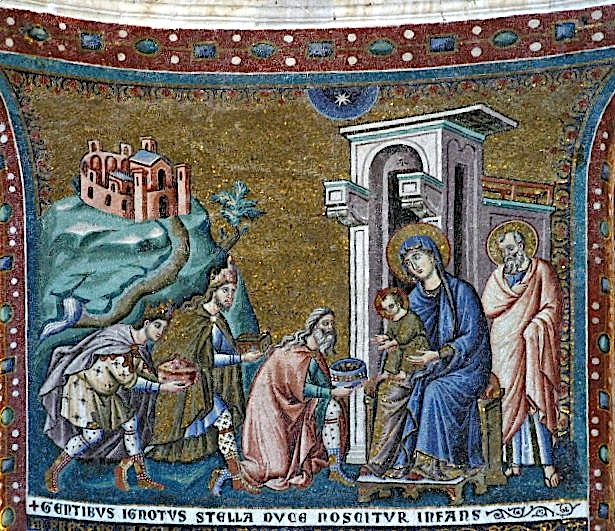
I mosaici medievali di Santa Maria in Trastevere, a Roma, sono più classici nello stile.
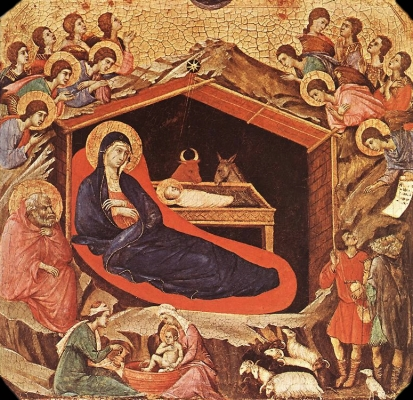
Natività dalla Maestà di Duccio, XIII secolo, capanna di compromesso dentro una grotta

## Arte occidentale

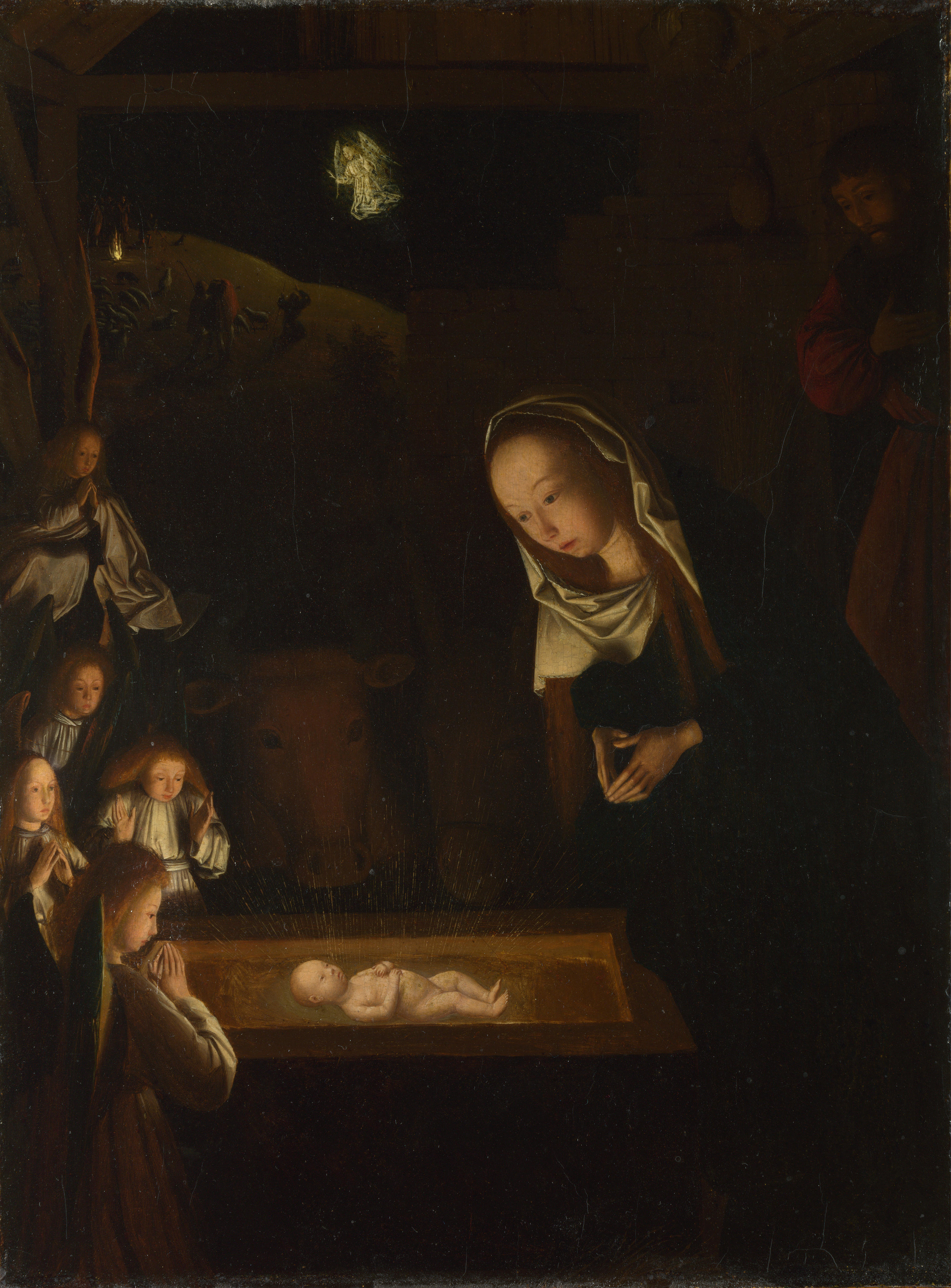
Natività di notte di Geertgen tot Sint Jans, c. 1490, dopo una composizione di Hugo van der Goes (c. 147)0, influenzata dalle visioni di santa Brigida di Svezia. Fonti di luce promanano dal bambino Gesù, il fuoco dei pastori sulla collina alle spalle e l'angelo che appare loro.

L'Occidente fece propri molti degli elementi iconografici bizantini, ma preferì la stalla alla grotta, anche se la versione della Maestà di Duccio, influenzata dai bizantini, cercò di avere entrambe. Le ostetriche abbandonarono gradualmente le rappresentazioni occidentali, poiché i teologi latini disapprovavano queste leggende; qualche volta rimane il bagno, o in preparazione o con Maria che bagna Gesù. Le levatrici si vedono ancora dove l'influenza bizantina è forte, soprattutto in Italia; come in Giotto, dove si vede consegnare Gesù a sua madre. Durante il periodo gotico, nel Nord primaché in Italia, si sviluppò una crescente vicinanza tra madre e figlio, e Maria iniziò a tenere in braccio il suo bambino oppure a essere raffigurata con lui che la guarda. L'allattamento è molto raro, ma talora viene mostrato.
Nel Nord Europa, l'iconografia del tardo Medioevo fu spesso influenzata dalla visione della Natività di santa Brigida di Svezia (1303–1373), una mistica molto popolare. Poco prima della sua morte, descrisse una visione del bambino Gesù mentre giaceva a terra, emetteva una luce e descriveva la Vergine come dai capelli biondi; molte raffigurazioni ridussero altre fonti di luce nella scena per enfatizzare questo effetto e la Natività rimase molto comunemente trattata con la tecnica del chiaroscuro fino al Barocco. Dalla visione di Brigida provengono anche altri dettagli come un'unica candela "attaccata al muro" e la presenza di Dio Padre in alto:
Dopo ciò, la Vergine si inginocchia per pregare il suo bambino, a cui si unisce San Giuseppe, e questa (tecnicamente nota come "Adorazione di Cristo" o "del Bambino") diventò una delle raffigurazioni più comuni nel XV secolo, sostituendo in gran parte la Vergine distesa in Occidente. Le versioni di questa rappresentazione si manifestarono già nel 1300, ben prima della visione di Brigida, in base ad un'origine francescana.

Questa Natività di Rogier van der Weyden, parte della Pala di Bladelin, segue la visione di Brigida, con ritratto del donatore e rovine romaniche.

San Giuseppe, tradizionalmente considerato un uomo anziano, è spesso mostrato addormentato nelle Natività, e divenne una figura alquanto comica in alcune raffigurazioni, vestito in modo disordinato e incapace di aiutare con il parto. In alcune raffigurazioni, per lo più tedesche, indossa un cappello ebreo. Nelle rappresentazioni dei misteri medievali era solitamente una figura comica, amabile ma alquanto incapace, anche se a volte era mostrato mentre si taglia la calzamaglia per ricavare le fasce per il bambino o mentre accende un fuoco.
Nel tardo medioevo, in Occidente, i francescani si fecero promotori del culto di San Giuseppe. Nel 1479, la sua festa fu aggiunta al Breviario Romano. Nel XV secolo, iniziò ad essere dipinto con maggiore dignità e questo miglioramento continuò durante il Rinascimento e il Barocco , fino a quando una rinascita dell'enfasi mariana nel XVII secolo lo lasciò spesso bloccato ai margini di composizioni presepesche. La candela accesa da San Giuseppe nella visione di Brigida diventa un attributo, che spesso viene mostrato mentre la tiene, accesa o spenta, in pieno giorno.
In un Libro d'Ore interamente miniato era normale inserire pagine che illustrassero la Natività, l'Annuncio ai Pastori, l'Adorazione dei Magi e la Fuga in Egitto (e/o la Strage degli Innocenti) come parte del ciclo di otto immagini che componeva la sequenza delle Ore della Vergine. Le immagini della natività divennero sempre più popolari nei dipinti su tavola nel XV secolo, anche se sulle pale d'altare la Sacra Famiglia spesso doveva condividere lo spazio dell'immagine con i ritratti dei donatori. Nella pittura dei primi Paesi Bassi, la grande capanna, minimamente variata dalla tarda antichità, si sviluppò in un elaborato tempio in rovina, inizialmente in stile romanico, che rappresentava lo stato fatiscente dell'Antica Alleanza della legge ebraica. L'uso dell'architettura romanica per identificare ambienti ebraici piuttosto che cristiani era una caratteristica regolare dei dipinti di Jan van Eyck e dei suoi seguaci. Nelle opere italiane, l'architettura di tali templi divenne classica, riflettendo il crescente interesse per il mondo antico. Un ulteriore riferimento fatto a questi templi era alla leggenda, riportata nella compilazione popolare della Legenda Aurea, che nella notte della nascita di Cristo la Basilica di Massenzio a Roma, che doveva ospitare una statua di Romolo, era in parte crollata al suolo, lasciando le imponenti rovine che sono sopravvissute fino ad oggi.

### Simbolismo della rovina
Il simbolismo della rovina nei dipinti della "Natività" e dell'"Adorazione dei Magi" emerse per la prima volta nell'arte dei primi Paesi Bassi intorno alla metà del XV secolo, in uno stile romanico distinto. I pittori olandesi iniziarono ad associare questo stile all'architettura della Terra santa, in contrasto con il vago orientalismo delle raffigurazioni precedenti. In questo contesto, gli edifici romanici rappresentavano l'era straniera, antica del mondo ebraico e/o pagano, opposta allo stile gotico nativo del periodo. Questo contrasto tra due periodi cronologici -gotico e romanico- si sostituì al precedente contrasto tra l'area geografica occidentale e quella orientale. Il messaggio principale delle rovine in questi dipinti è che gli edifici antichi dovevano andare in rovina perché il Cristianesimo potesse trionfare.

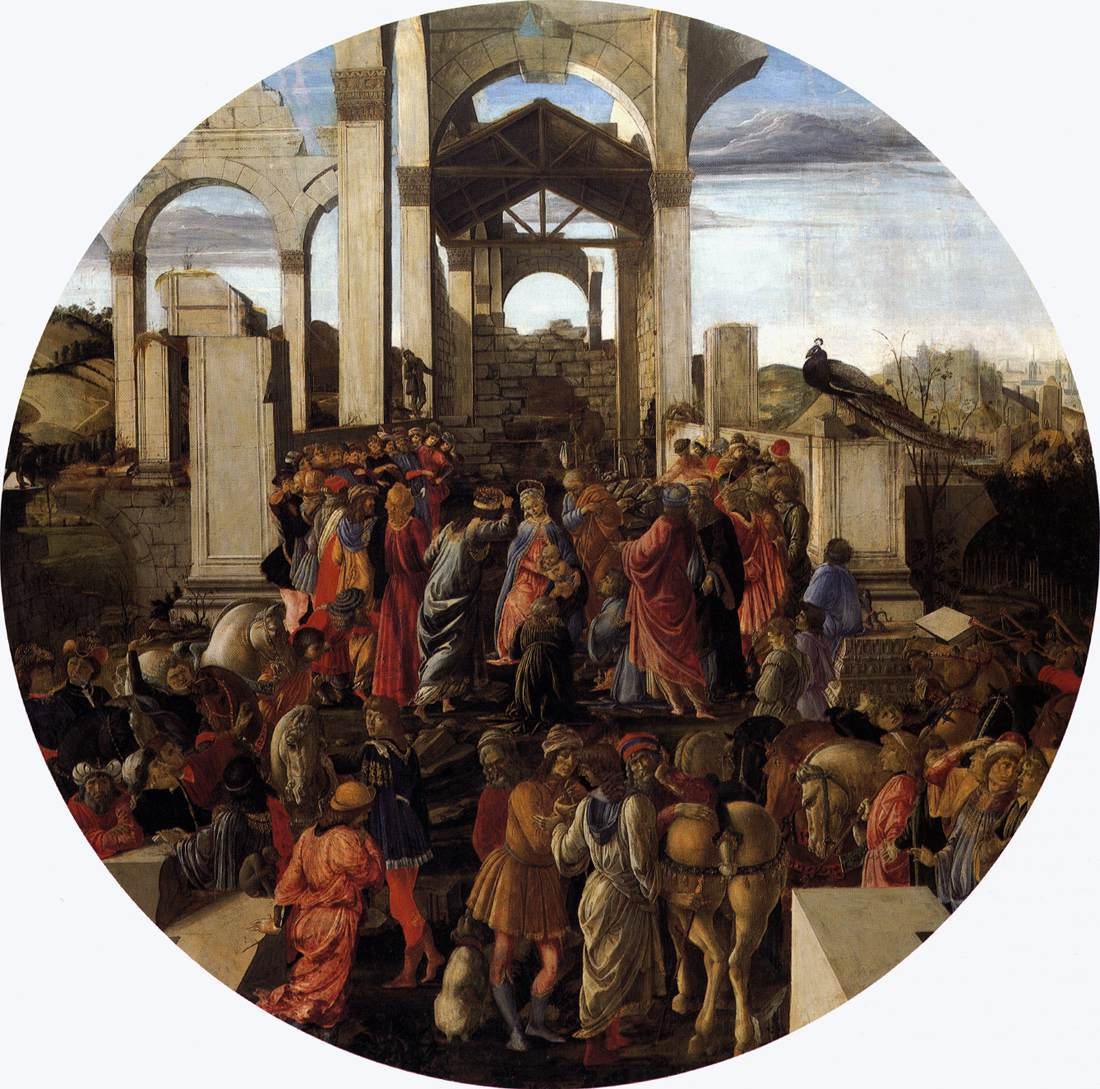
Sandro Botticelli, Adorazione dei Magi, 1470-75. Tempera su tavola, diametro 131.5 cm, National Gallery (Londra). La baracca di legno del luogo della nascita di Cristo si trova all'interno delle rovine di una grande rovina classica.

In effetti, l'inclusione dell'elemento della rovina era perfettamente adatta alle immagini della "Natività" e dell'"Adorazione dei Magi". La nascita di Cristo rappresentata nella Natività simboleggiava anche la nascita del Cristianesimo, una nuova era, che si affermò con la 'rovina' delle vecchie ere del giudaismo e del paganesimo. In seguito, l'"Adorazione dei Magi" significò la diffusione e l'accettazione del Cristianesimo in tutto il mondo, essendo ciascuno dei tre re rappresentativo di uno dei tre continenti allora conosciuti. Pertanto, gli edifici in rovina simboleggiavano la "caduta dell'incredulità e la salvezza dei fedeli per tramite della fondazione della sua Chiesa da parte di Cristo".
Tuttavia, la Natività e la nascita di Cristo non significarono il completo rifiuto del vecchio. Anche se gli ebrei non riconobbero Cristo come loro Salvatore, il Cristianesimo crede che gli Israeliti abbiano profetizzato la venuta di Cristo in tutto l'Antico Testamento. Questo paradosso rimase irrisolto durante il Medioevo, durante il quale il rapporto tra Ebraismo e Cristianesimo fu molto ambivalente. Questa ambivalenza fu risolta dai primi artisti olandesi, che iniziarono a usare lo stile romanico e poi il simbolismo delle rovine, esprimenti una continuità tra l'Antico e il Nuovo Testamento. In definitiva, la nascita di Cristo sotto una rovina romanica trasmetteva l'idea dell'armonia e la riconciliazione del presente con il passato. In questo modo, la Natività indicava la 'congiunzione tra l'era della profezia e quella del compimento'.
Il simbolismo della rovina nei dipinti della "Natività" e dell'"Adorazione dei Magi" fu presto adottato dagli artisti del Rinascimento italiano, che iniziarono a dipingere rovine di edifici classici piuttosto che romanici. La stessa idea di continuità tra Antico e Nuovo Testamento era presente anche nelle opere degli artisti italiani, ma con un ulteriore fattore di complicazione: l'ideale umanista rinascimentale. Gli artisti dovevano rappresentare il trionfo del Cristianesimo sul paganesimo, cioè il mondo antico, nonostante vivessero durante il periodo della resipiscenza dell'età classica. Pertanto, anche se gli edifici raffigurati dagli artisti italiani erano di fatto caduti in rovina, essi conservavano ancora la "piena grandezza del contenuto classico". Lo scopo degli artisti rinascimentali era quello di ripensare il rapporto post-medievale tra antichità e Cristianesimo. Per gli artisti italiani del periodo, quindi, la Natività e quindi la nascita di Cristo vennero a fondersi con "la concezione propria del periodo di se stesso come rinascita": le immagini della "Natività" e dell'"Adorazione dei Magi" durante il Rinascimento italiano erano una testimonianza della coscienza storica, in cui le rovine servivano come documenti del glorioso passato pagano in attesa di essere studiati ed emulati.

### Immagini dell'Alto Medioevo occidentale

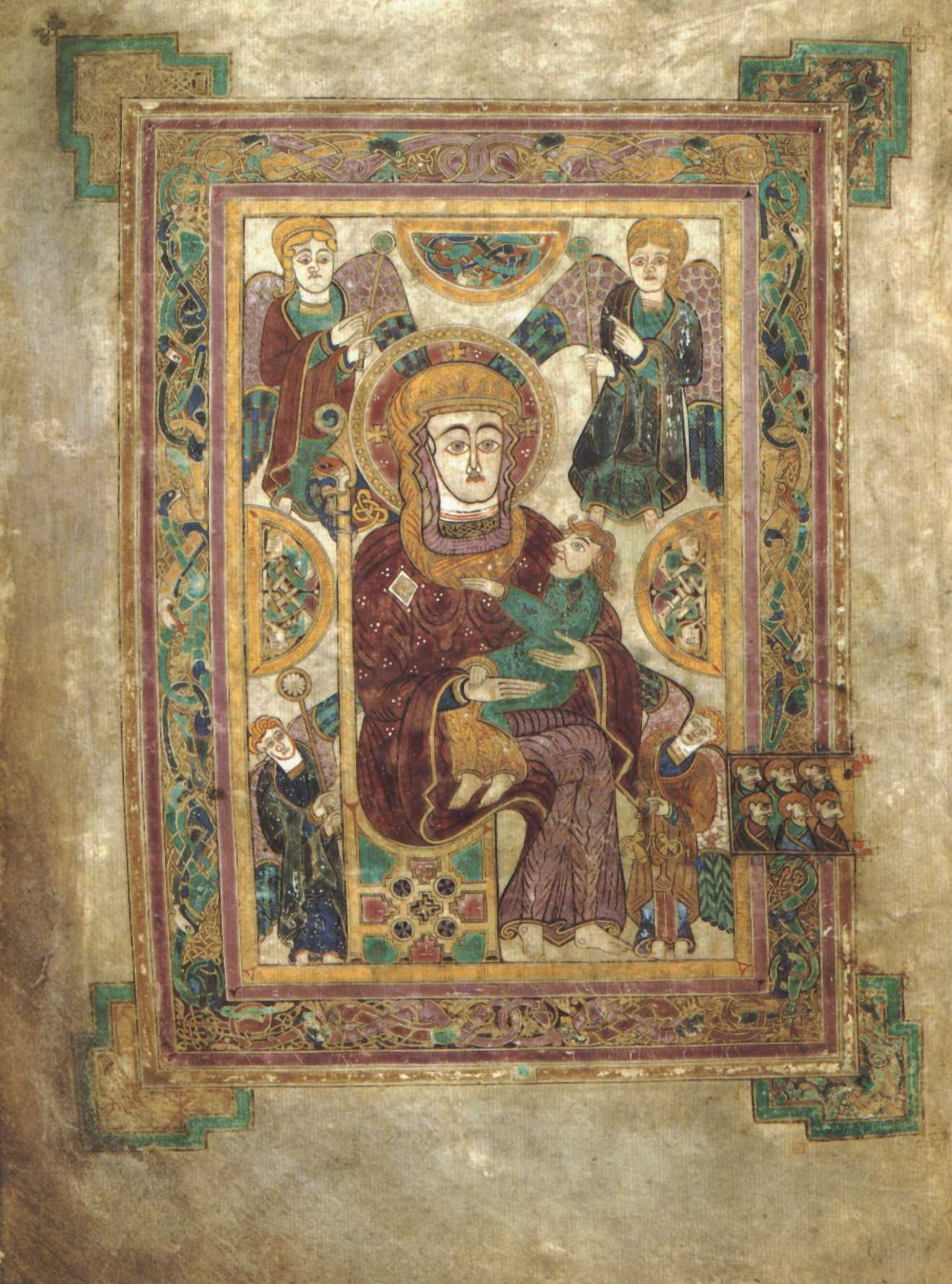
La prima Madonna col Bambino occidentale, dal Libro di Kells, all'inizio del Vangelo di Matteo. c. 800
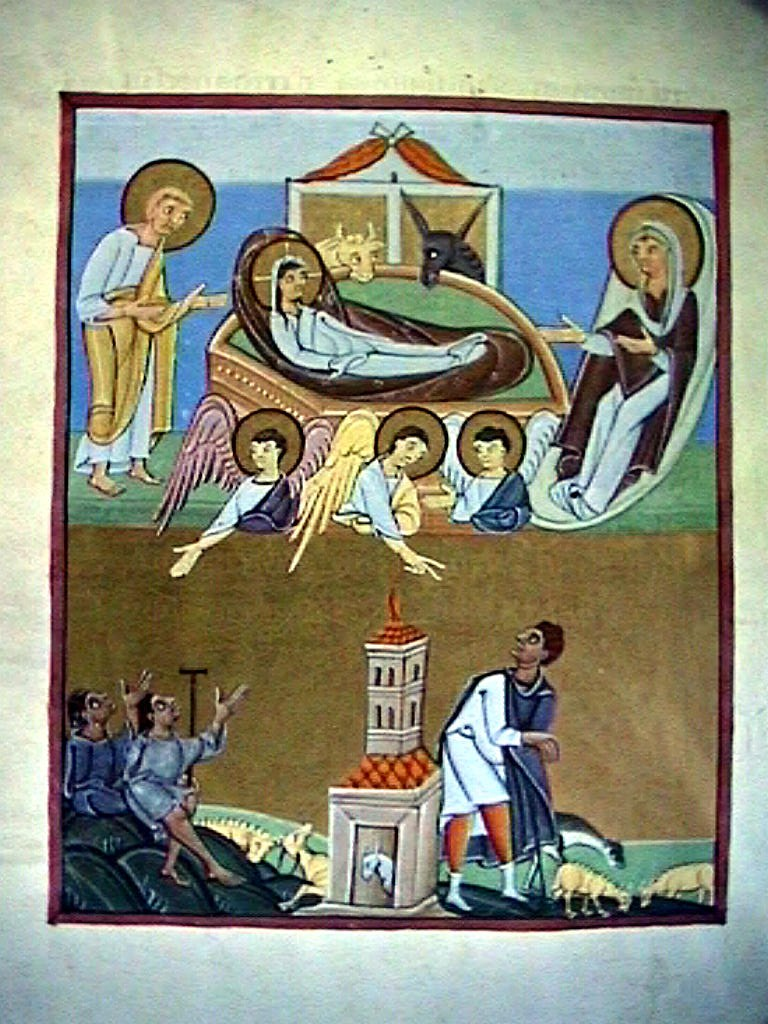
Natività e Annunciazione ai pastori dall'Apocalisse di Bamberga, 1000–20, ottoniano
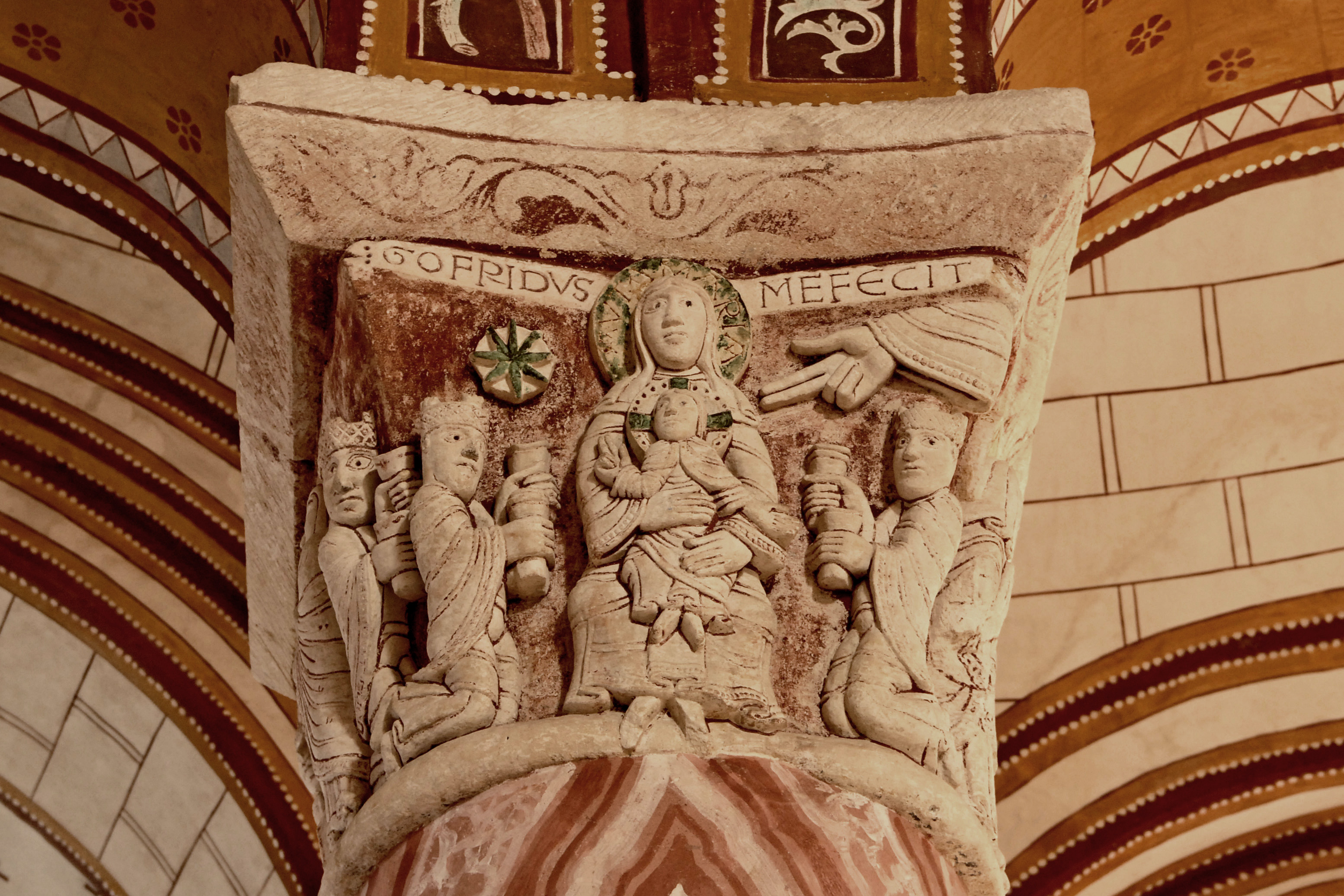
Capitello romanico di San Pietro, Chauvigny, XII secolo.
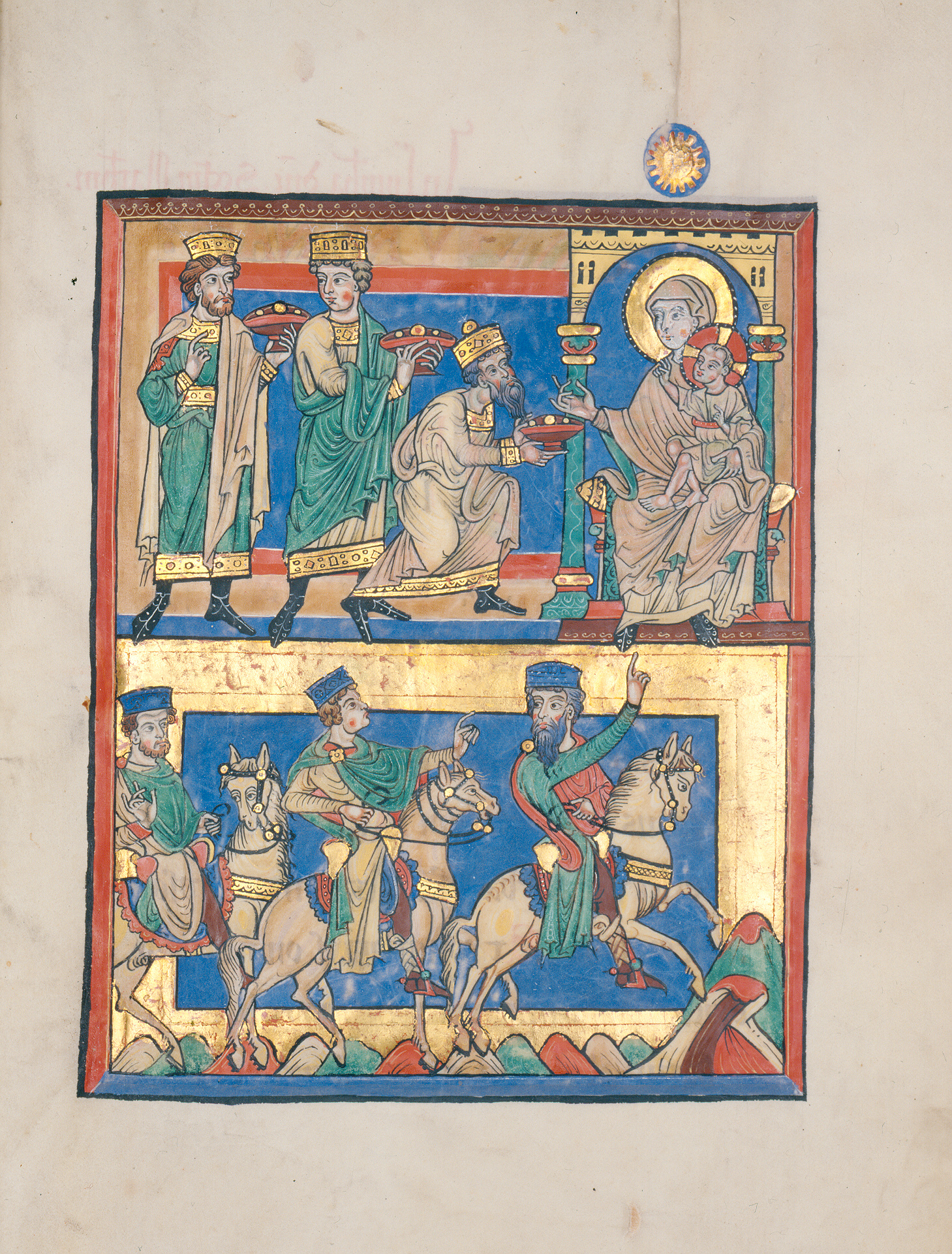
Manoscritto miniato tedesco con due scene dei Magi, c. 1220
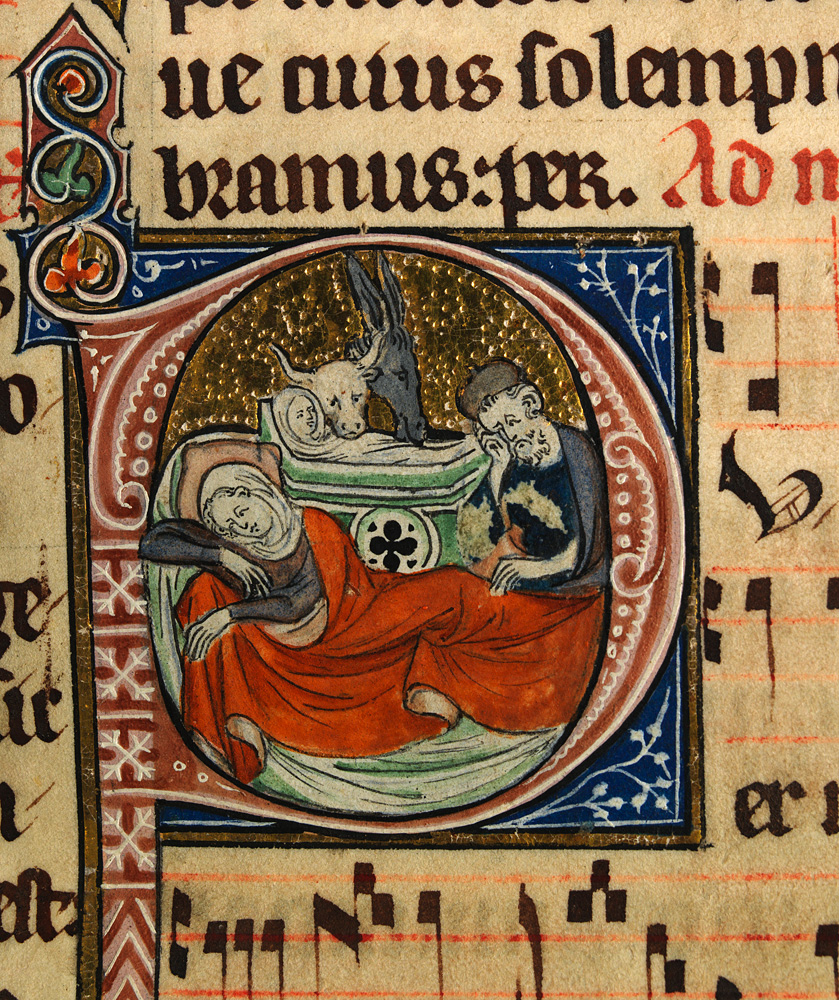
Raffigurazione in un antico messale inglese c.1310-1320

### Gotico

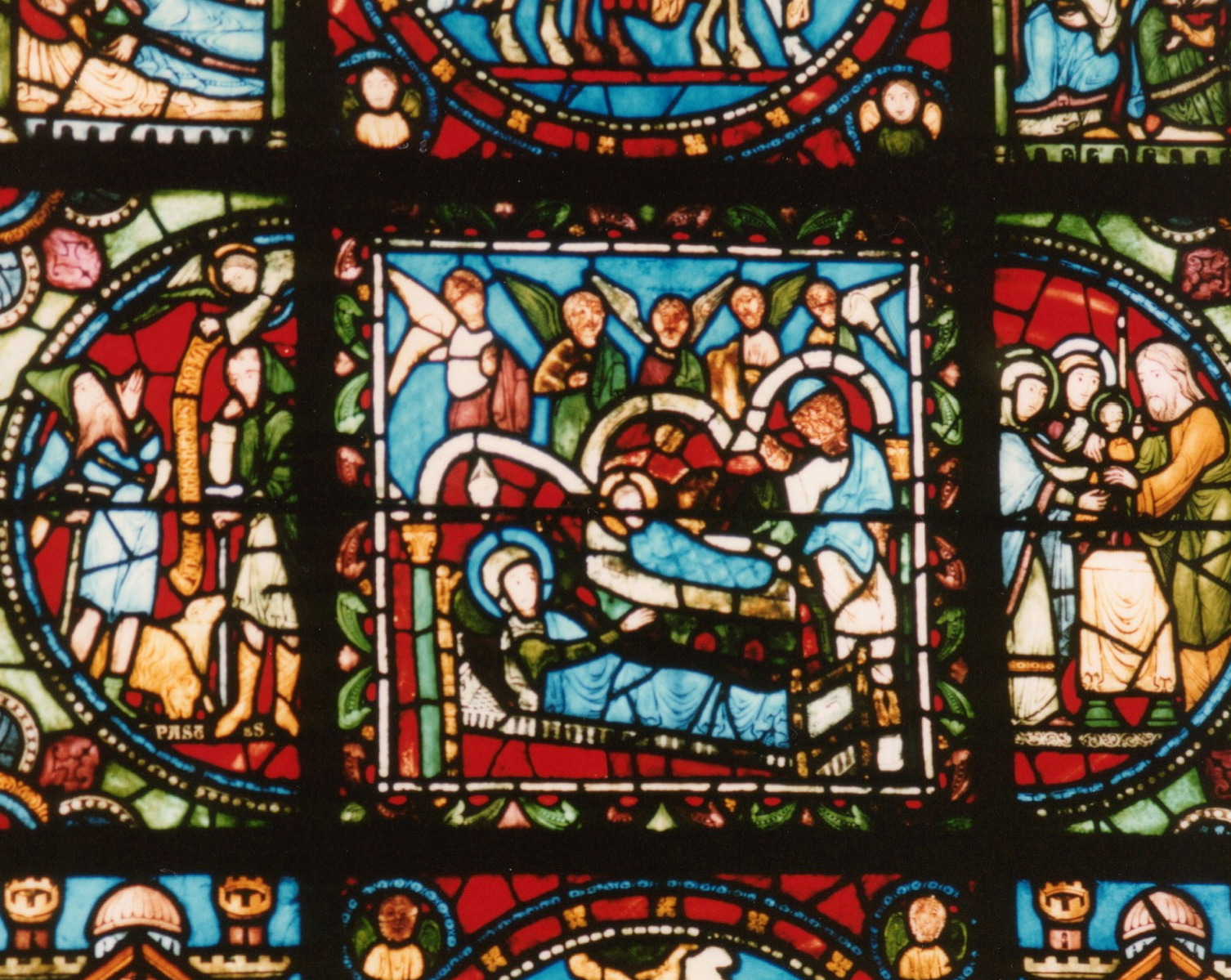
Vetro del XII secolo proveniente dalla Basilica di Saint Denis, Parigi, con un vero e proprio letto per Maria
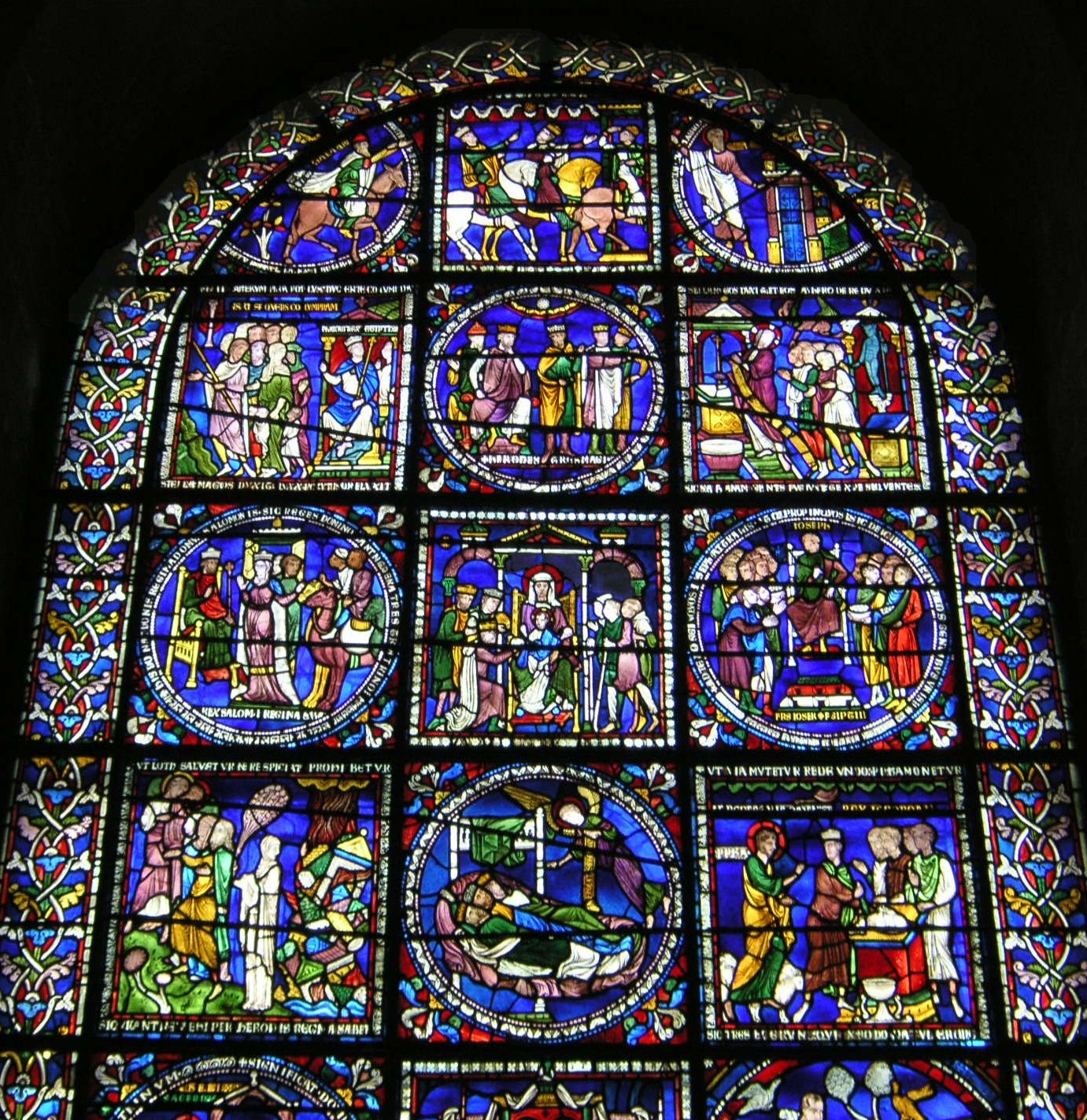
Vetro francese del XIII secolo nella cattedrale di Canterbury, con la storia completa dei Magi e scene tipologicamente correlate.
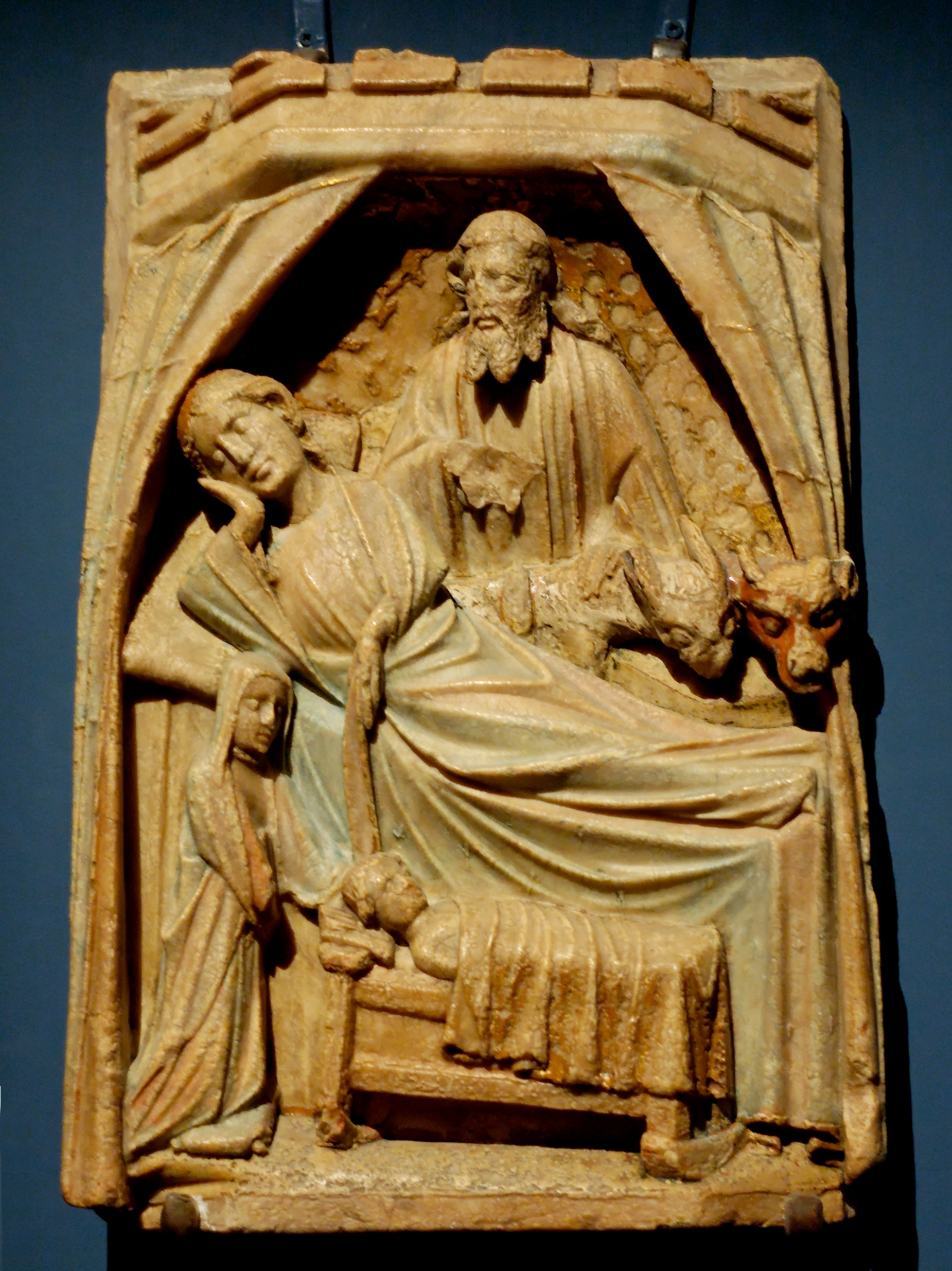
Alabastro inglese con Maria in un letto, assistita da un'ostetrica.
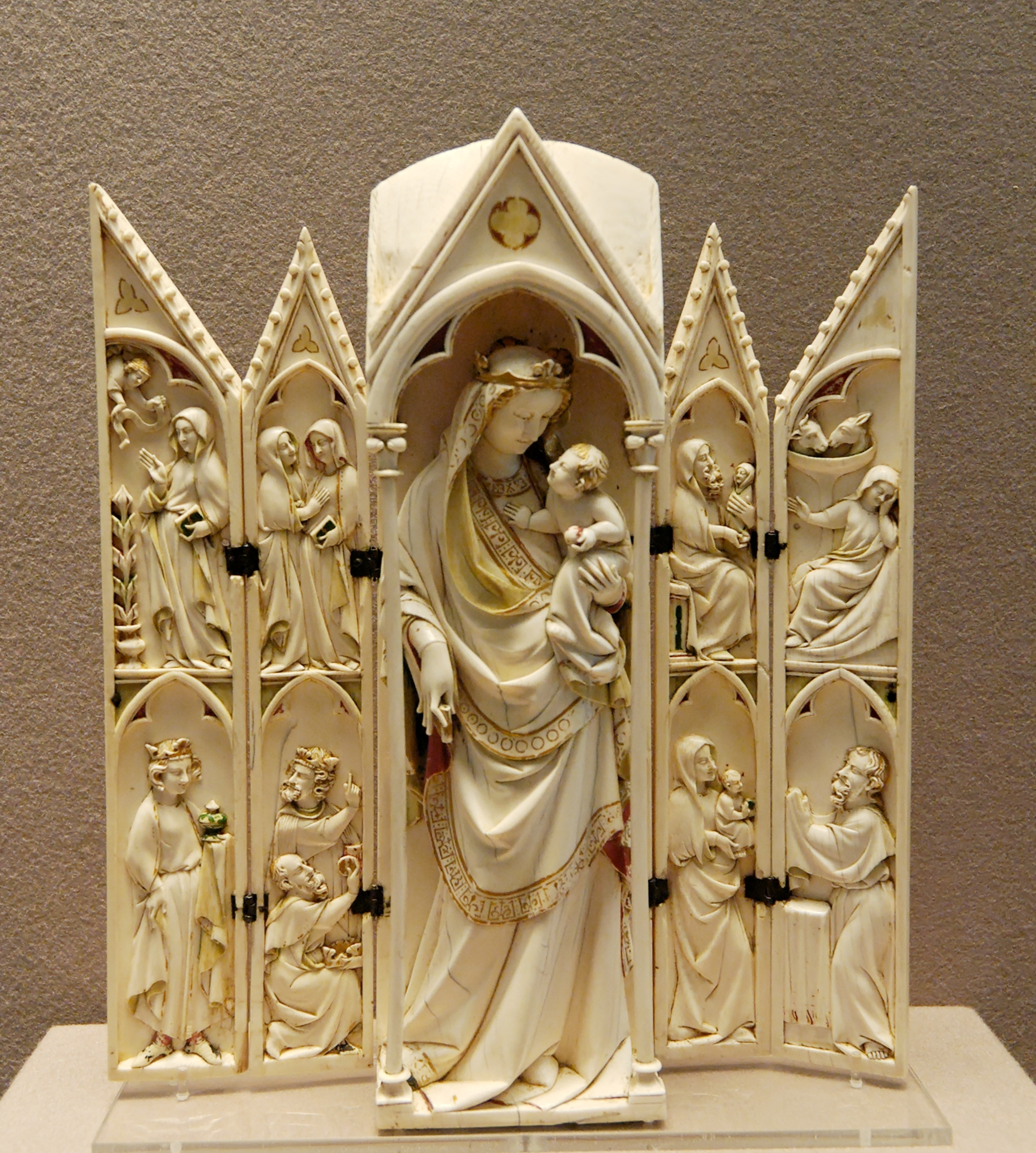
Trittico in avorio francese del XIV secolo raffigurante l'Annunciazione, la Visitazione, la Natività con, insolitamente, Giuseppe che tiene il bambino, mentre Maria dorme; Presentazione e Magi.

### Gotico internazionale

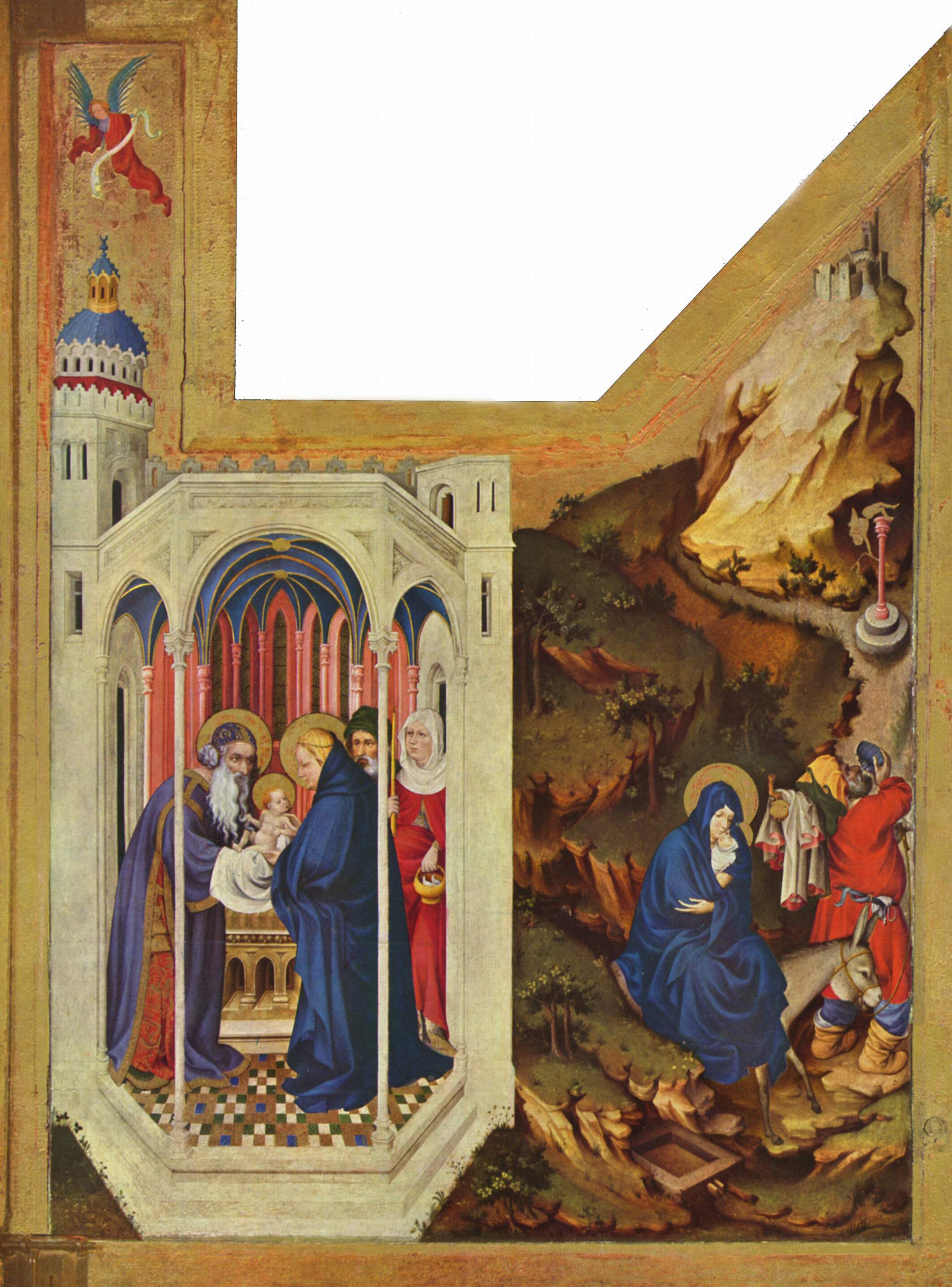
Presentazione al Tempio e Volo, con leggende dell'idolo e della primavera, Melchior Broederlam, Borgogna, c. 1400
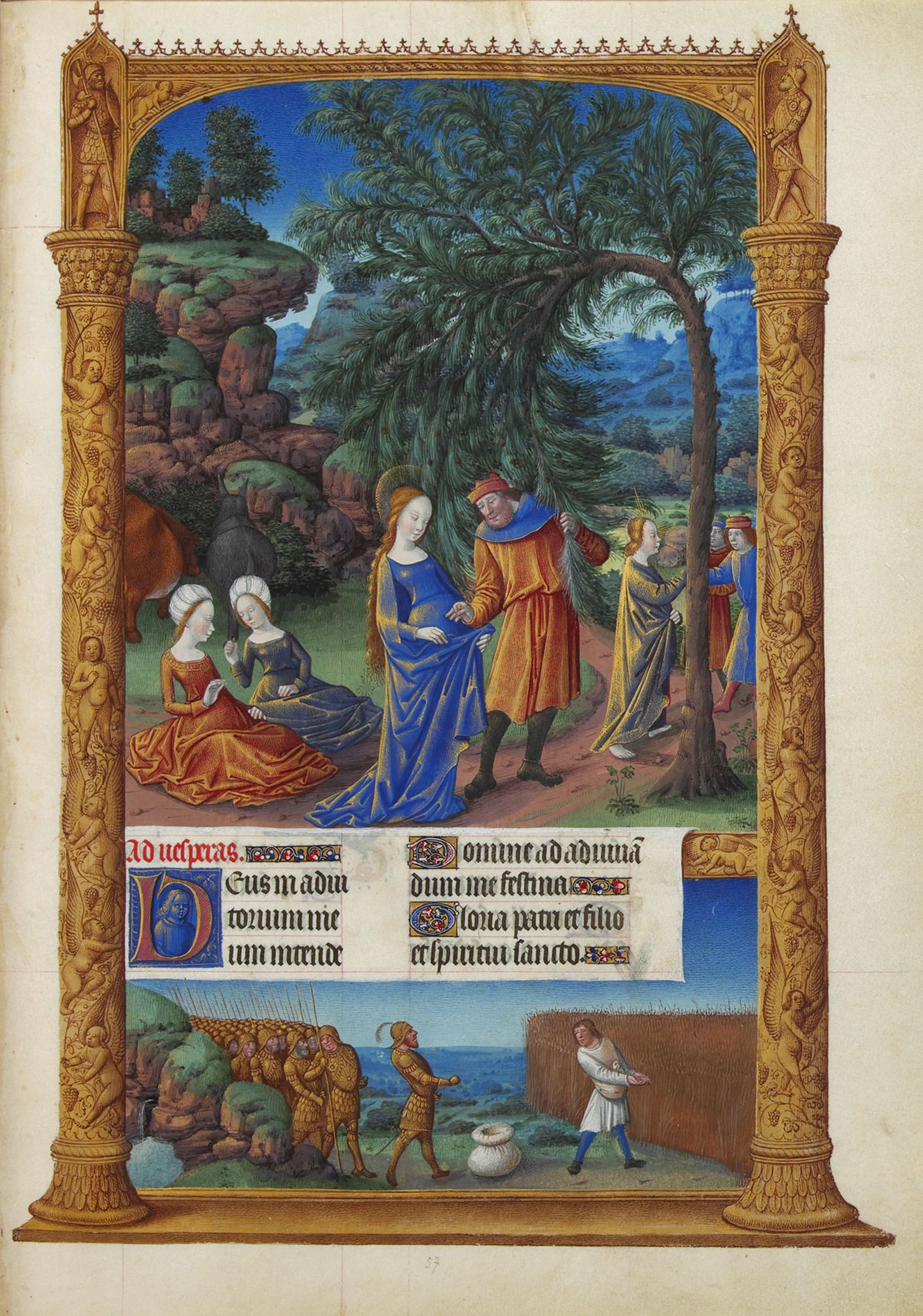
I miracoli della palma e del grano durante la fuga in Egitto, da un libro d'ore, c. 1400
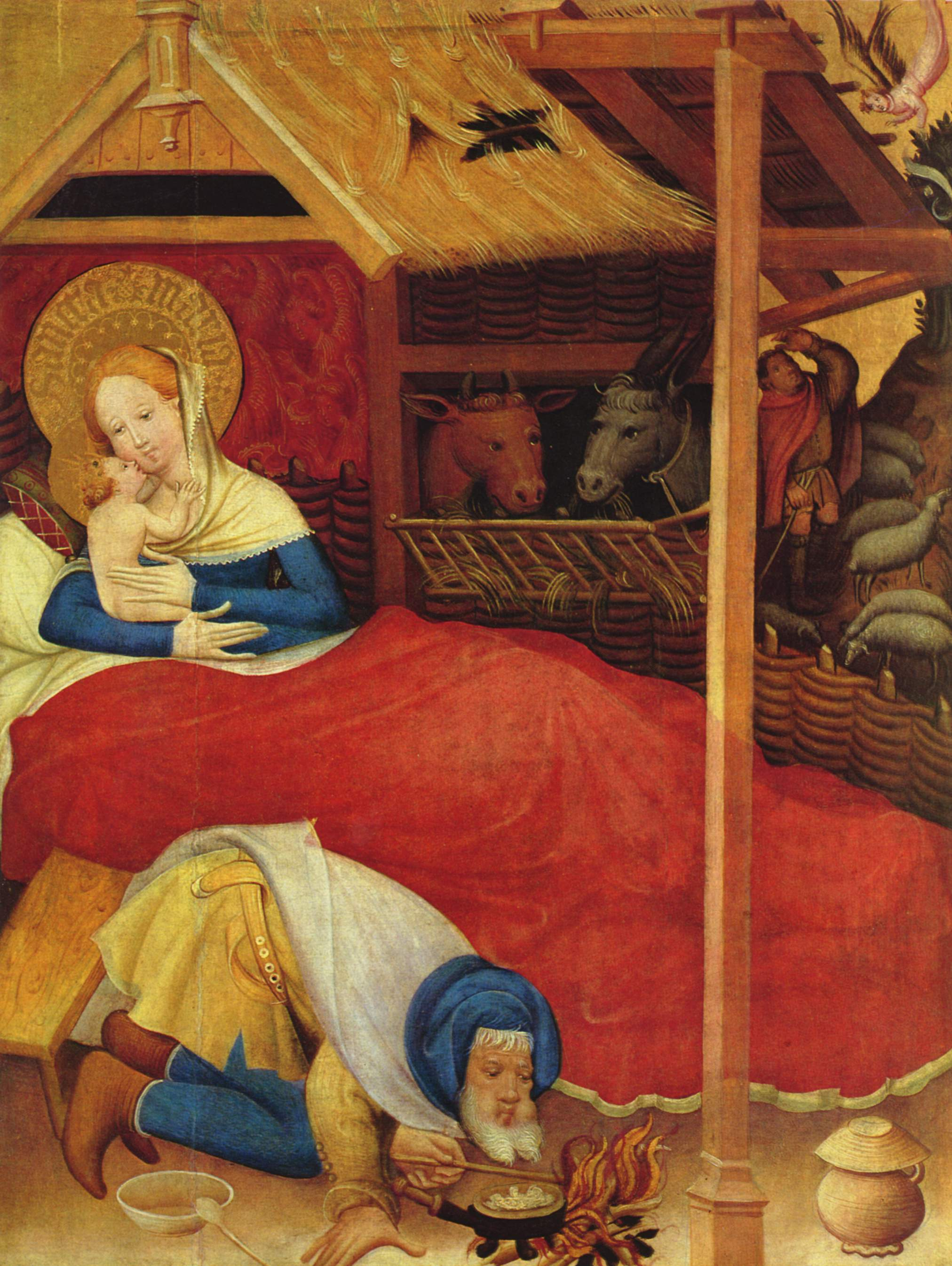
In questo pannello del 1403 di Conrad von Soest, San Giuseppe prepara un pasto mentre Maria si prende cura di Gesù.
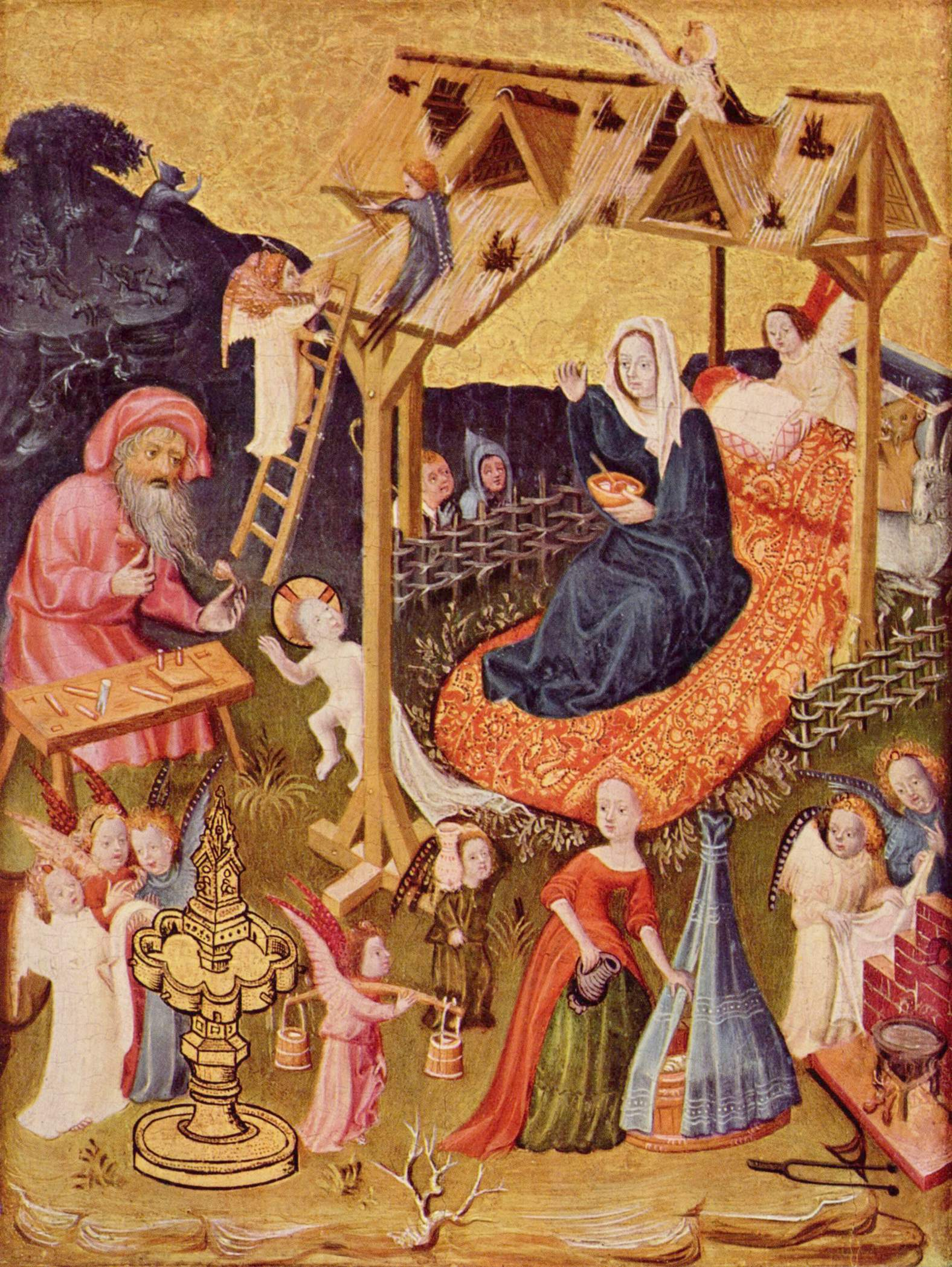
Un maggior grado di elaborazione sentimentale è in questa miniatura tedesca del 1420.

### Primo Rinascimento italiano

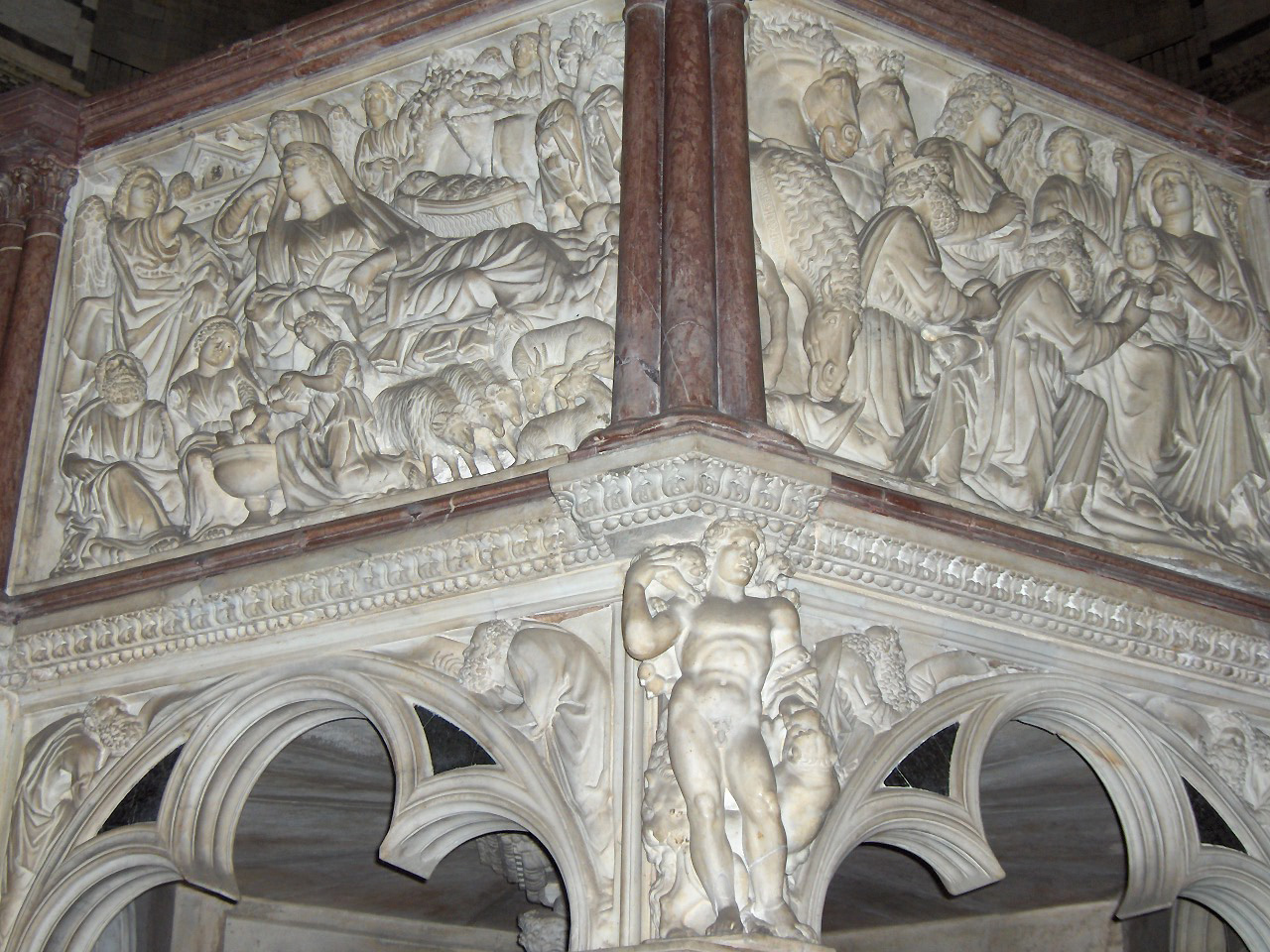
Rilievo del pulpito del Battistero di Pisa di Nicola Pisano, 1260, si basa nello stile dei rilievi dei sarcofagi romani.
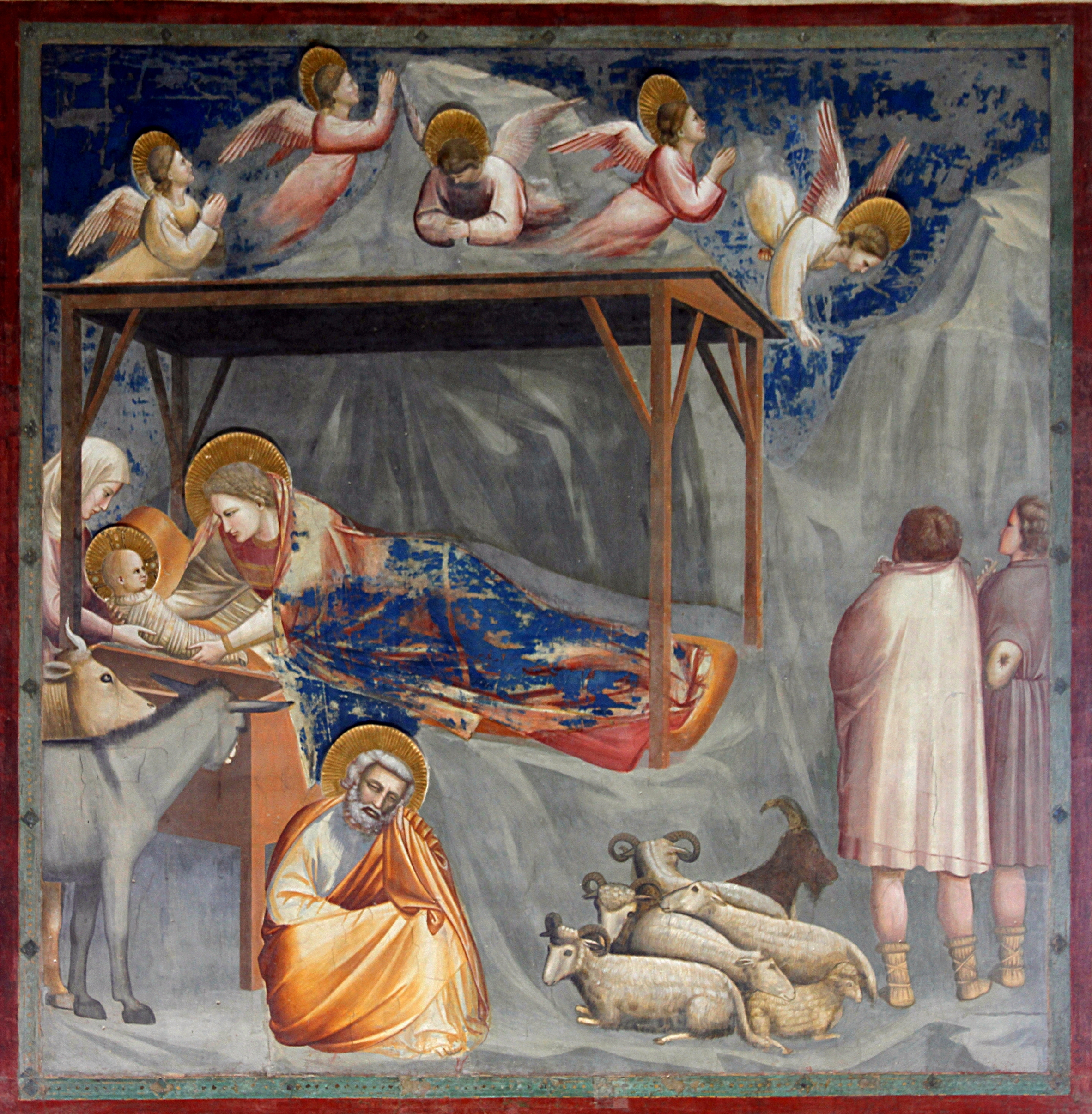
La Natività della Cappella degli Scrovegni di Giotto è molto vicina per composizione e stile alla scultura pisana.
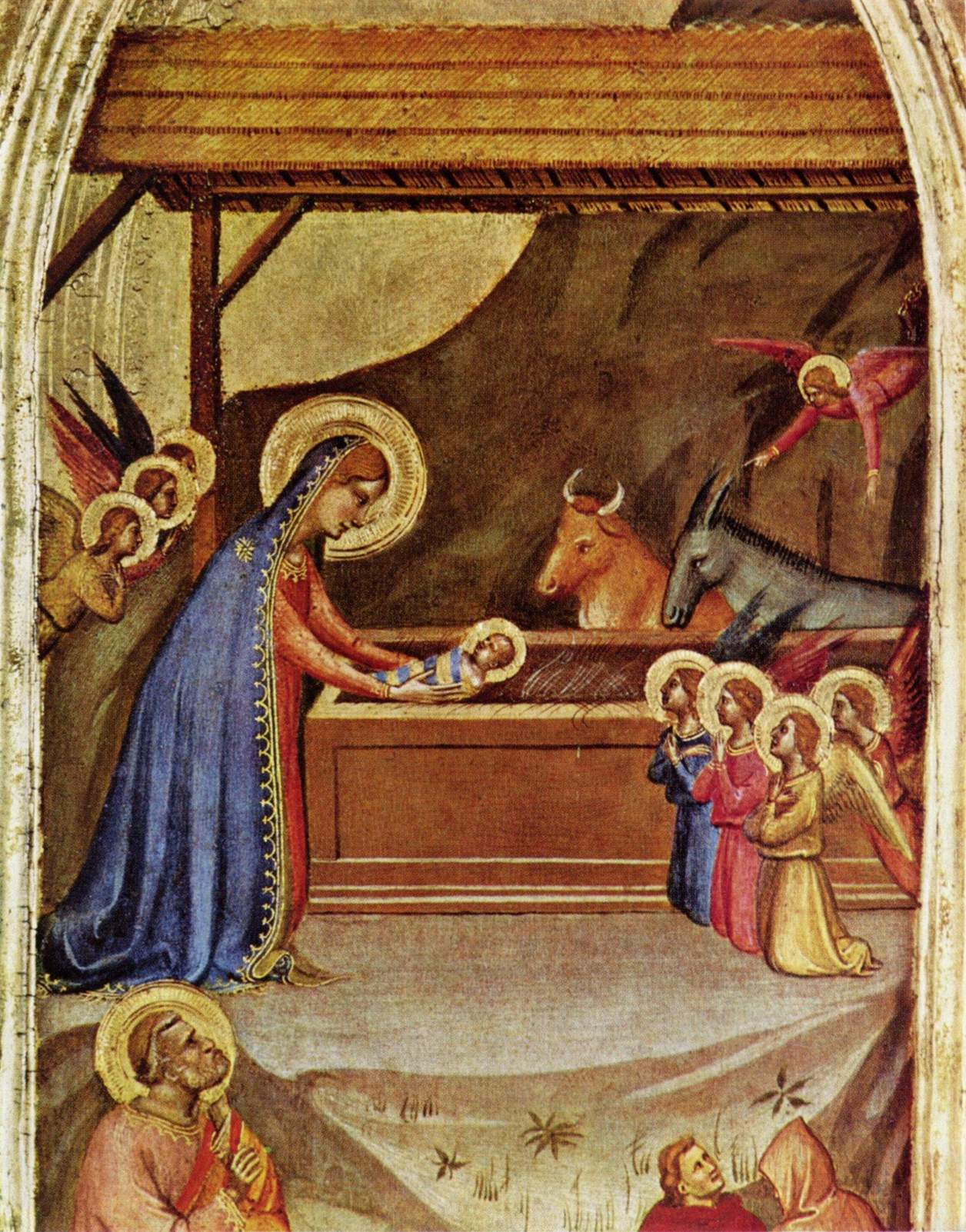
Il realismo di Bernardo Daddi fu influenzato dai dipinti di Giotto.
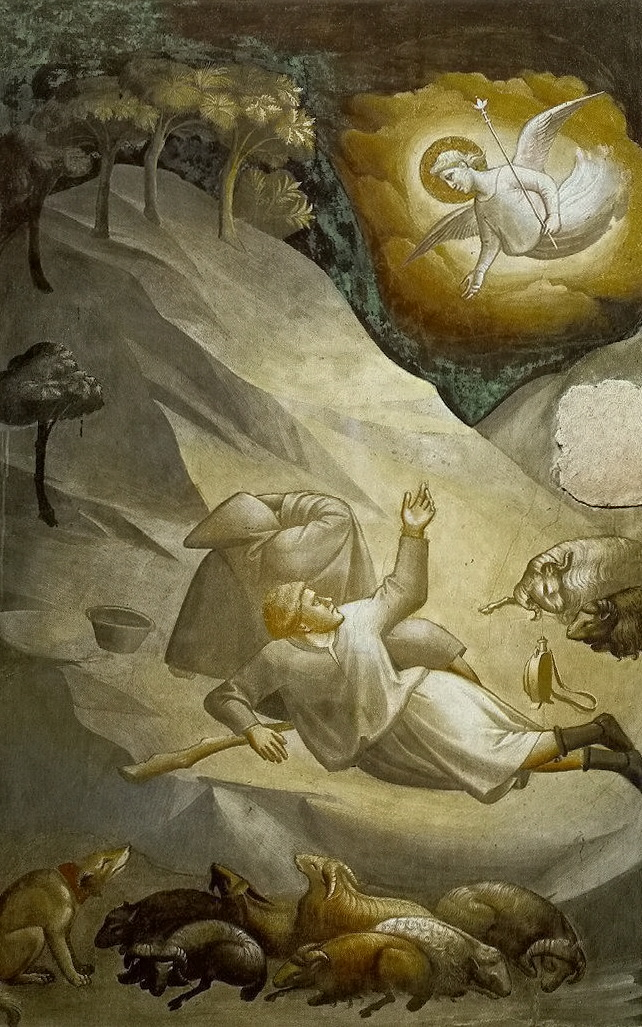
Taddeo Gaddi dipinse la prima grande scena notturna di questa Annunciazione ai pastori .

### Rinascimento e secoli successivi
Dal XV secolo in poi, l'Adorazione dei Magi divenne una rappresentazione sempre più comune della Natività vera e propria, in parte perché il soggetto si prestava a molti dettagli pittorici e a una ricca colorazione, e in altra parte perché i dipinti diventavano più grandi, avendo più spazio per i temi pittorici più popolati da particolari. Dal tardo Medioevo in poi, la scena è sempre più confusa con l'Adorazione dei pastori, sebbene le due siano apparse assieme in molte occasioni sin dalla tarda antichità. In Occidente, i Magi svilupparono grandi seguiti vestiti in modo esotico, che al tempo del Rinascimento talvolta minacciavano di impossessarsi dell'intera composizione; in alcuni esempi c'è indubbiamente una perdita di focalizzazione sul significato religioso delle scene, soprattutto nella Firenze del XV secolo, dove i grandi dipinti profani erano ancora una notevole novità. Il grande e famoso dipinto murale del Corteo dei Magi nella Cappella dei Magi di Palazzo Medici, dipinto da Benozzo Gozzoli nel 1459-1461 e pieno di ritratti della famiglia, rivela il suo soggetto religioso solo dalla sua collocazione in una cappella e tramite il suo titolo dichiarato. Non ci sono praticamente indicazioni che questo sia il soggetto contenuto nell'opera stessa, anche se la pala d'altare della cappella era l'Adorazione nel bosco di Filippo Lippi (oggi a Berlino).

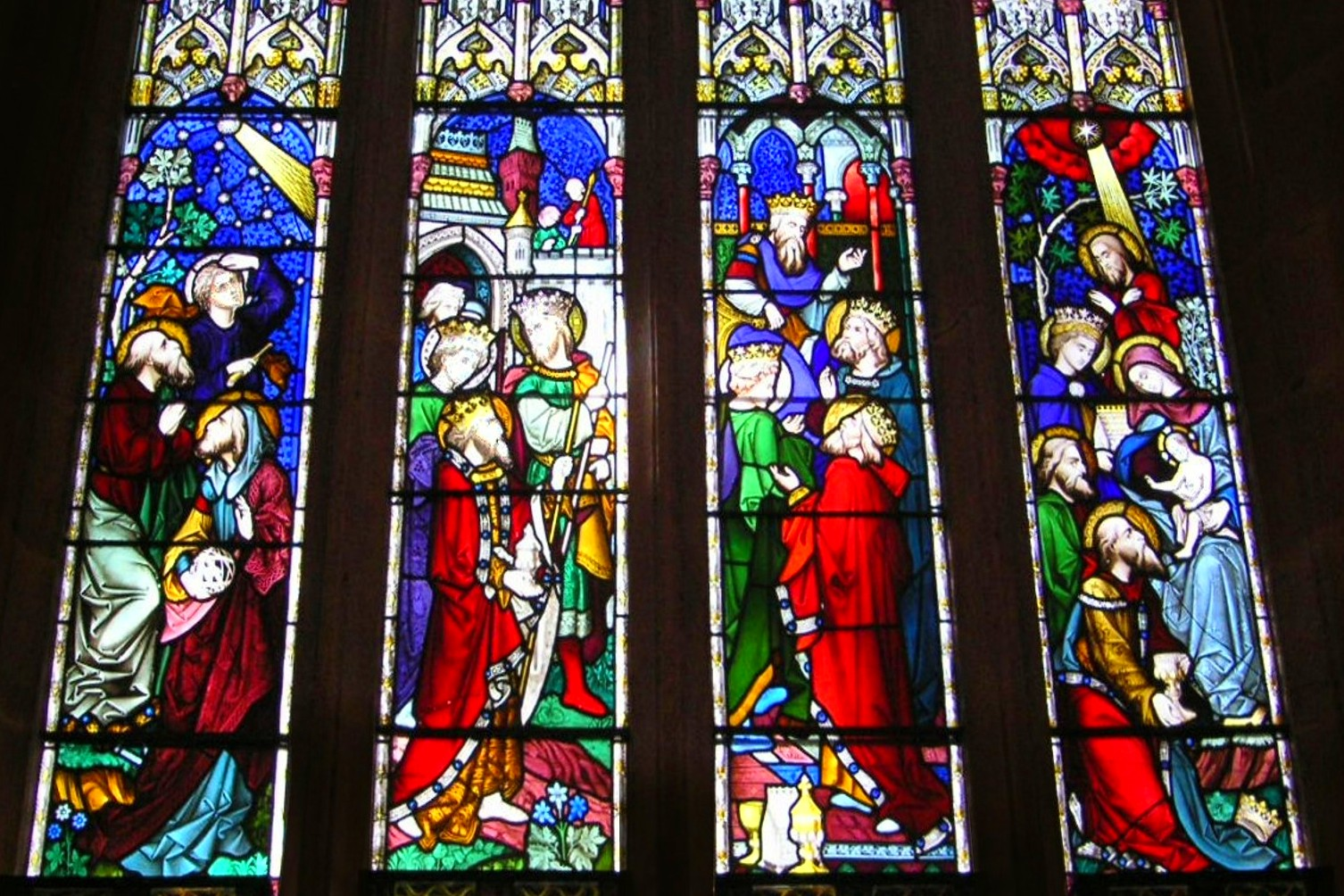
I Magi, vetrate di John Hardman and Co nella Cattedrale di Sant'Andrea (Sydney).

A partire dal XVI secolo, i semplici presepi contenenti la sola Sacra Famiglia divennero una netta minoranza, sebbene Caravaggio avesse ispirato un ritorno a un trattamento più realistico dell'Adorazione dei pastori. Come con la maggior parte delle scene religiose, le composizioni diventarono più variate man mano che l'originalità artistica diventò più apprezzata della tradizione iconografica; le opere dell'Adorazione dei pastori illustrate da Gerard van Honthorst, Georges de La Tour e Charles Le Brun mostrano tutte pose e azioni diverse di Maria, tutte difformi dalla tradizione.
Il soggetto si fece sorprendentemente raro nel panorama artistico dominante dopo il XVIII secolo, anche nel contesto del più generale declino della pittura religiosa. Le illustrazioni di William Blake di On the Morning of Christ's Nativity furono un trattamento tipicamente esoterico ad acquerello. Edward Burne-Jones, in collaborazione con Morris & Co., realizzò importanti opere sul tema, con una serie di vetrate colorate alla Chiesa della Trinità di Boston (del 1882), un arazzo dell'Adorazione dei Magi (dieci copie, dal 1890) e un dipinto dello stesso soggetto (del 1887). Le raffigurazioni religiose popolari continuarono a fiorire, nonostante la concorrenza delle immagini natalizie secolari.

### Primo Rinascimento

Adorazione dei Magi di Beato Angelico e Fra Filippo Lippi
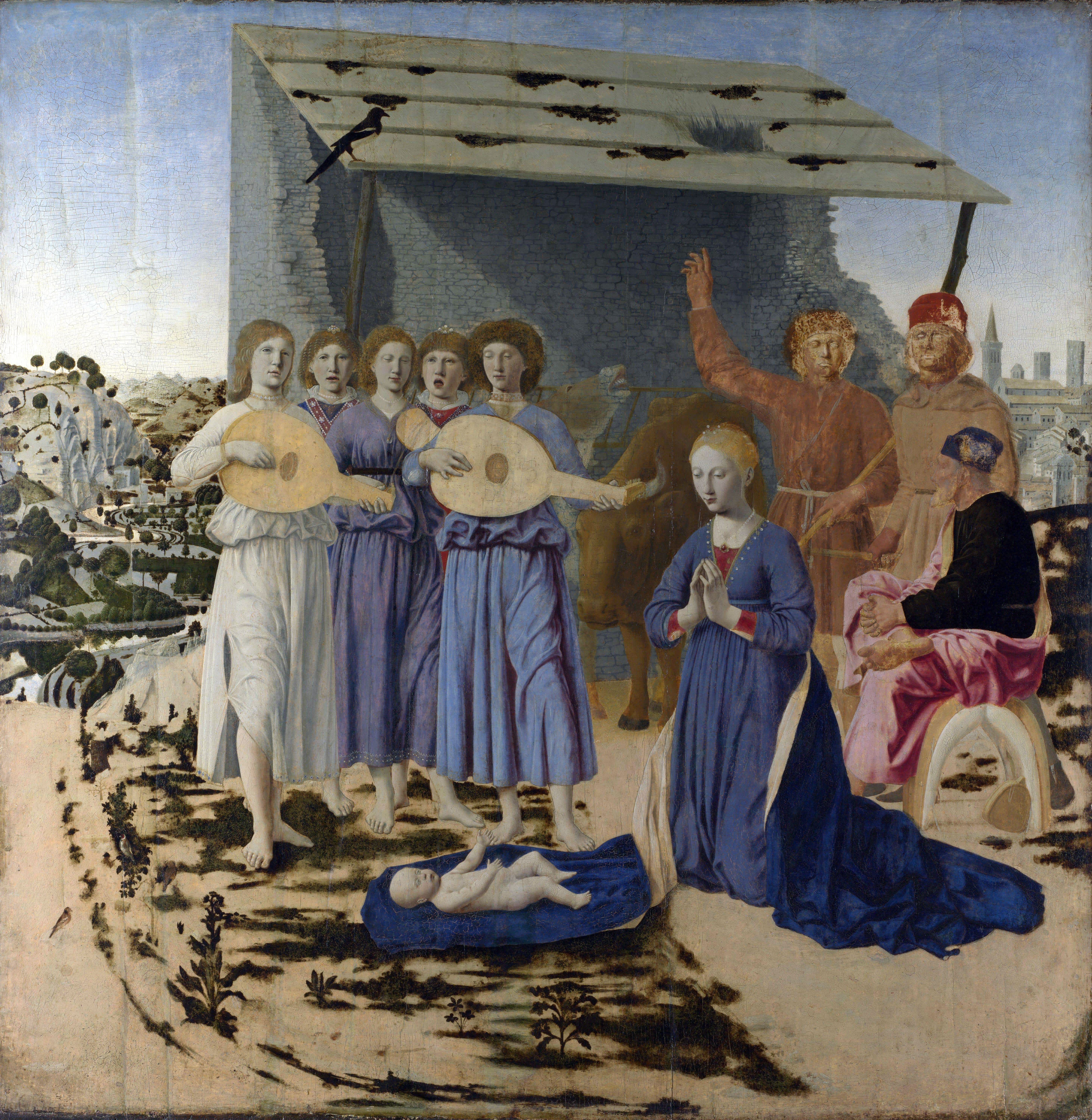
Piero della Francesca (incompleto)
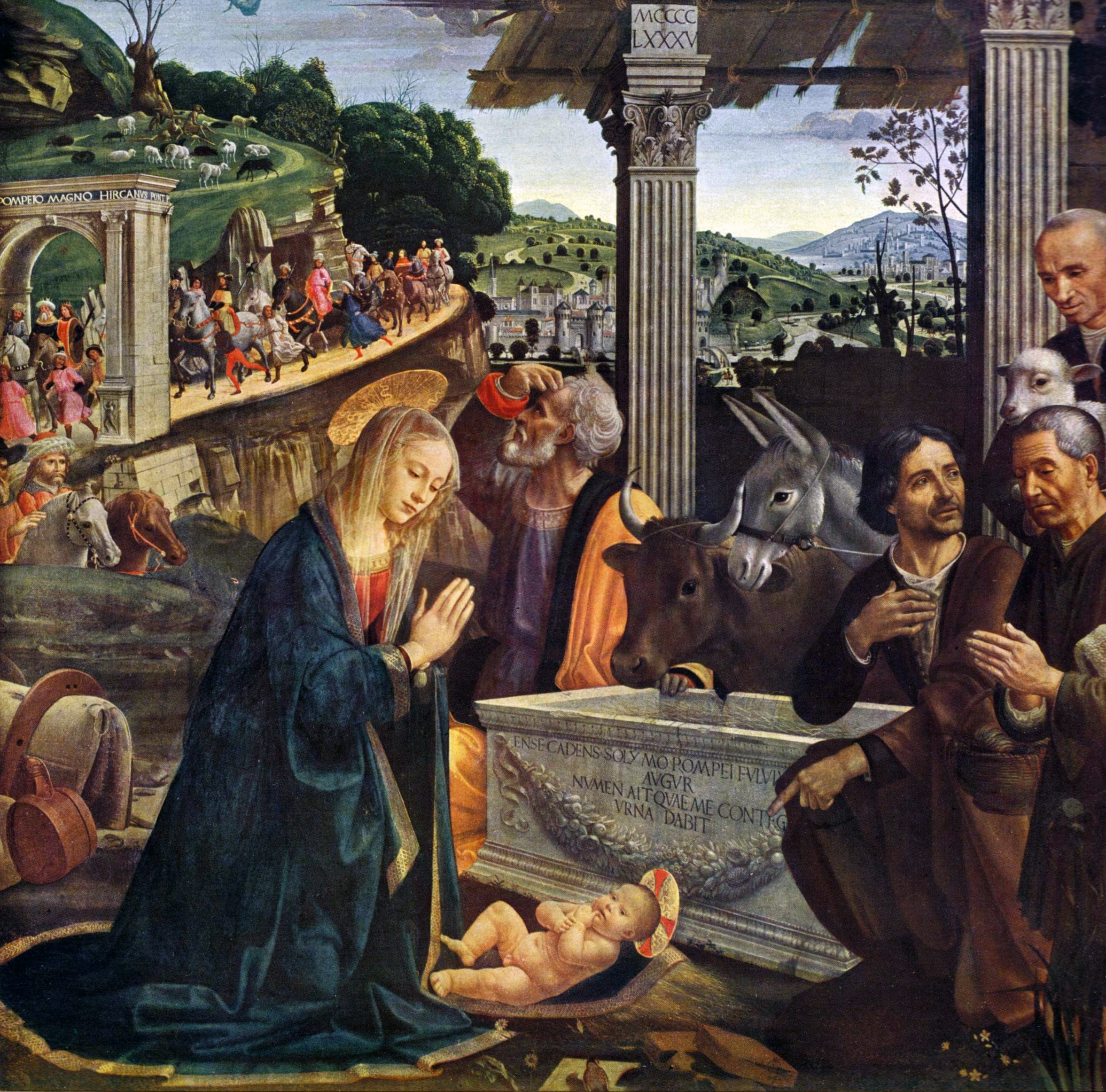
Domenico Ghirlandaio, con rovine classiche
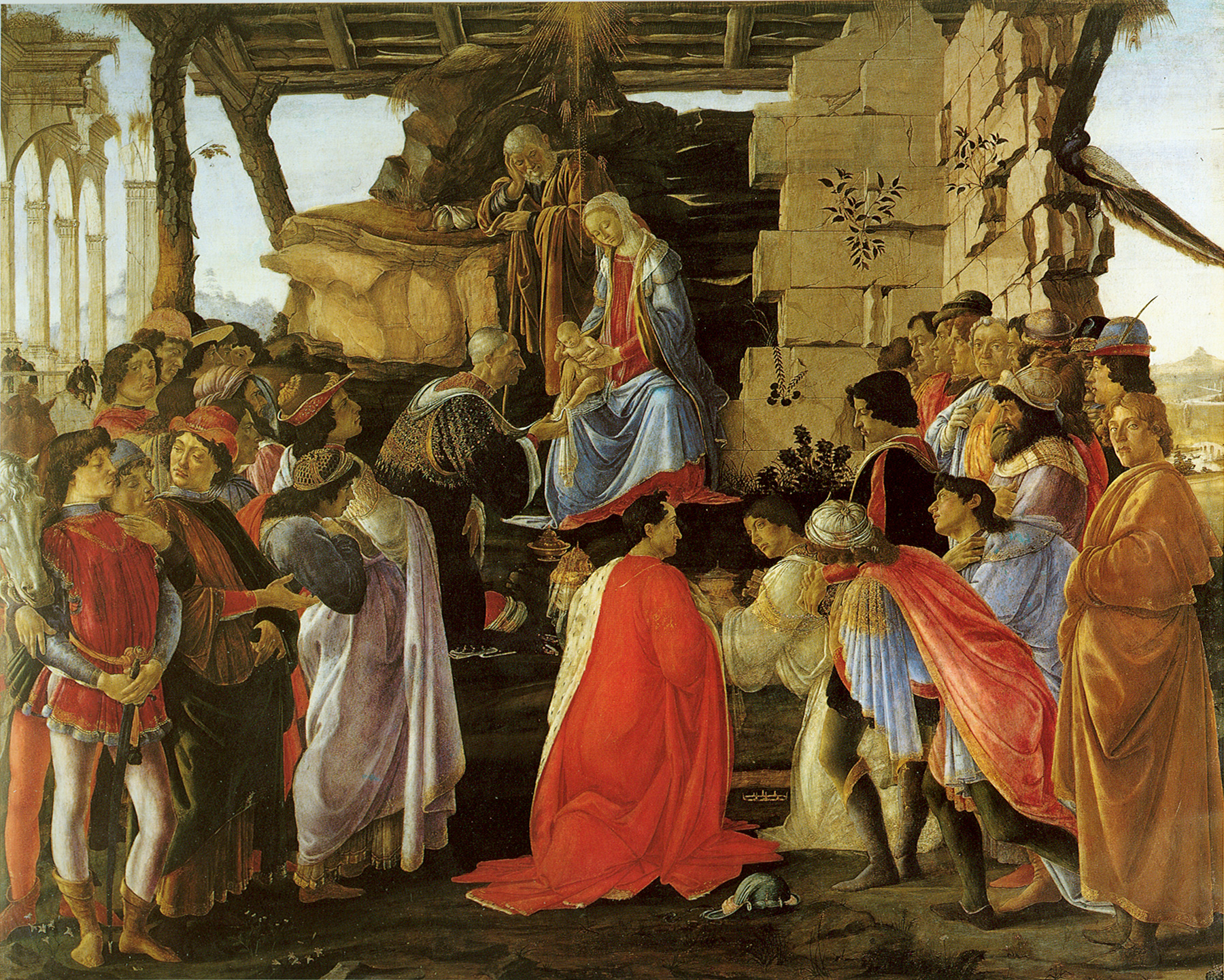
Botticelli; i suoi mecenati, la famiglia Medici, sono raffigurati come i Magi e il loro seguito.

### Alto Rinascimento

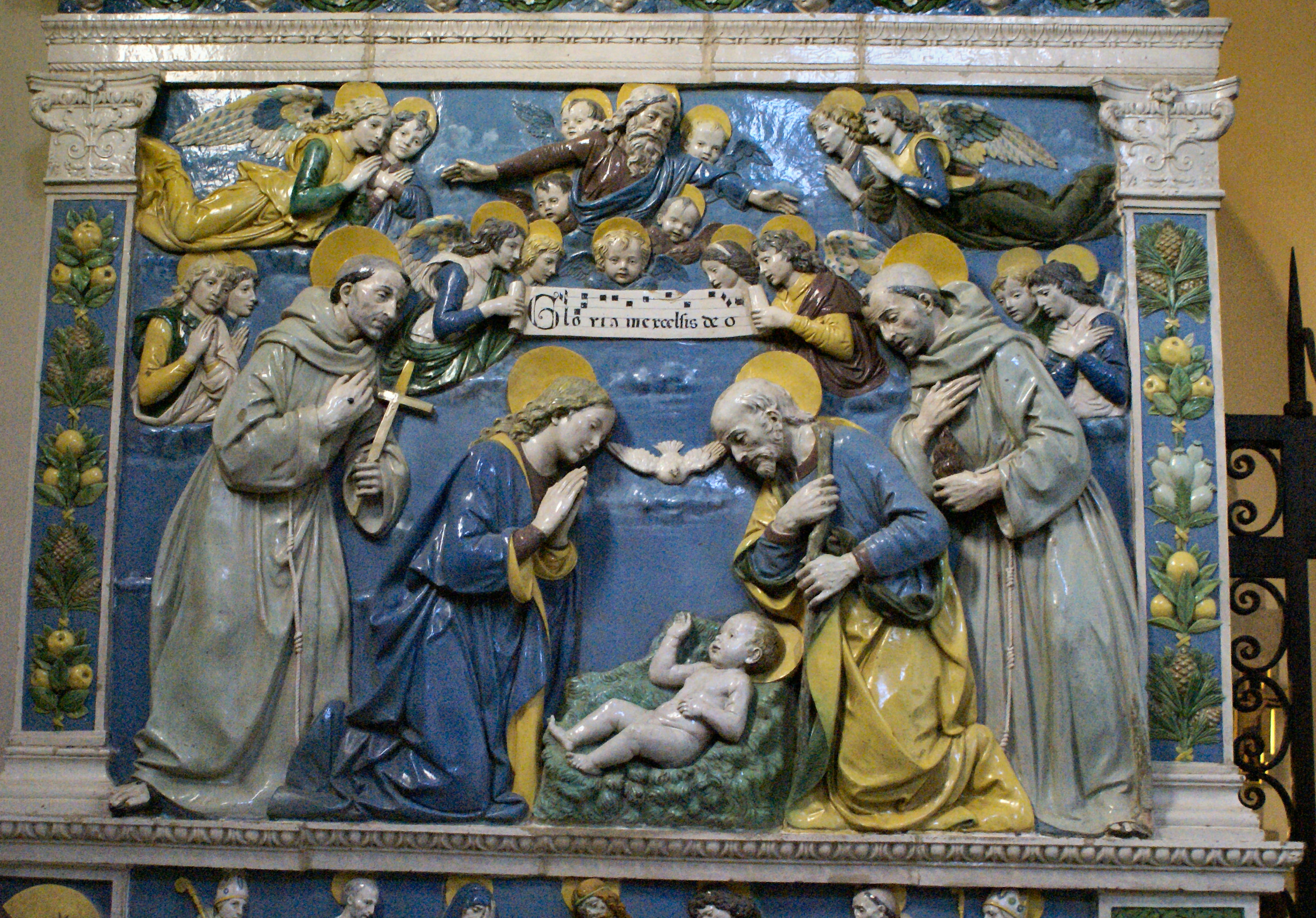
Questo rilievo in terracotta di Giovanni della Robbia mostra il Cristo Bambino come parte della Santissima Trinità , adorato da Maria, Giuseppe e dai santi francescani.
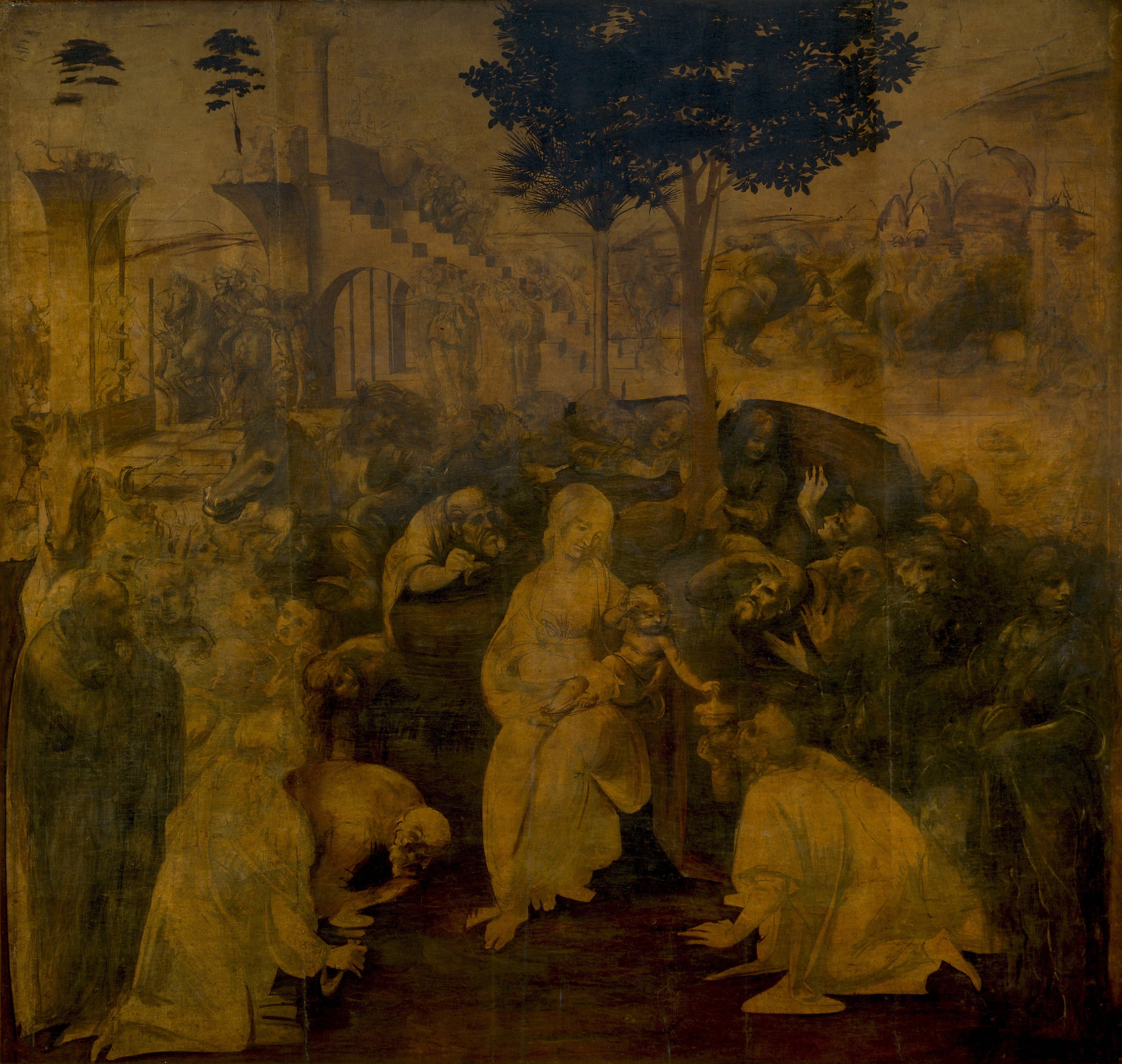
Questa complessa Adorazione dei Magi di Leonardo da Vinci non fu mai completata..
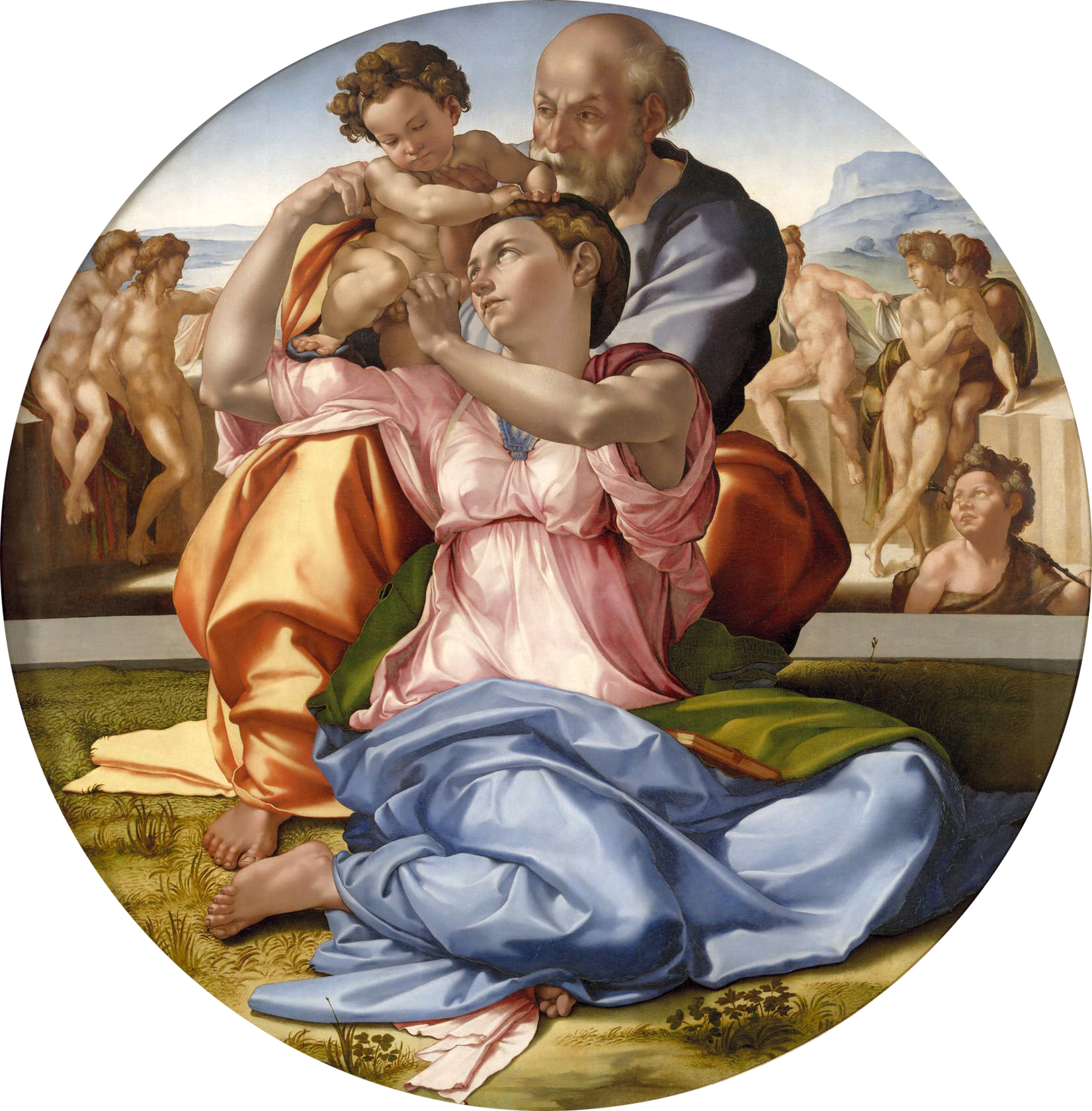
Il Tondo Doni rappresenta la Sacra Famiglia che riposa in cammino verso l'Egitto; Michelangelo.
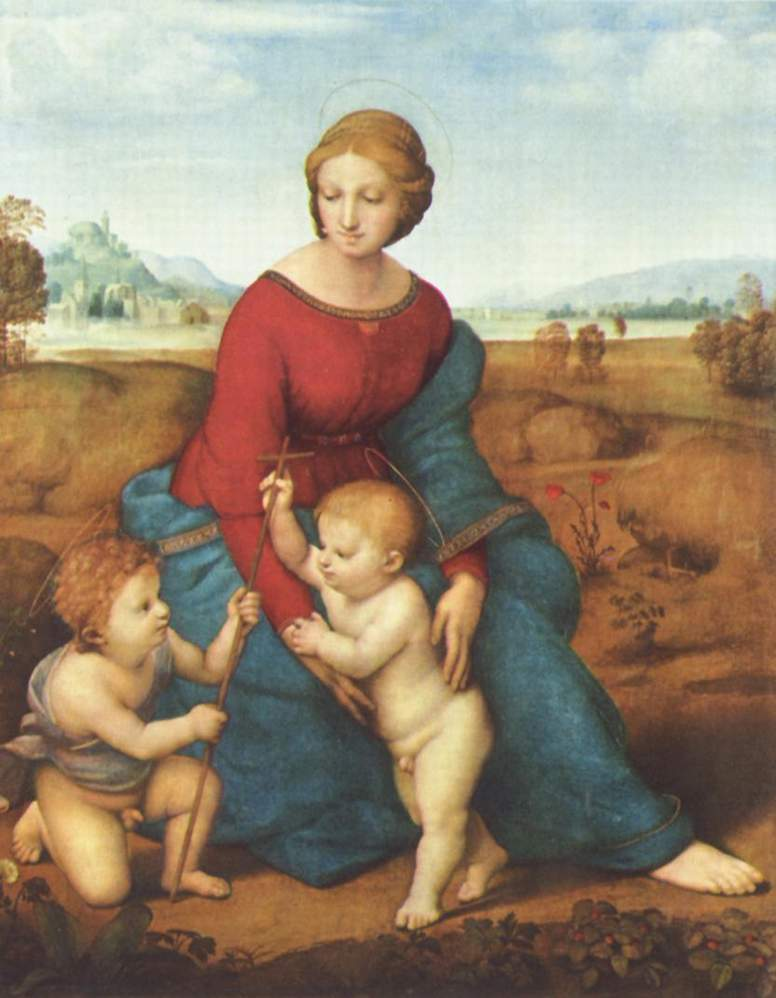
L'incontro dell'infante Gesù col Giovanni Battista era un soggetto popolare di Raffaello.

### Rinascimento nel nord Italia

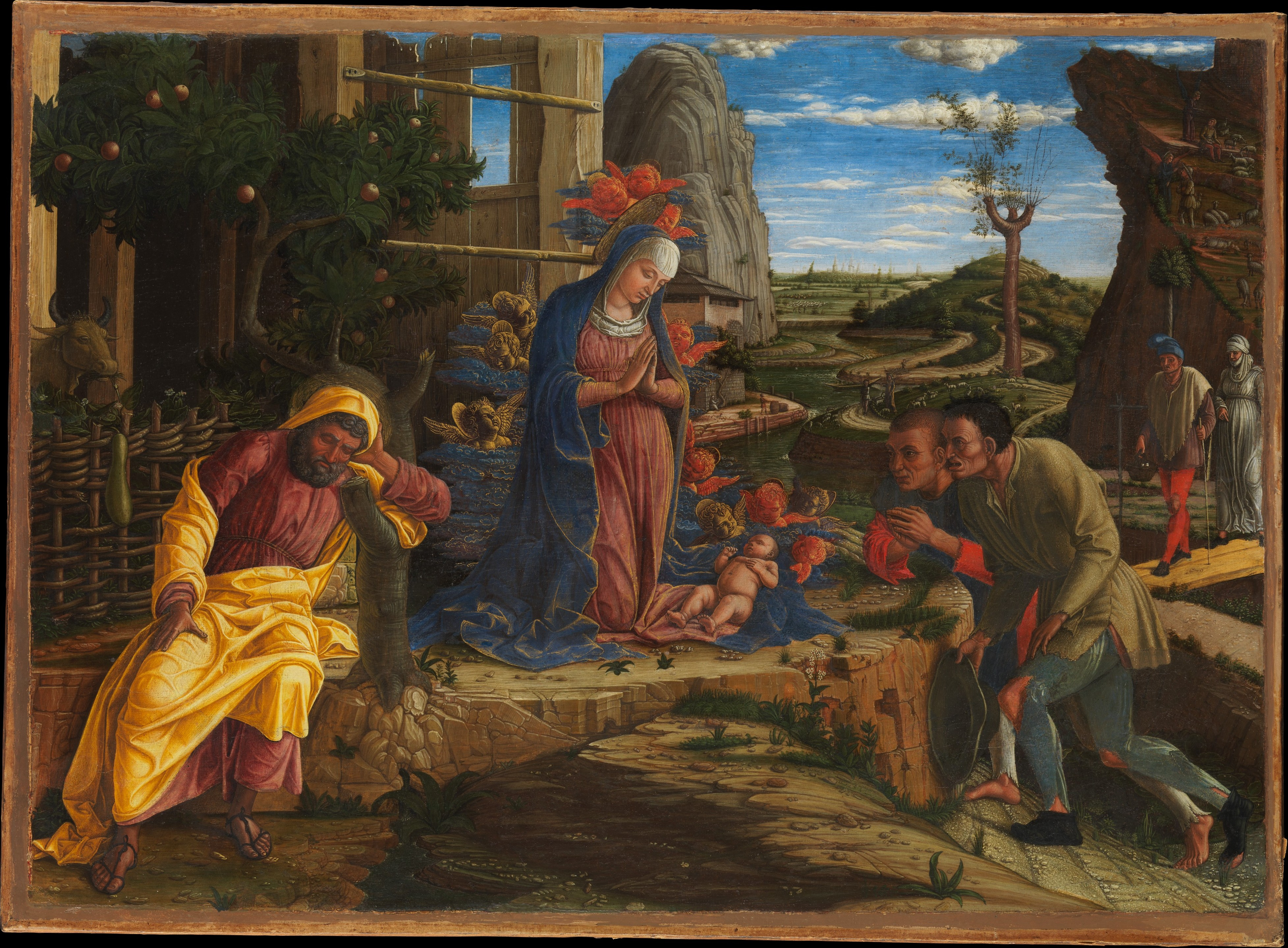
Adorazione dei pastori, Mantegna
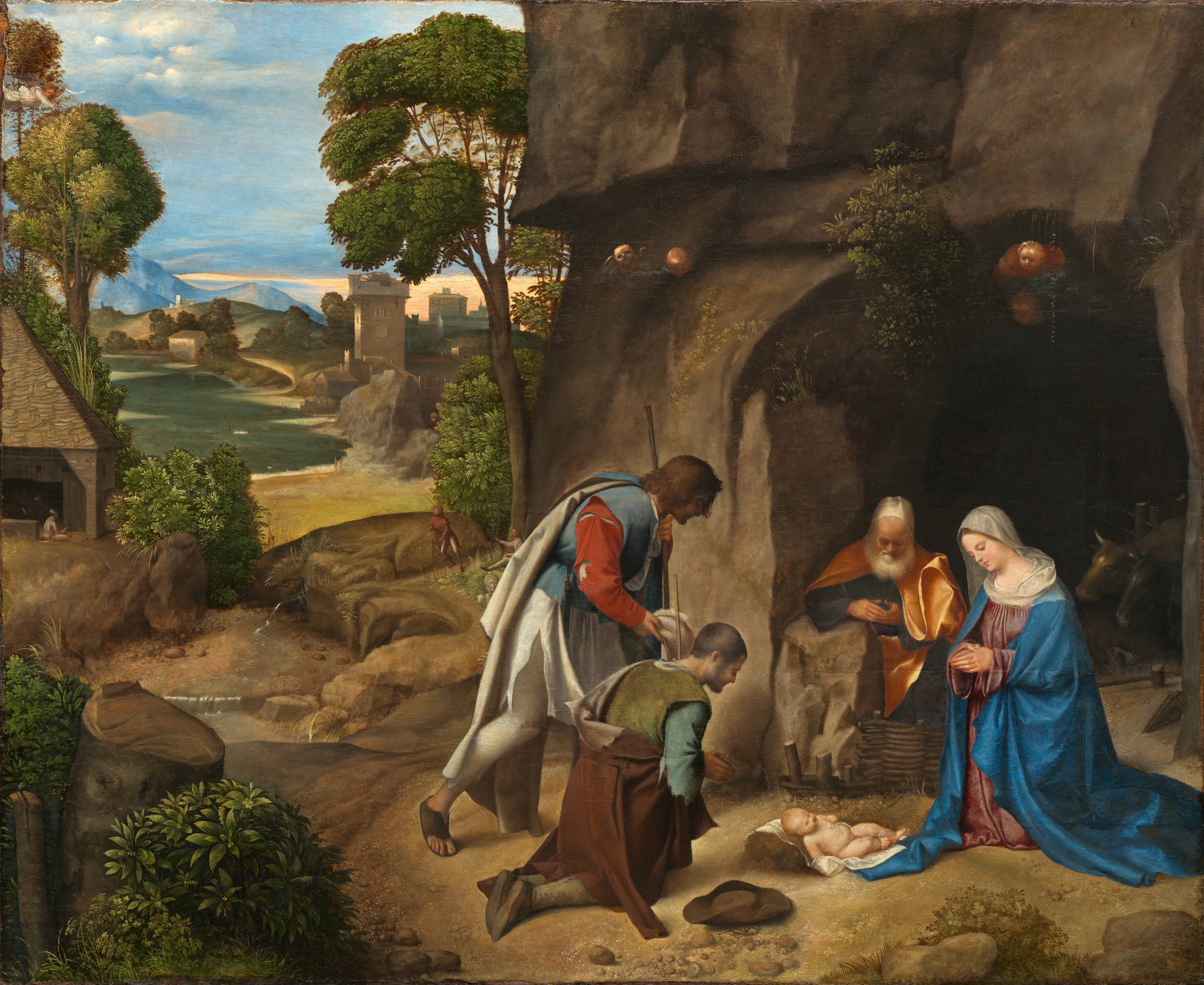
Giorgione, Natività, c. 1507
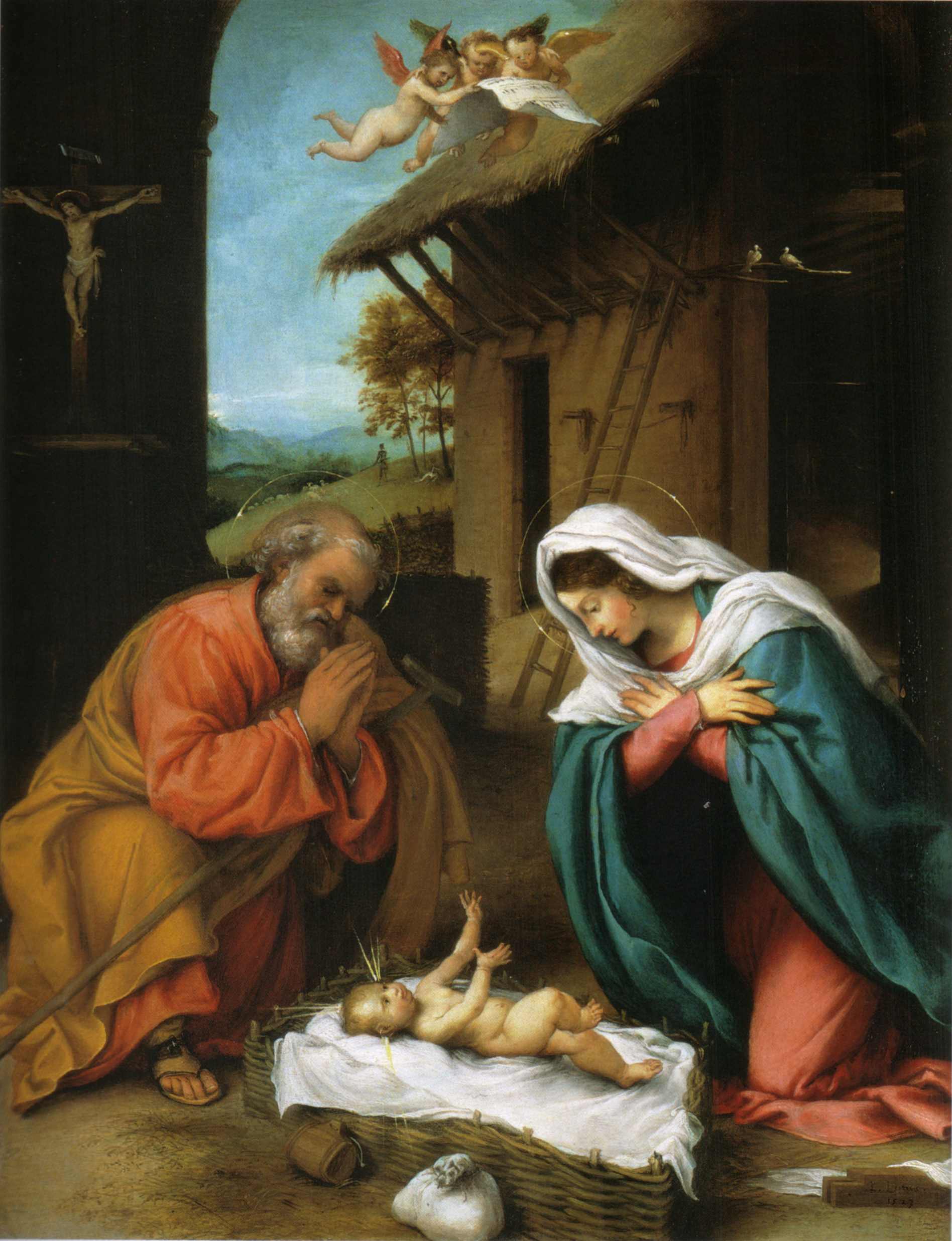
Lorenzo Lotto, 1523

### Rinascimento del nord Europa

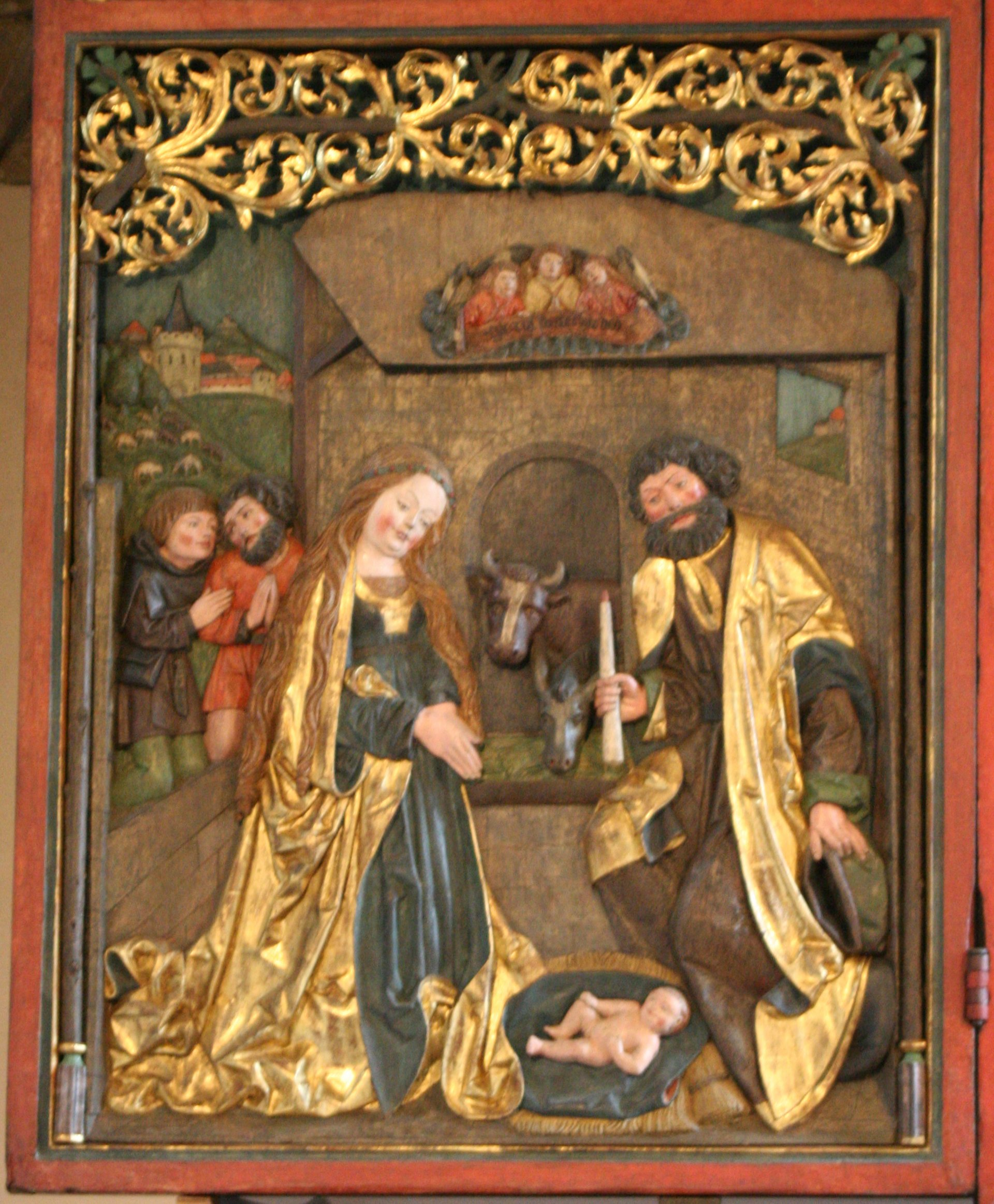
Pala d'altare di Ellhofen, Germania, che riflette la visione di santa Brigida di Svezia
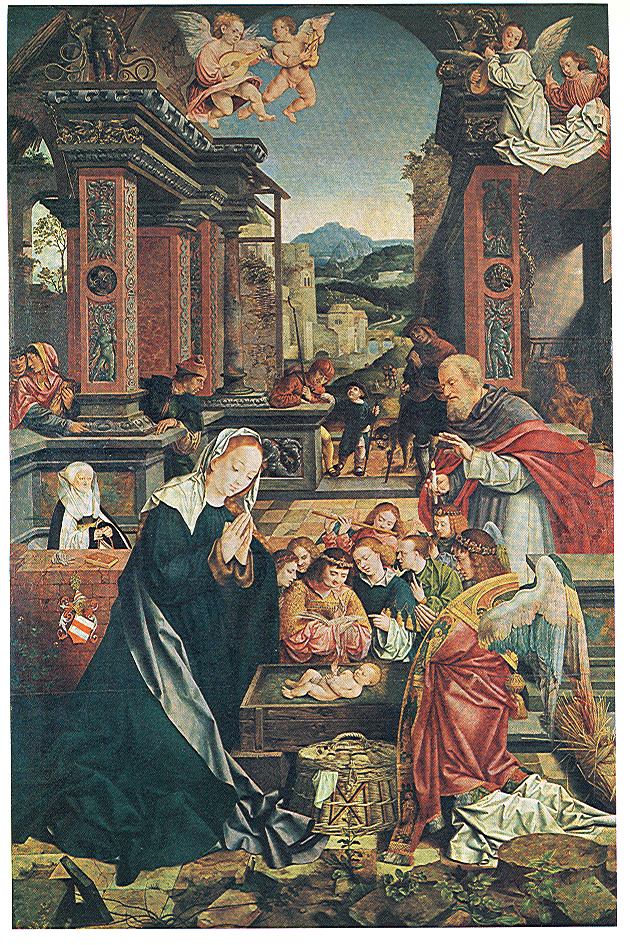
Pala d'altare di Bartholomäus Bruyn, san Giovanni Battista, Essen
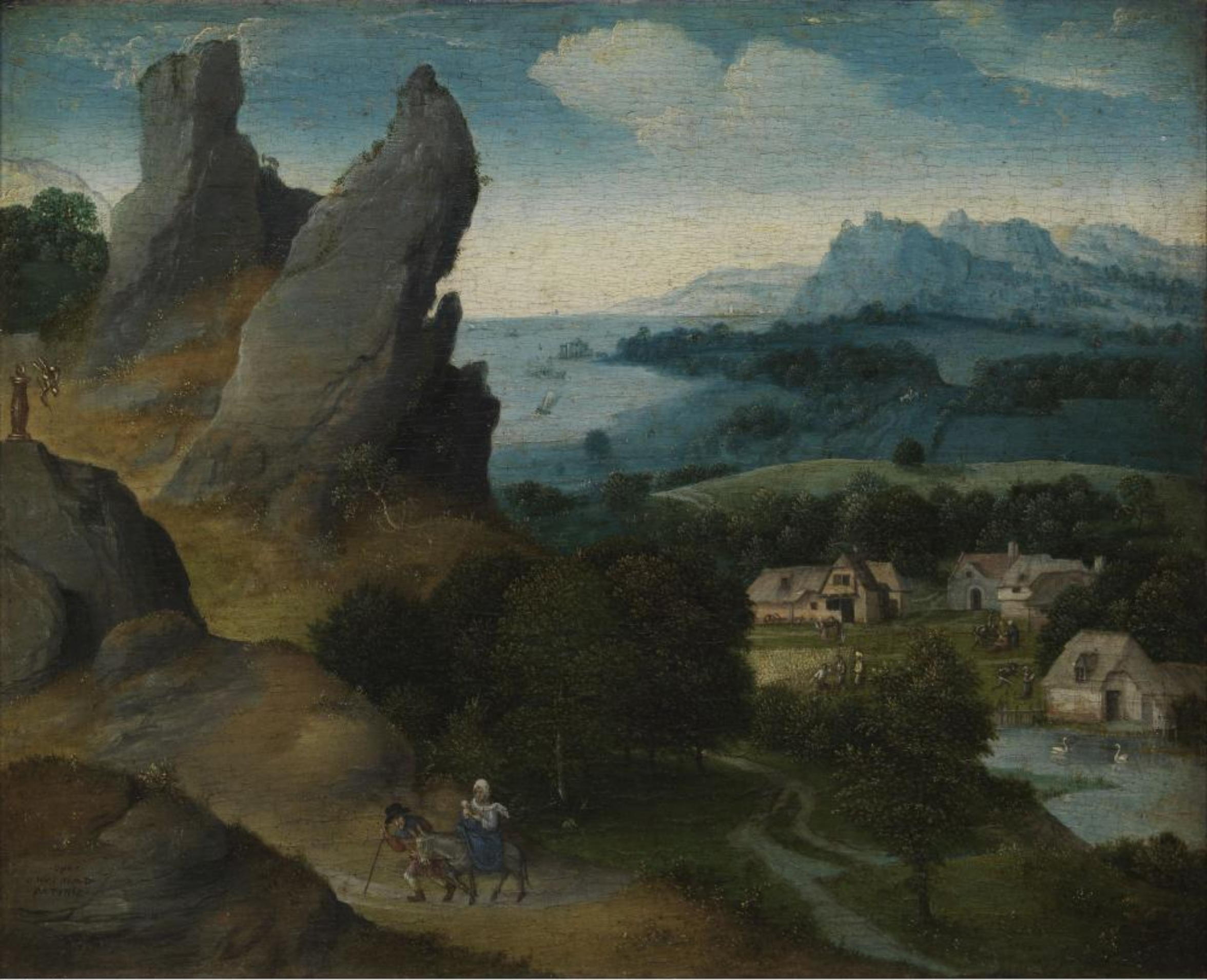
Joachim Patinir, Fuga in Egitto. A destra il miracolo del grano, in alto a sinistra l'idolo che cade
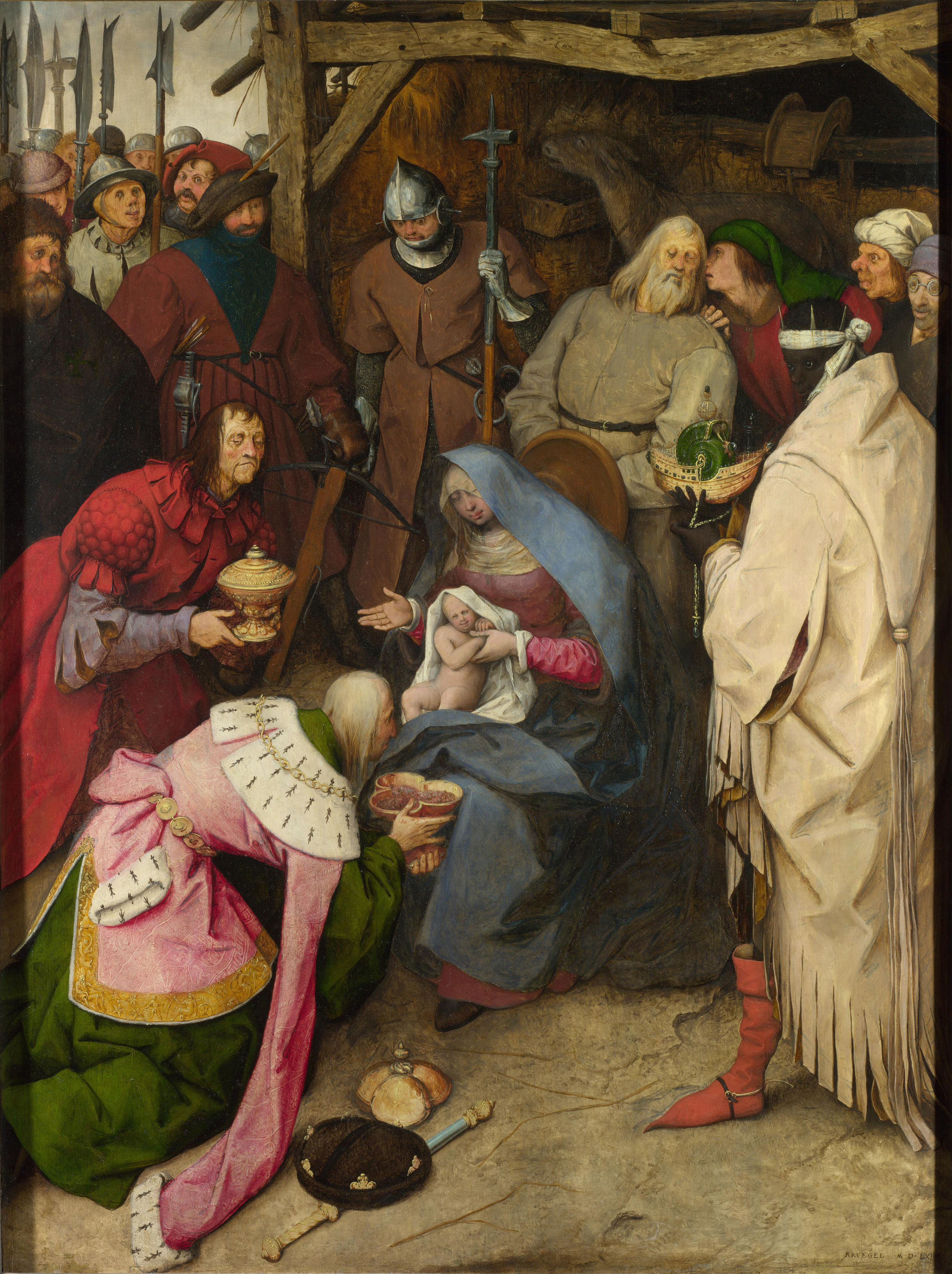
Pieter Bruegel il Vecchio

### Manierismo

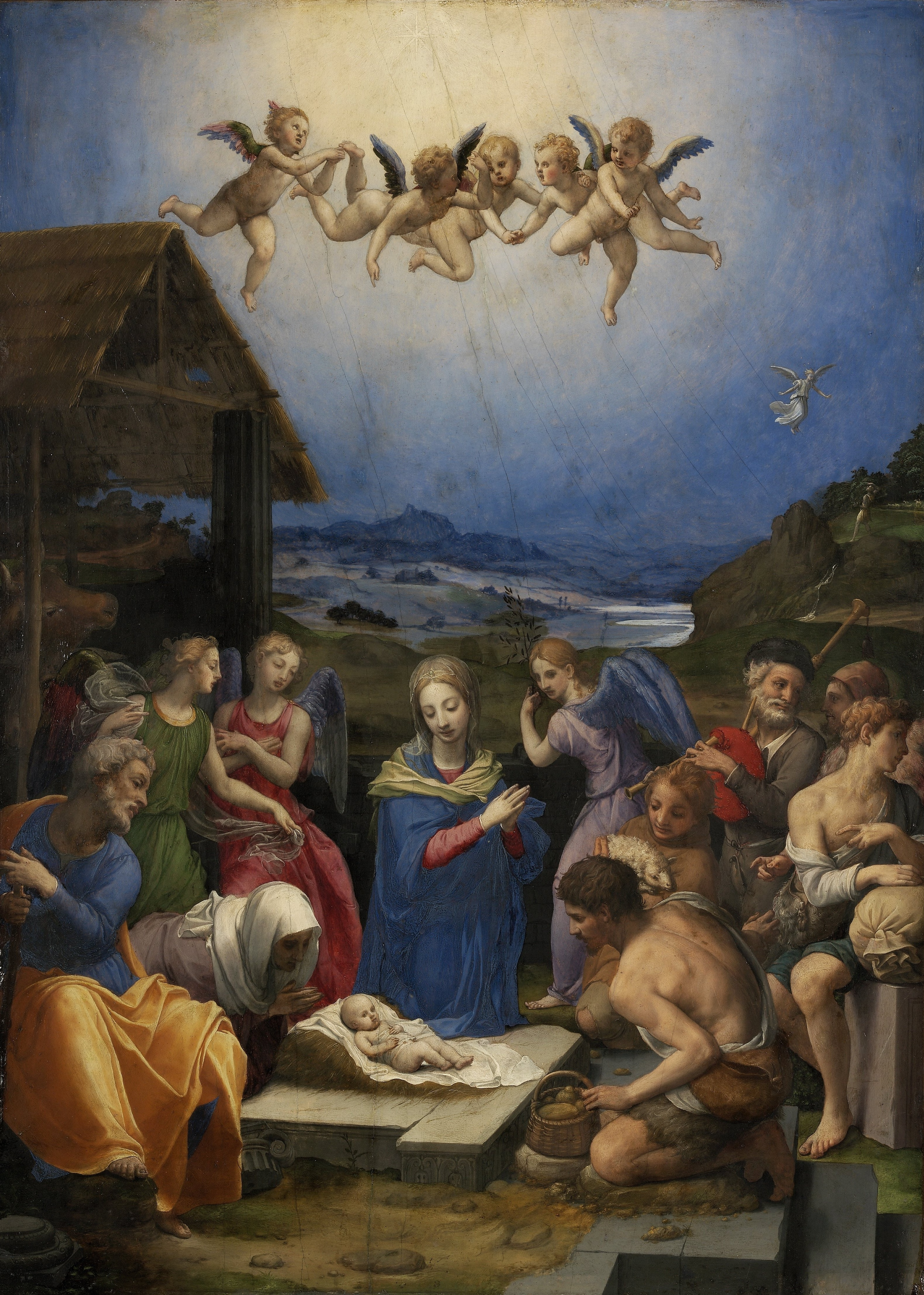
Adorazione dei pastori, Bronzino
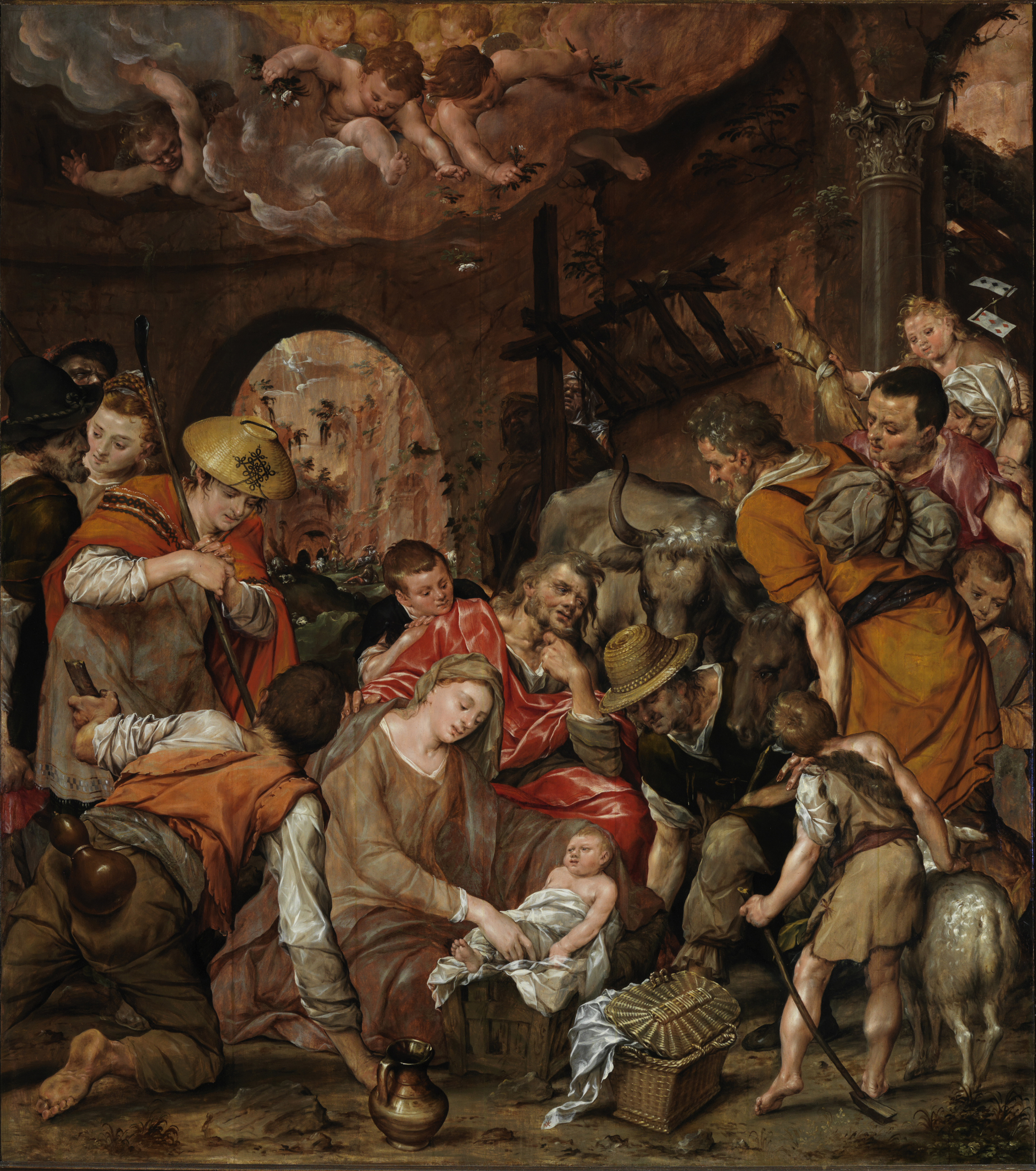
Dirck Barendsz, 1565, Sint Janskerk (Gouda)
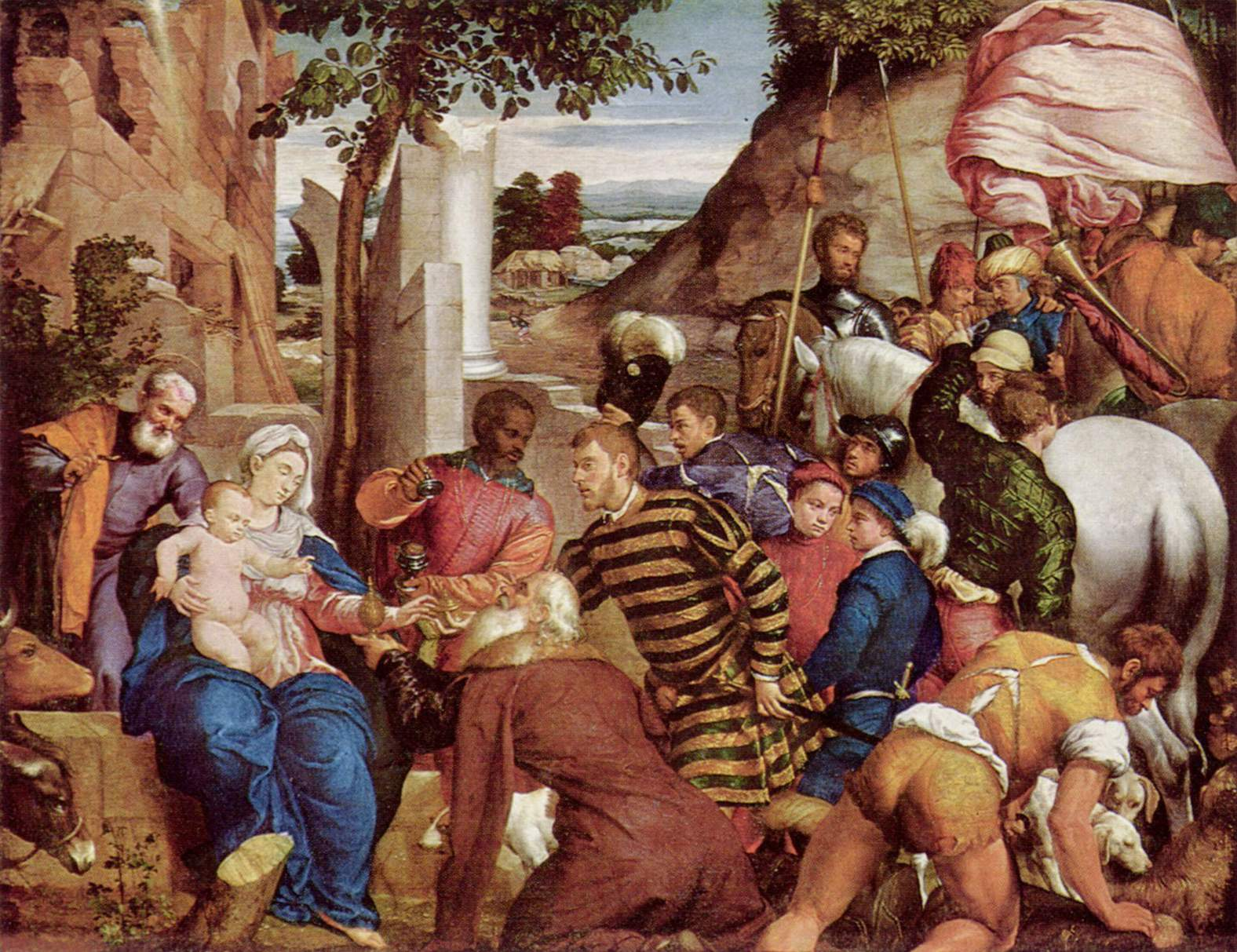
Jacopo Bassano, The Adorazione dei Magi.
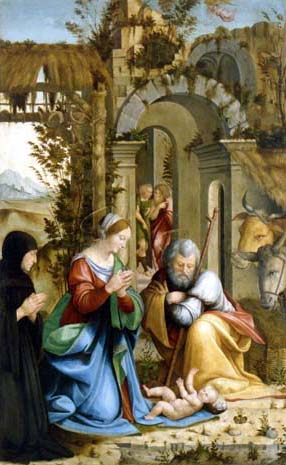
Andrea Sabbatini

### Barocco e rococò

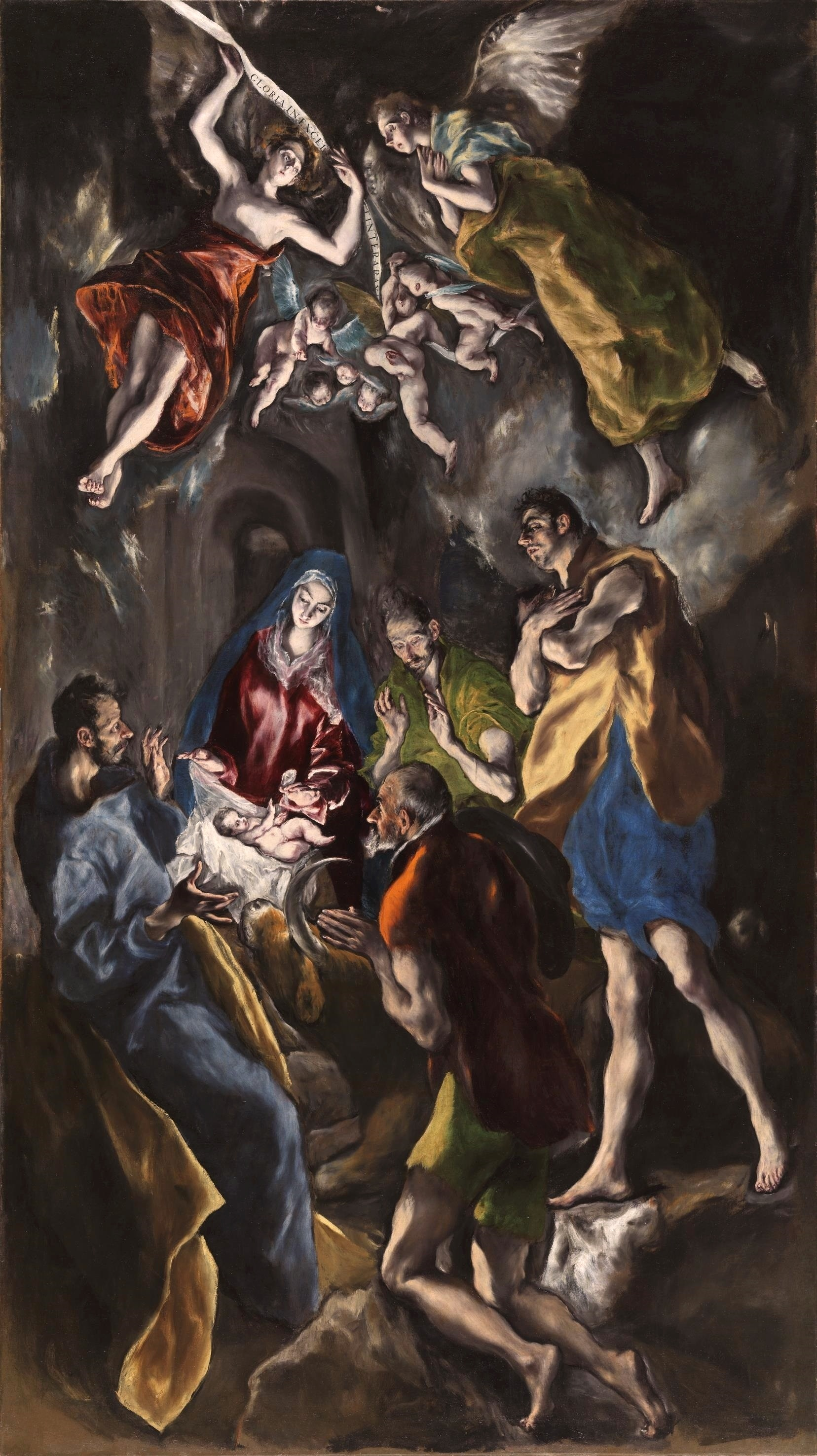
El Greco, barocco Adorazione dei pastori illuminati da Gesù Bambino
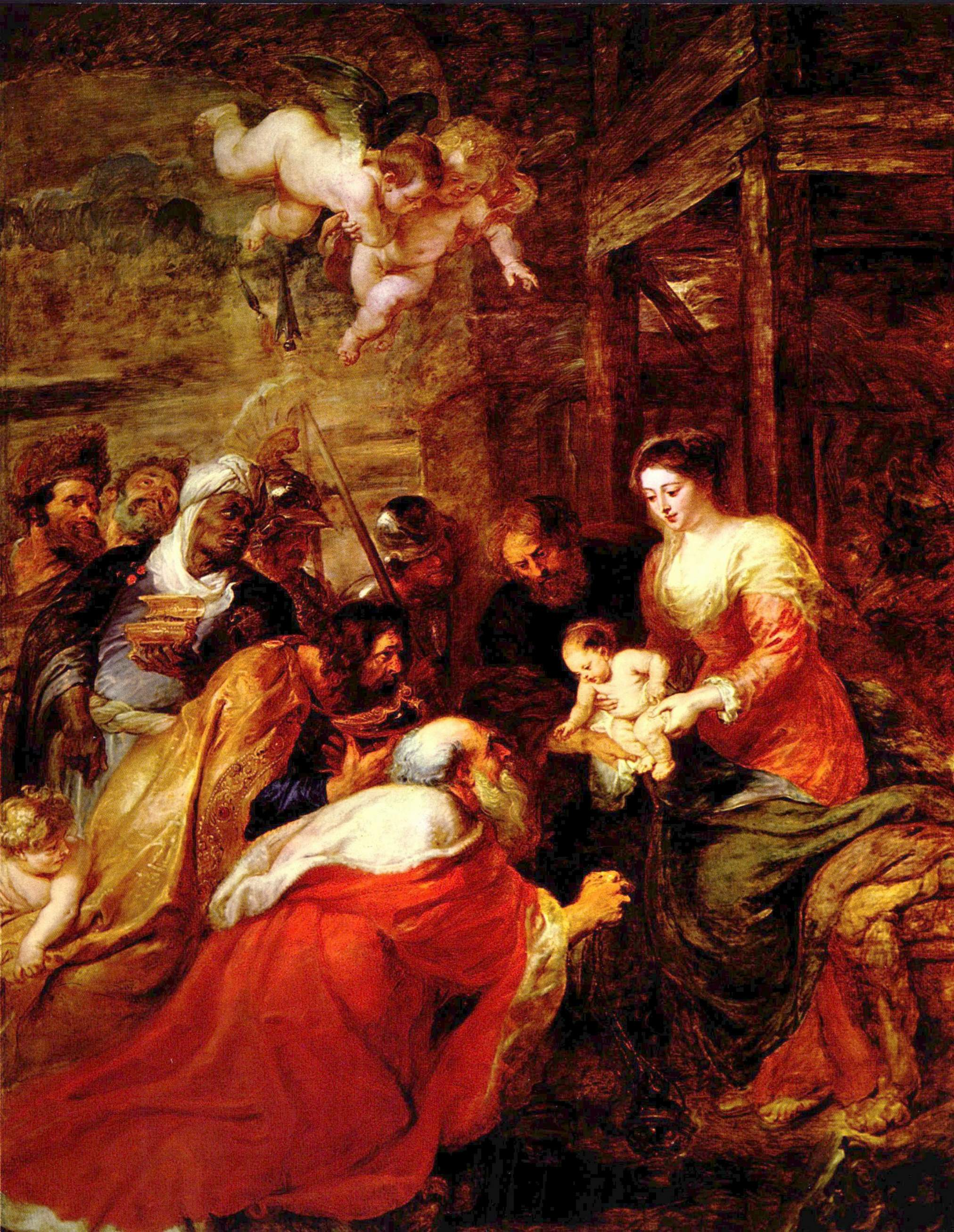
Adorazione dei Magi, Rubens, 1634
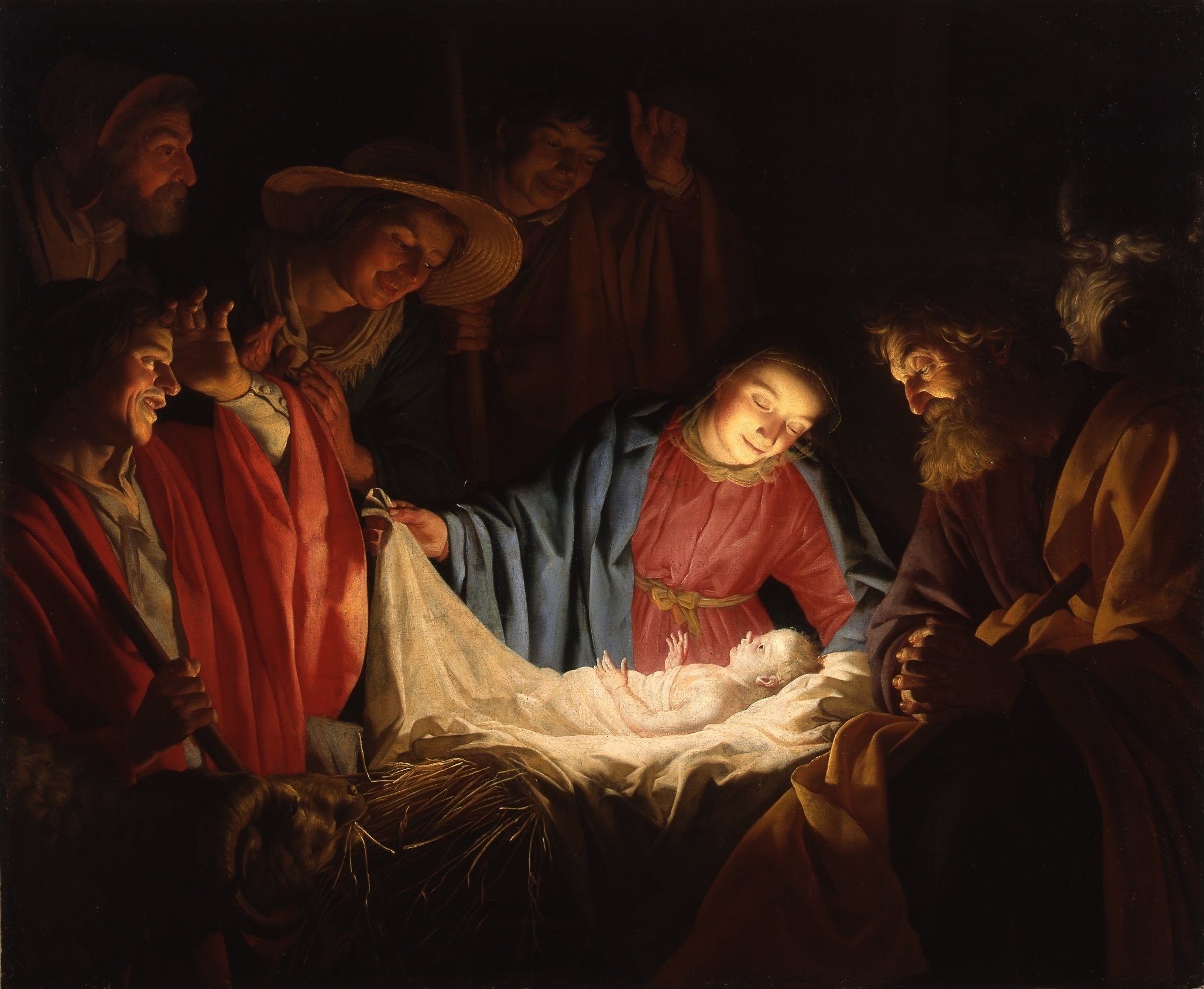
Gerard van Honthorst Adorazione dei pastori, ancora influenzata da santa Brigida
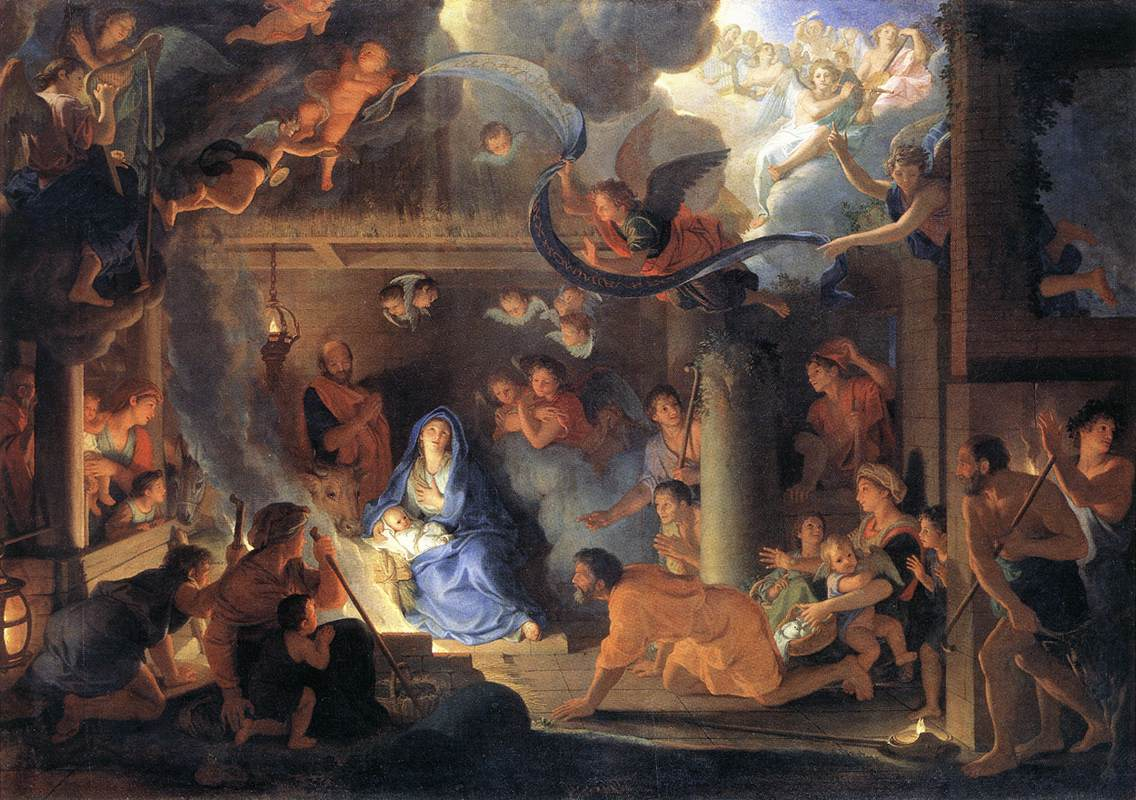
Adorazione dei pastori, Charles Le Brun

### Dopo il 1800

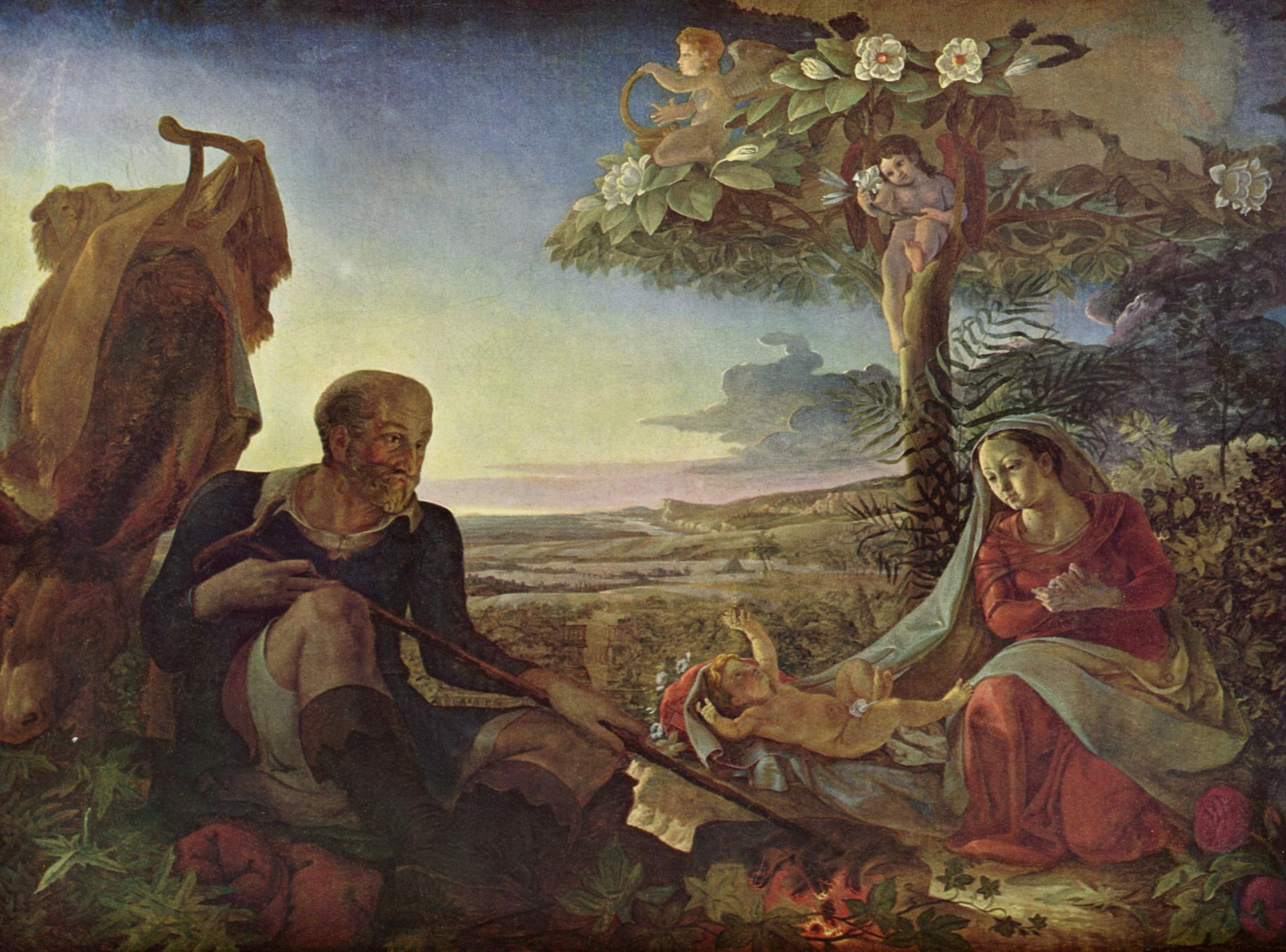
Riposo durante la fuga, stile romantico, Philipp Otto Runge, 1806
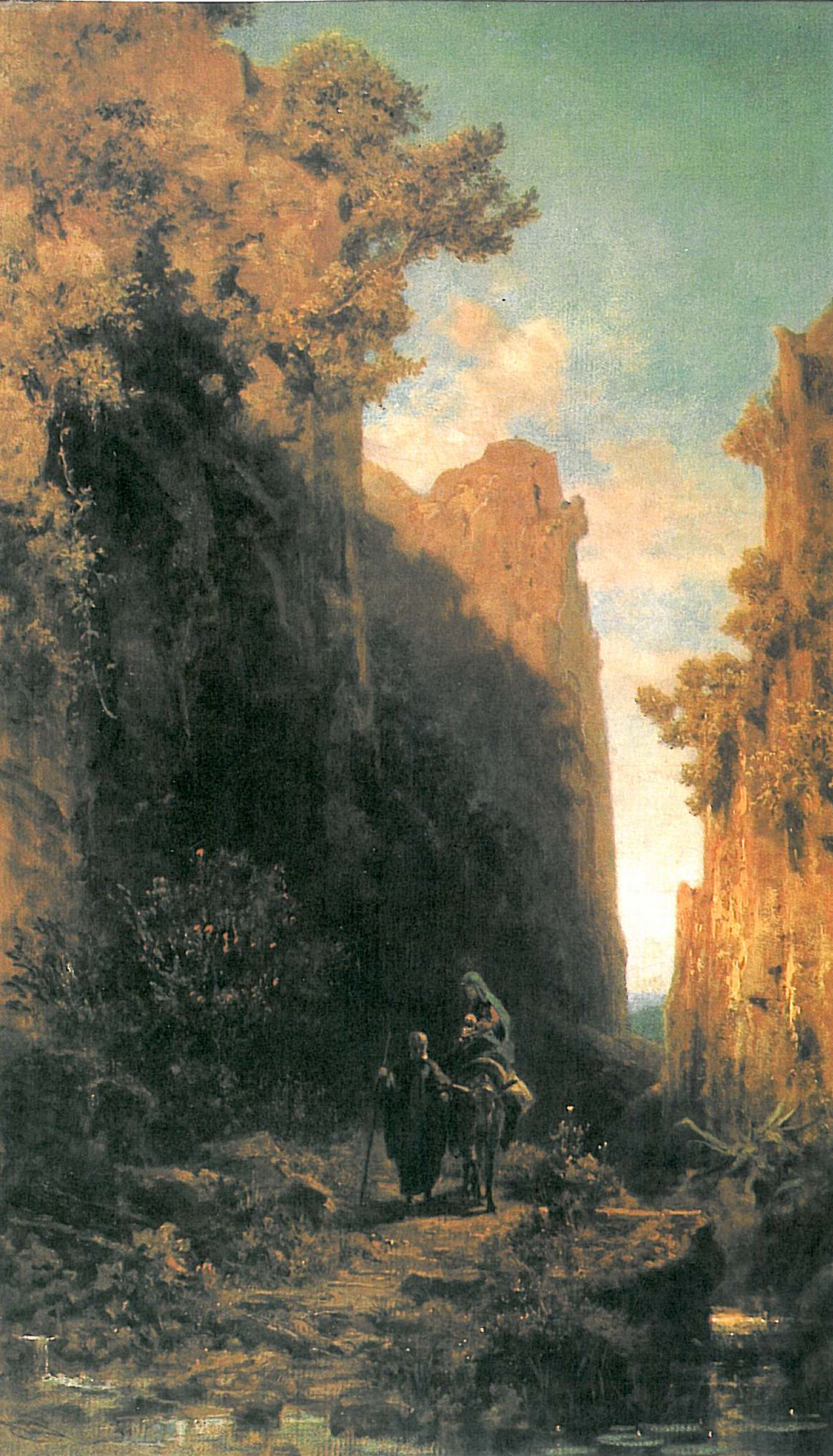
Fuga, Carl Spitzweg, 1875-9
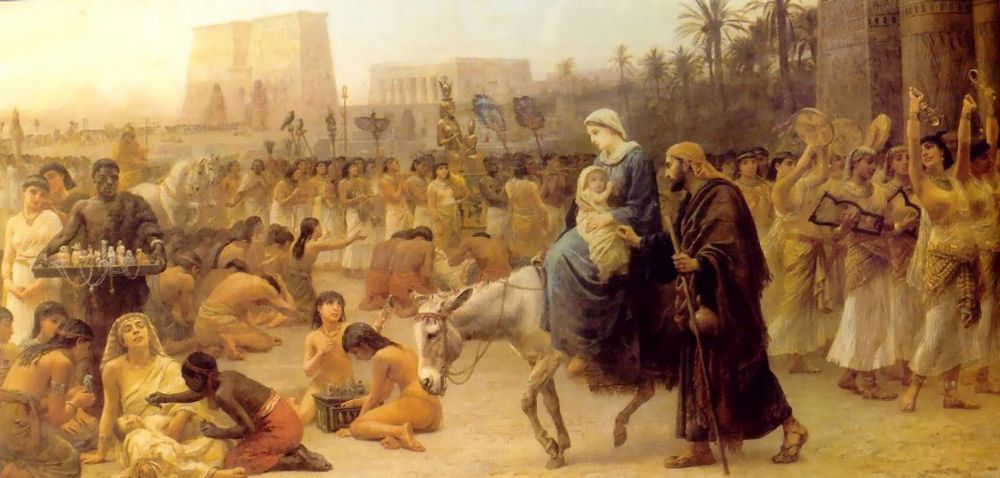
L'artista orientalista britannico Edwin Long, Anno Domini, 1883, mostra l'arrivo in Egitto
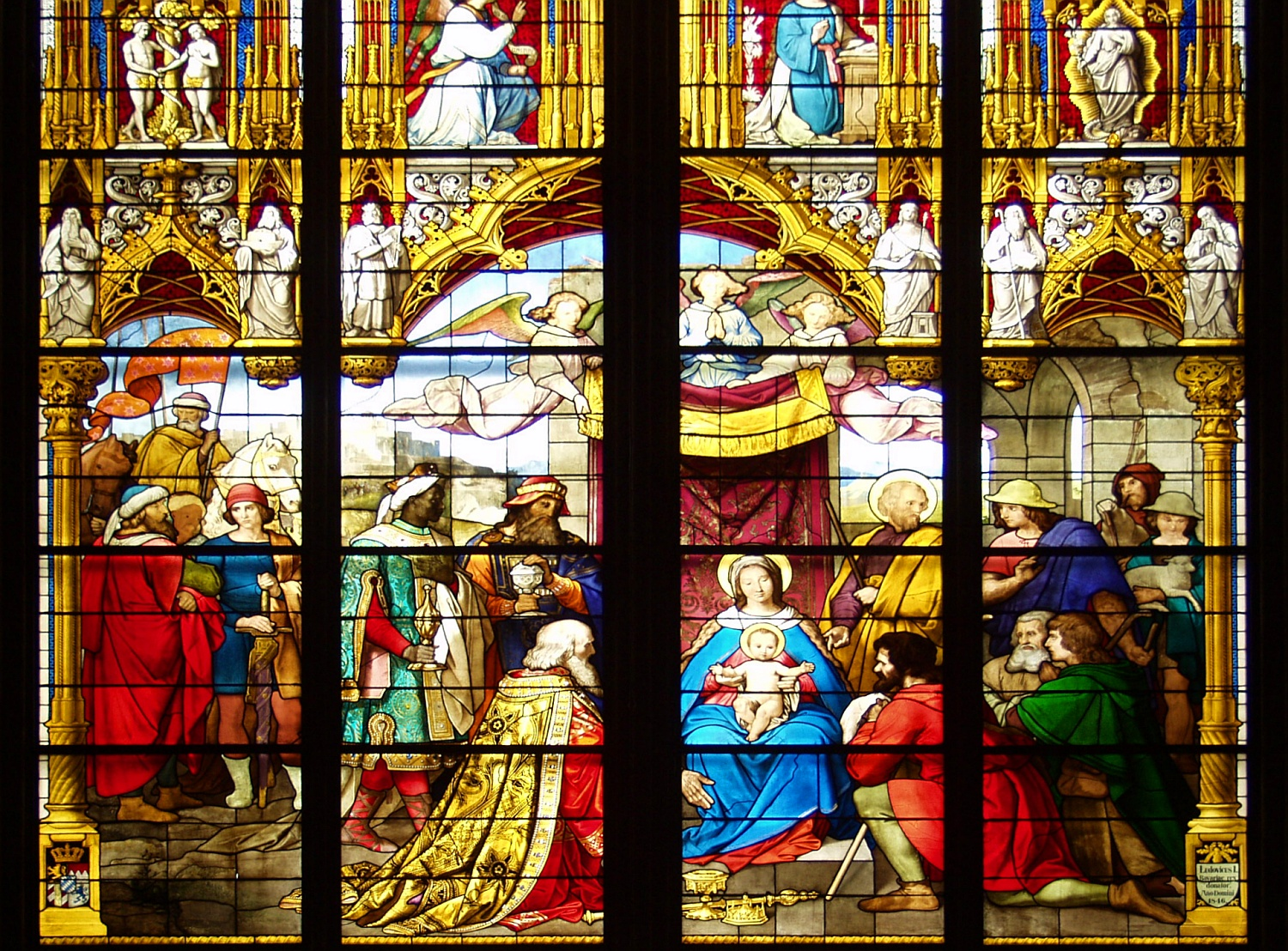
Vetrata della fine del XIX secolo dell'Adorazione dei pastori e dei Magi, Cattedrale di Colonia.
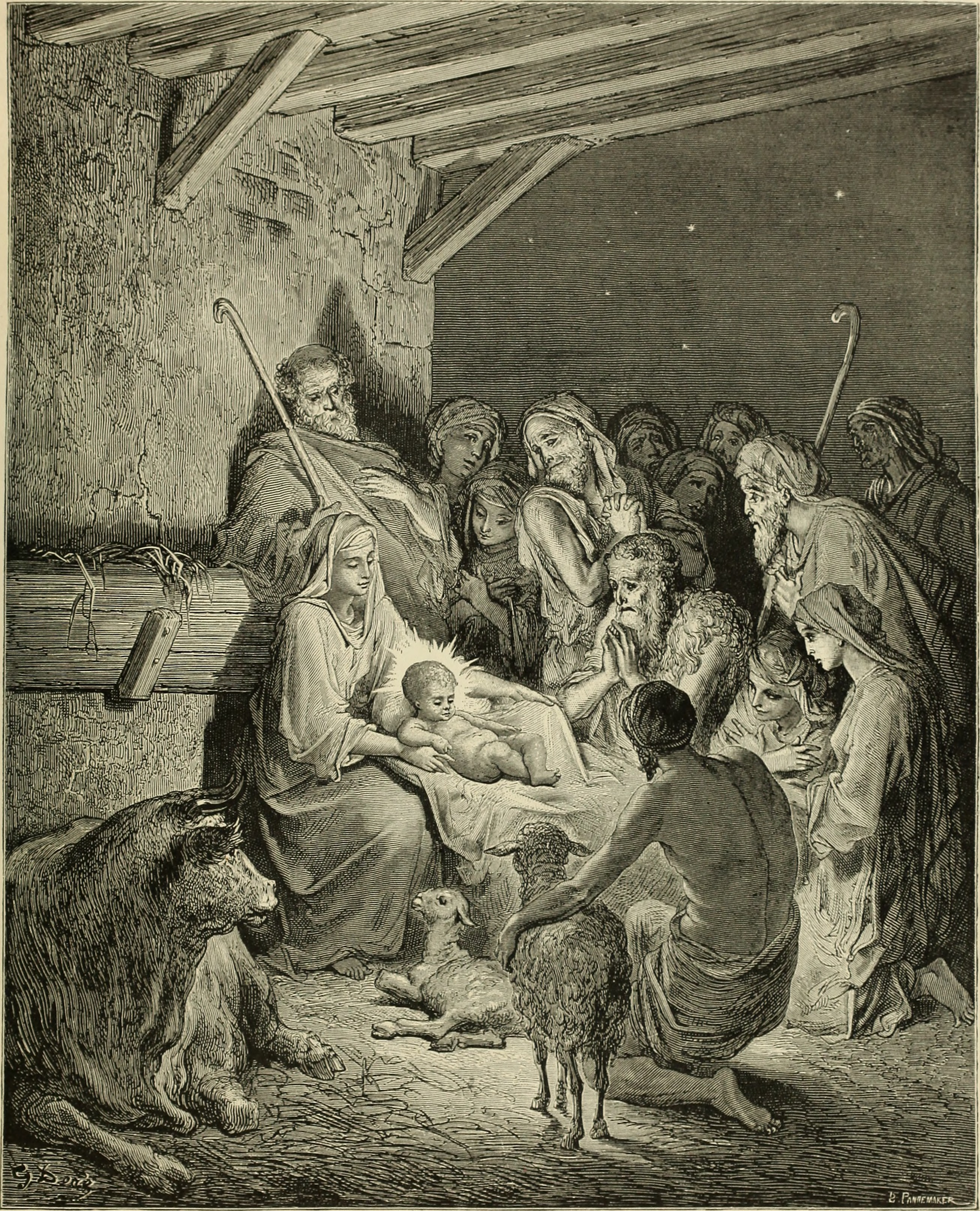
Natività di Gustave Doré, 1891
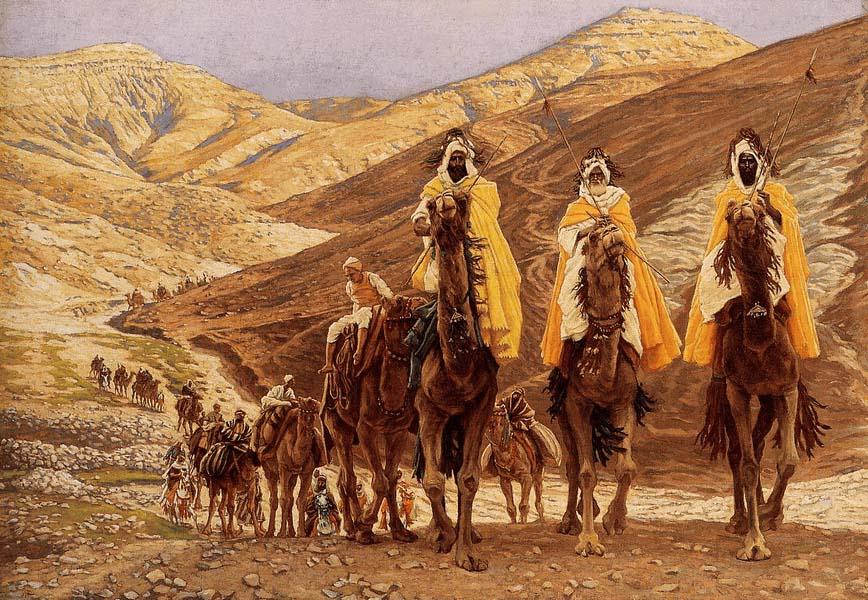
Il viaggio dei Magi di James Tissot, 1894. Come la maggior parte delle sue illustrazioni bibliche, trattate in gran parte come orientalismo.
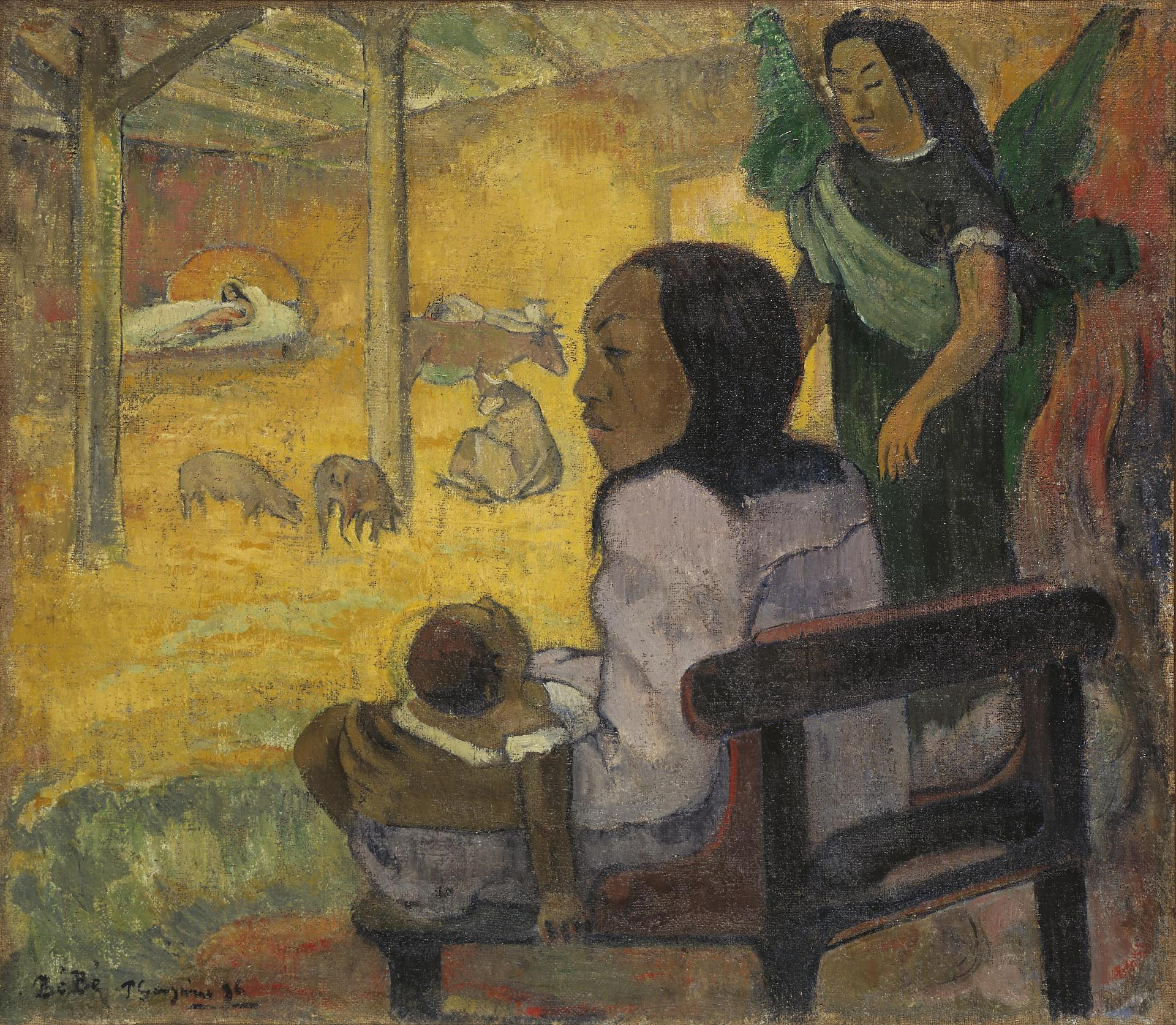
Paul Gauguin, 1896, con ambientazione tahitiana
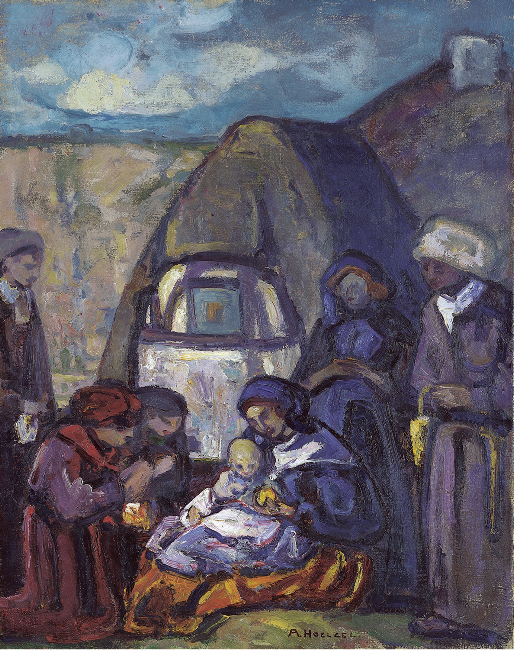
Adolf Hölzel, 1912

### Arte popolare

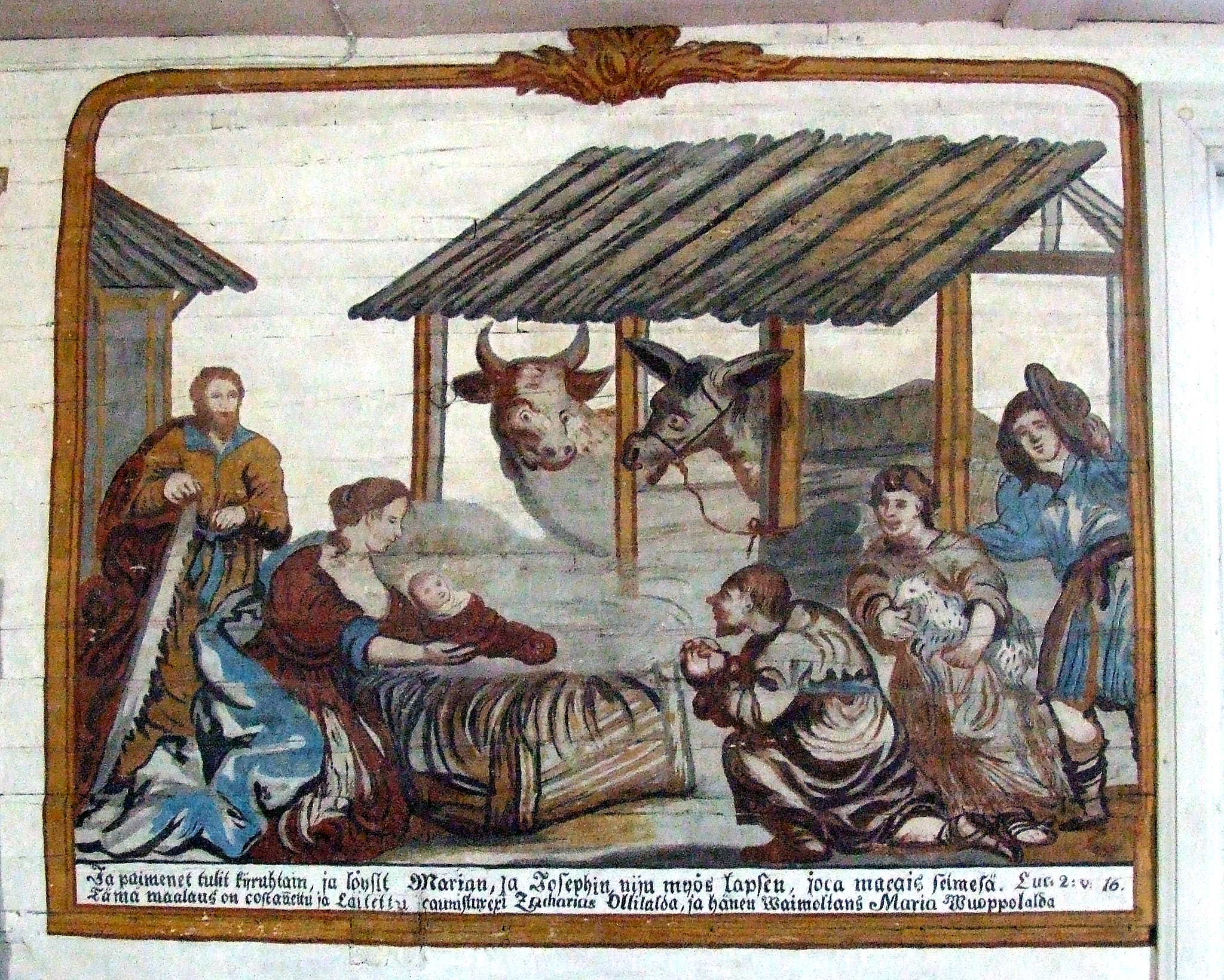
Pittura popolare, XVII secolo, di Mikael Toppelius
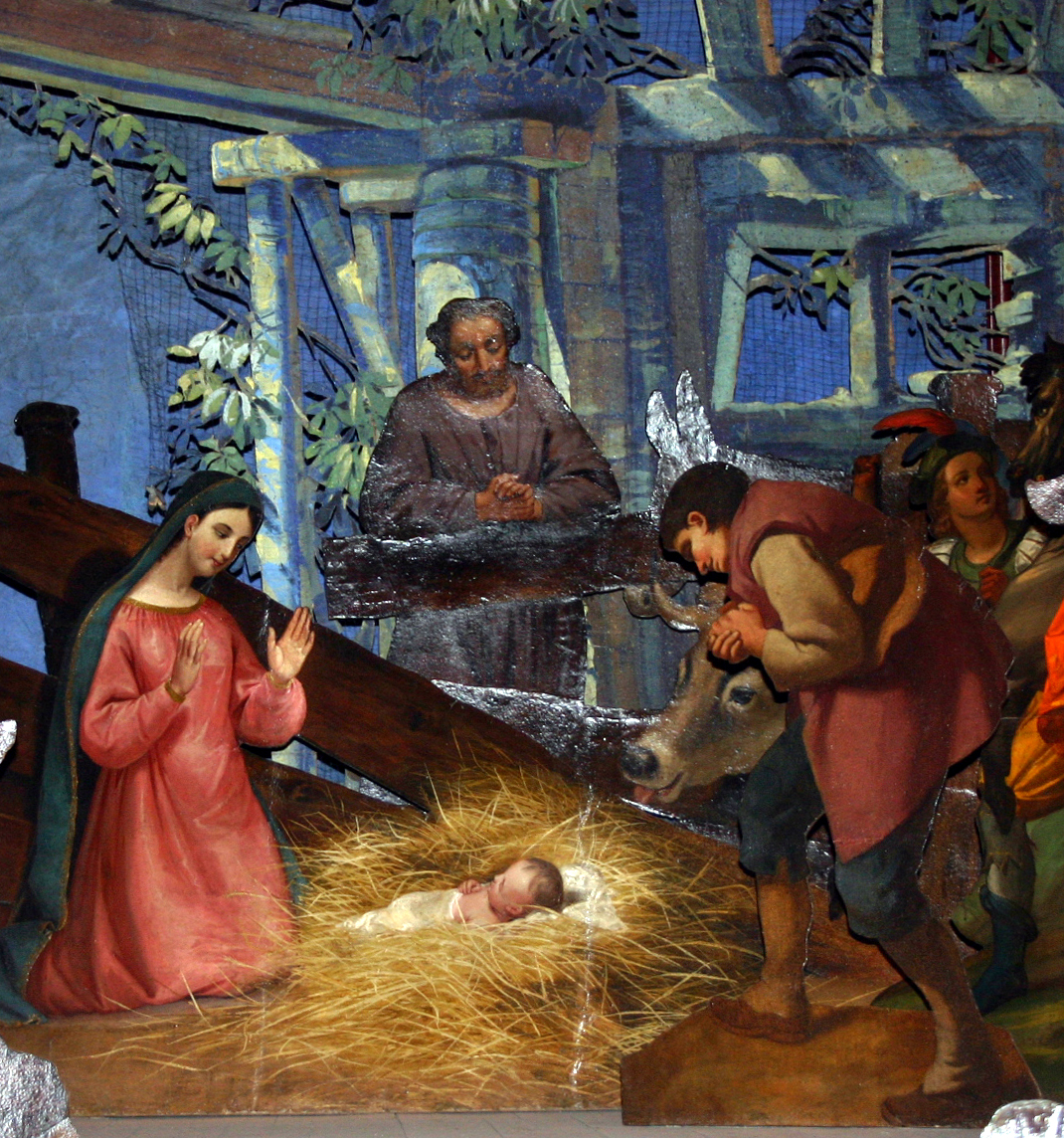
Presepe di Francesco Landonio, 1750 ca
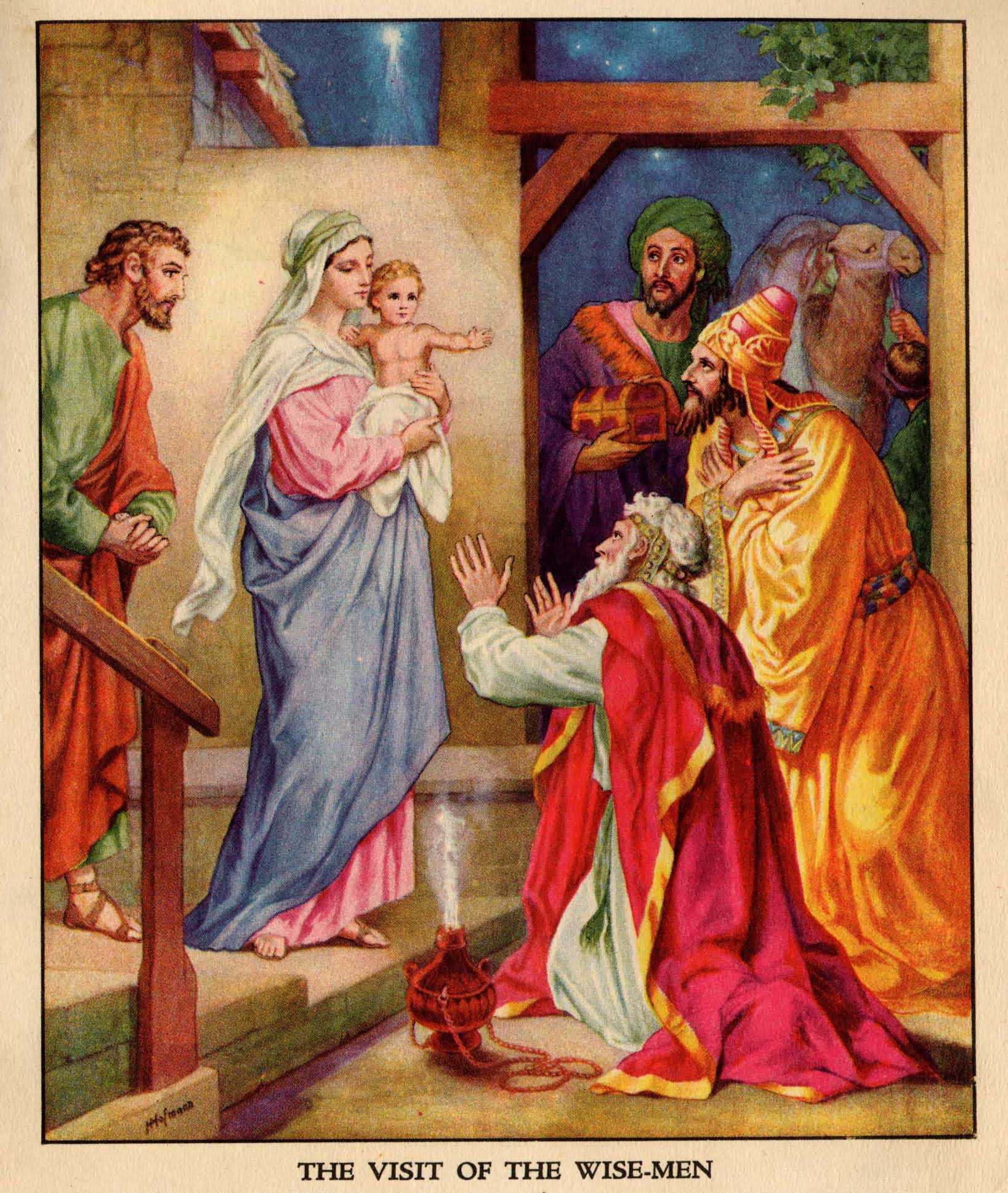
Illustrazione biblica c. 1900
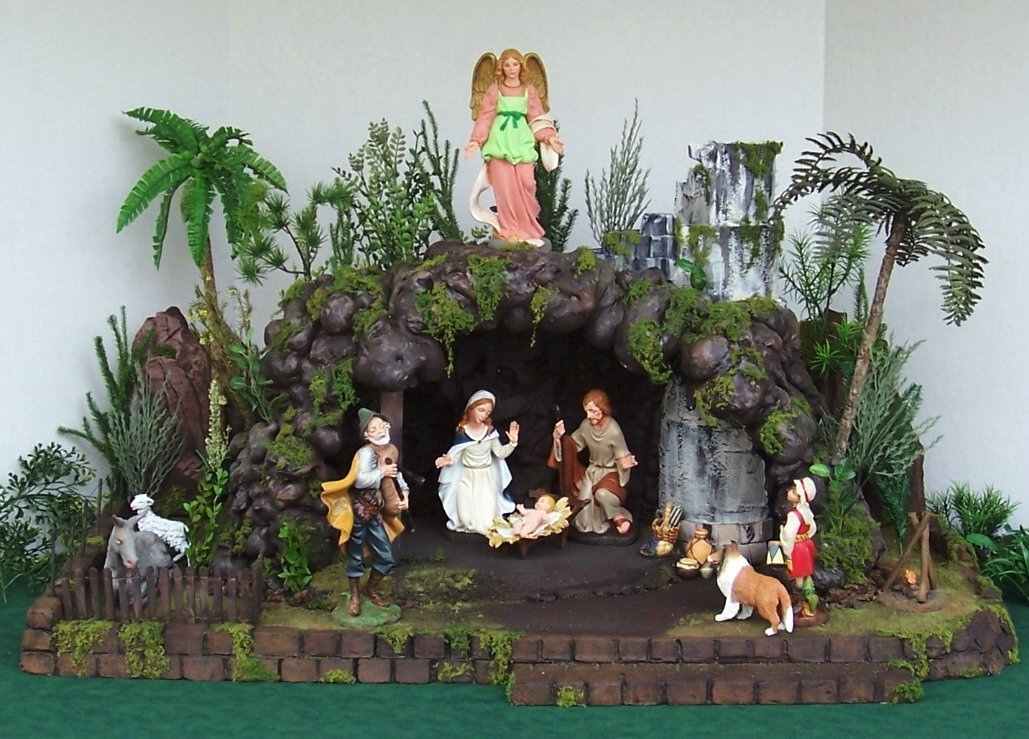
Un presepe della Natività realizzato da Bill Egan della Florida, XXI° secolo.
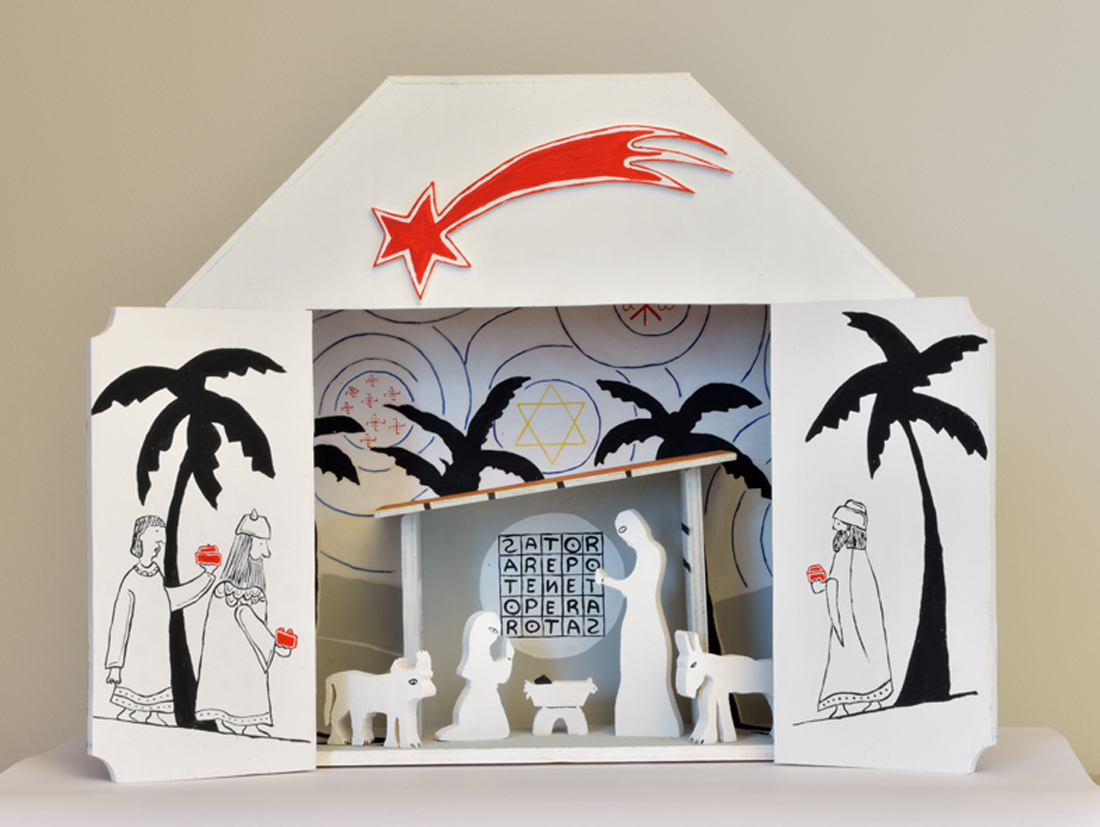
Presepe essoterico [37]opere di Filippo Biagioli